# Erzsébet Tudományegyetem

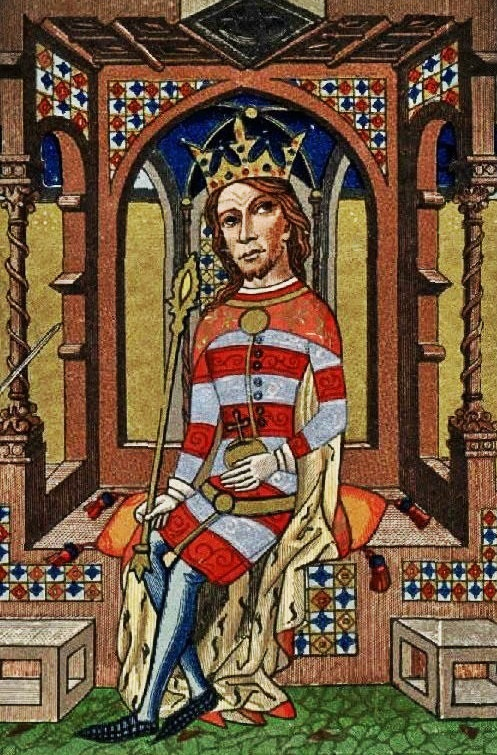
Nagy Lajos magyar király a püspöki székvárosban, Pécsett egyetem létrehozását kezdeményezte 1367-ben.

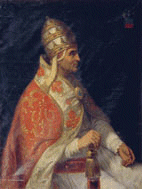
Nagy Lajos király kérésére az intézmény működéséhez Boldog V. Orbán pápa adott engedélyt pápai bullájában

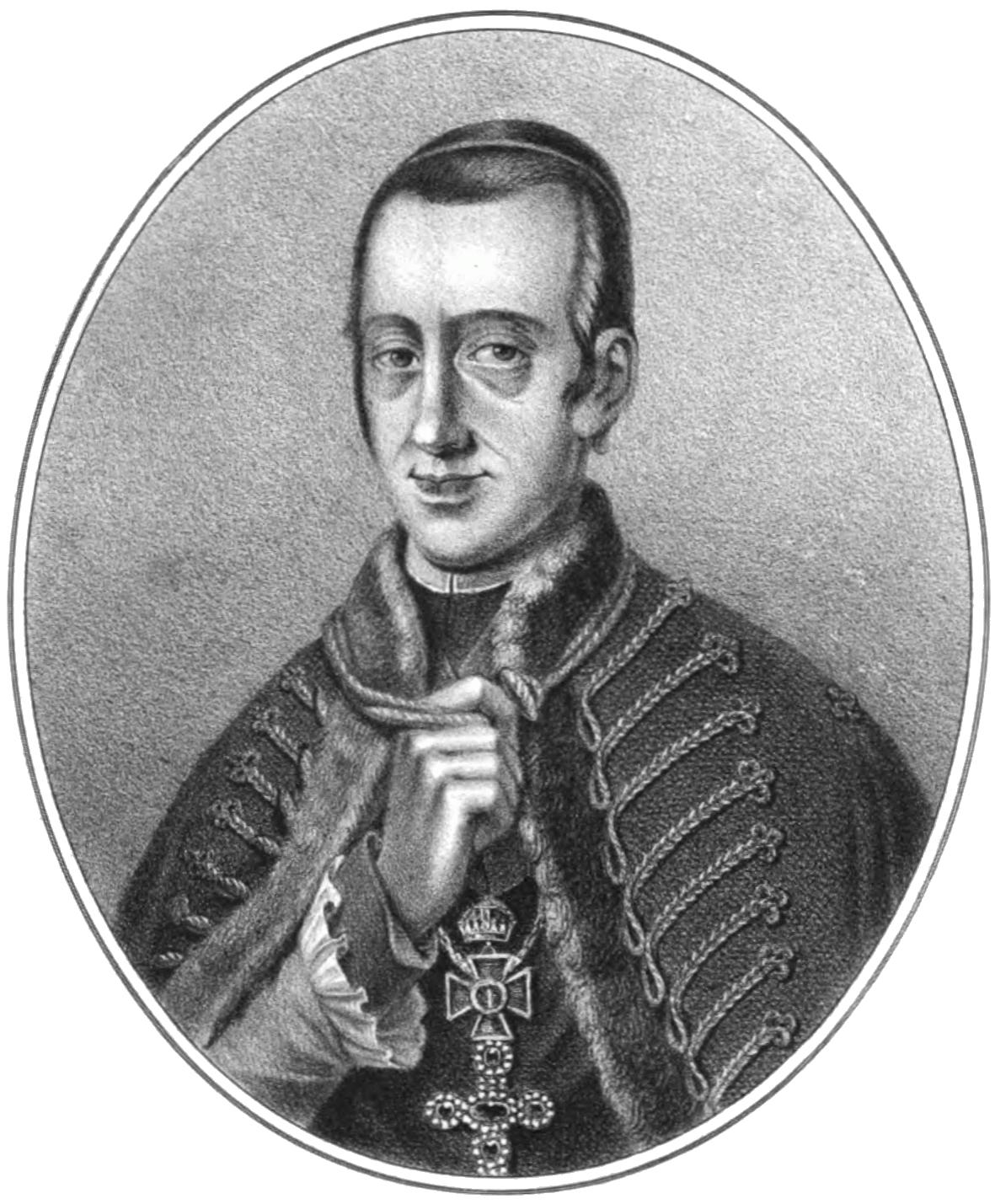
Négyesi báró Szepesy Ignácz, pécsi püspök, aki 1833-ban Pécsett megalapította a kétkarú (bölcsészeti és jogi) líceumot (Pécsi Püspöki Lyceum), amelynek 1830-ra, saját költségén épületet emeltetett a Kisiskola utcában (ma Szepesy utca 3.).

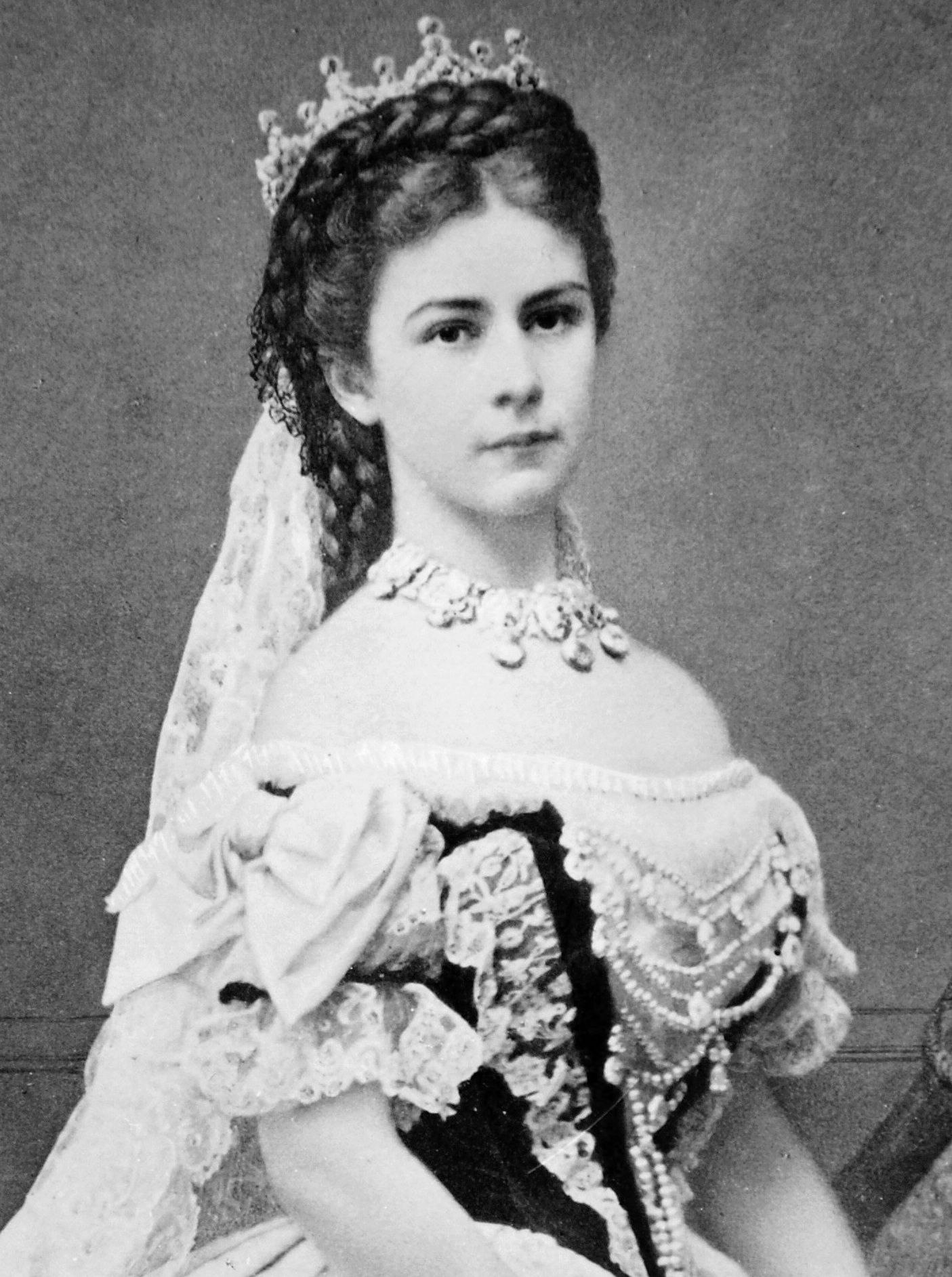
Erzsébet magyar királyné, az Egyetem névadója

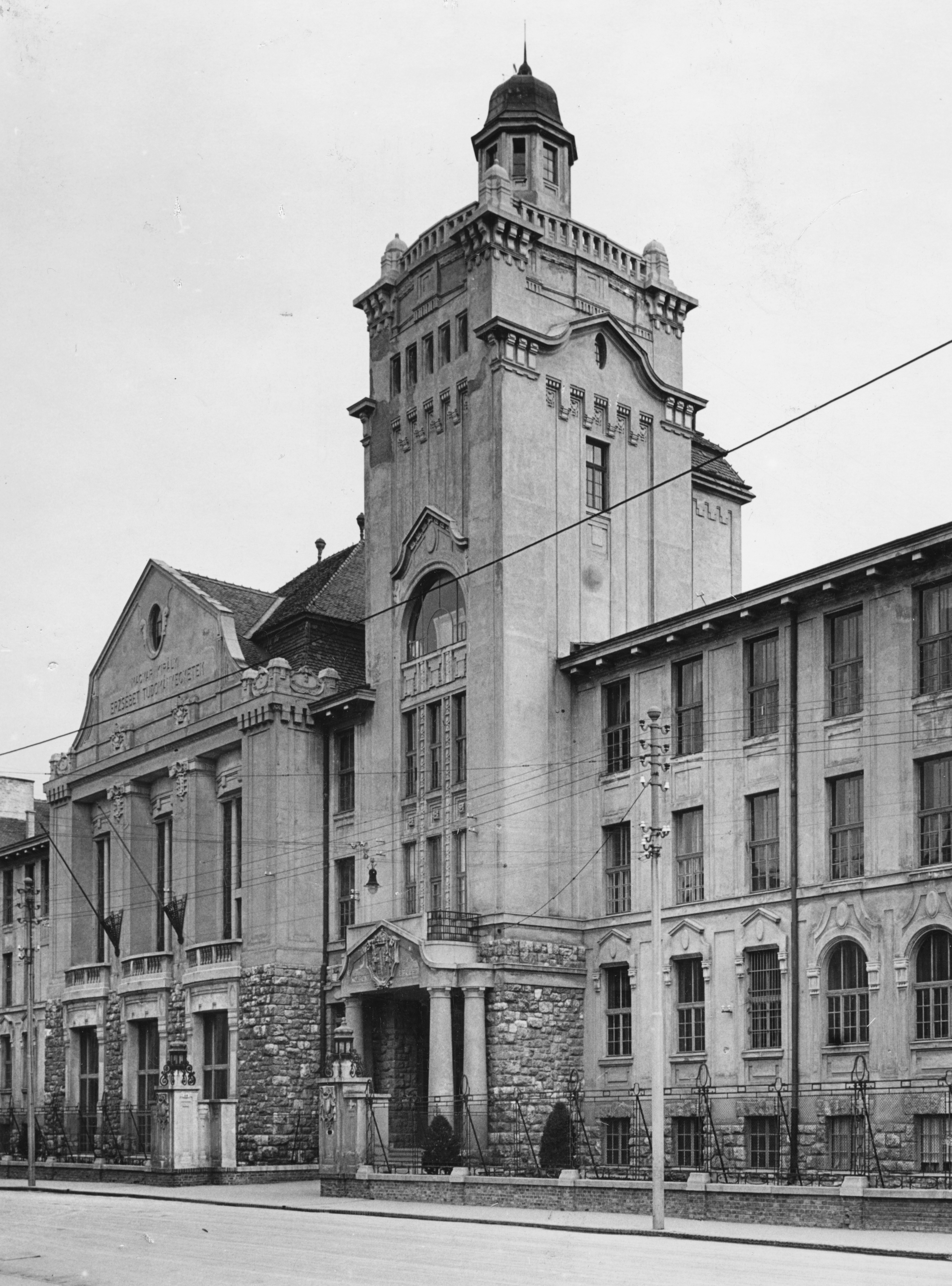
Magyar Királyi Erzsébet Tudományegyetem központi épület. Pécs, Rákóczi út 80.

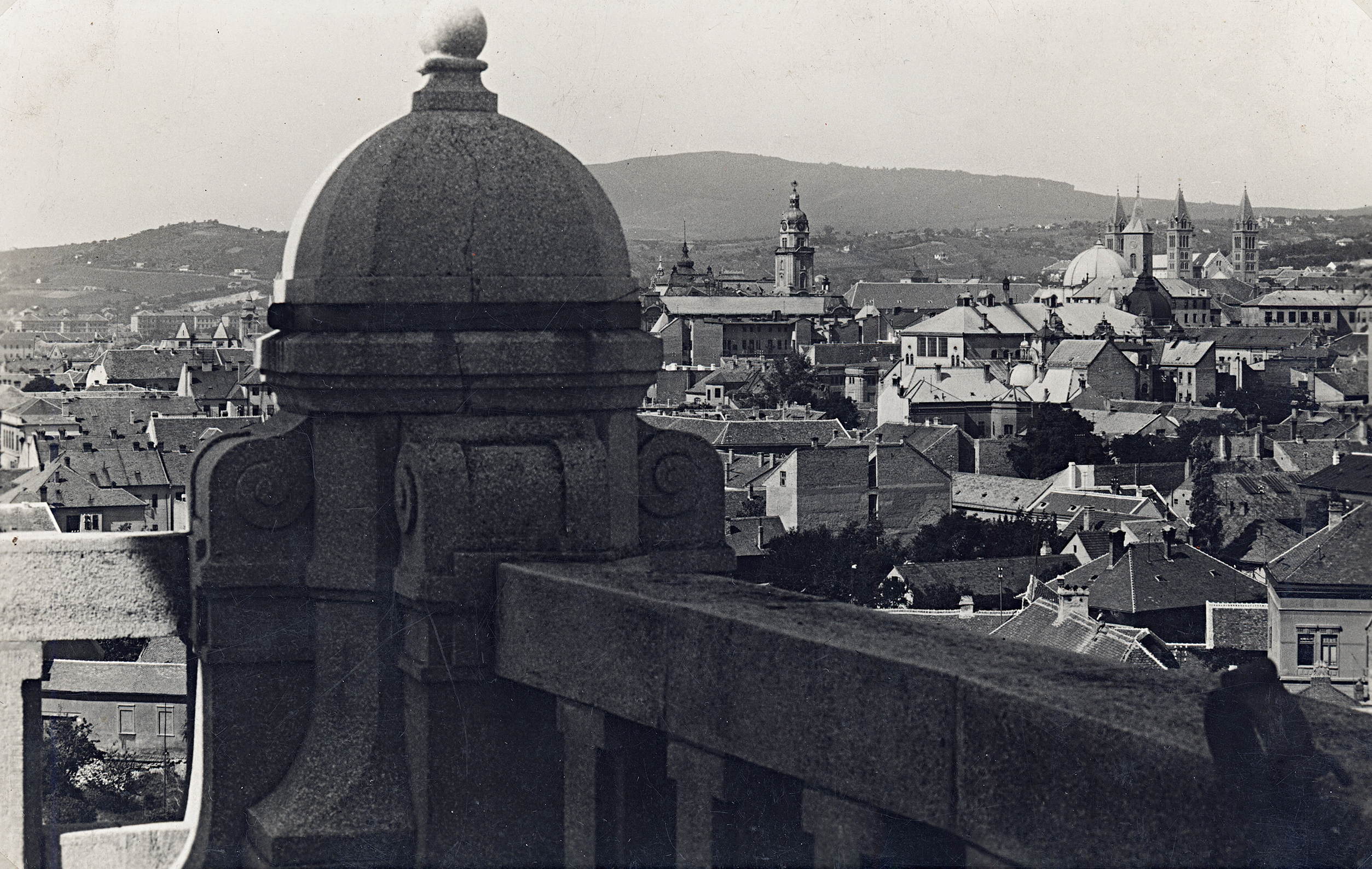
Kilátás Magyar Királyi Erzsébet Tudományegyetem tornyából a Városháza, a Dzsámi és a Székesegyház felé.

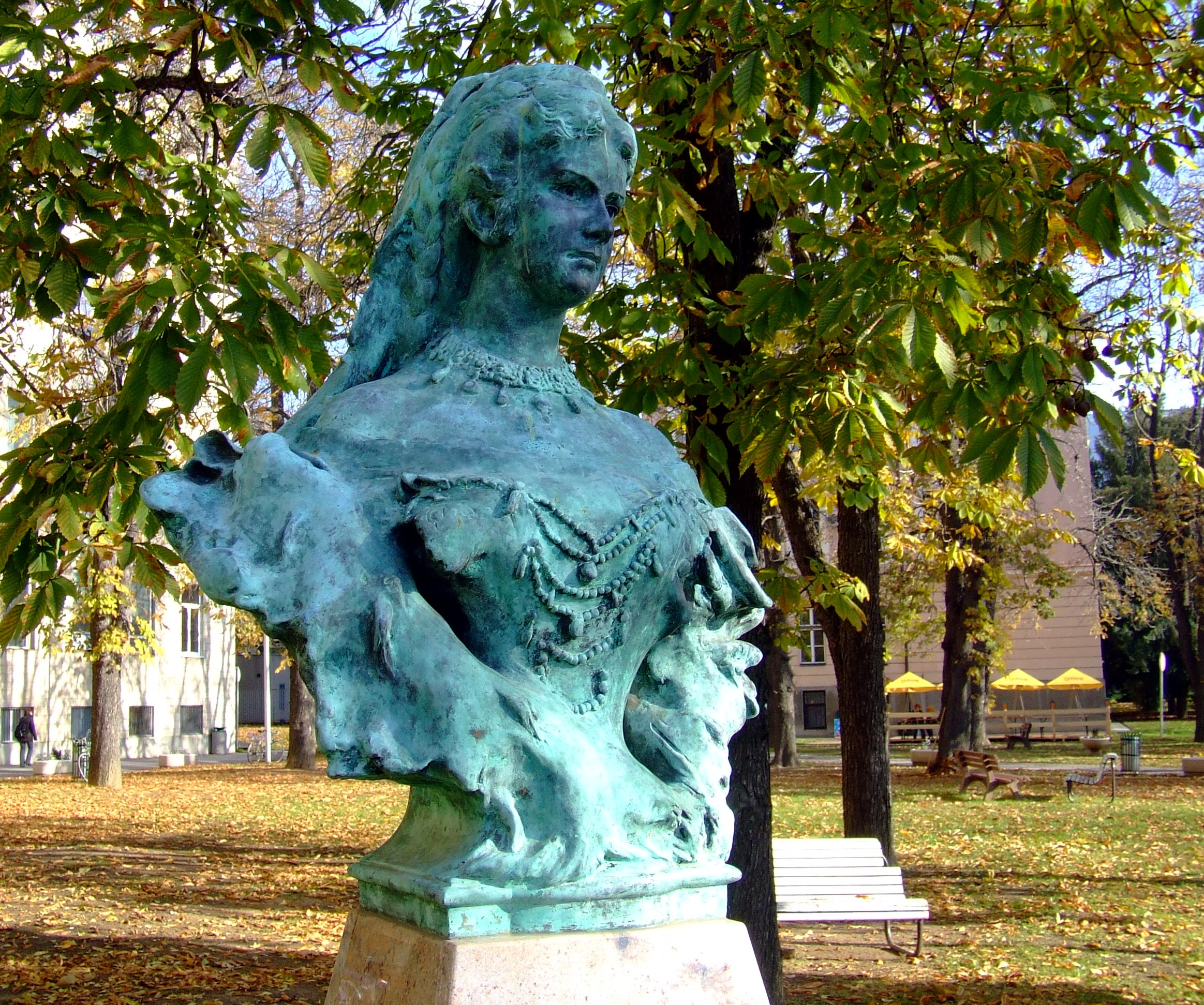
Erzsébet magyar királyné szobra a Pécsi Tudományegyetem udvarán. Strobl Alajos szobrának pontos másolata. Alkotó: Bartha János (2008)

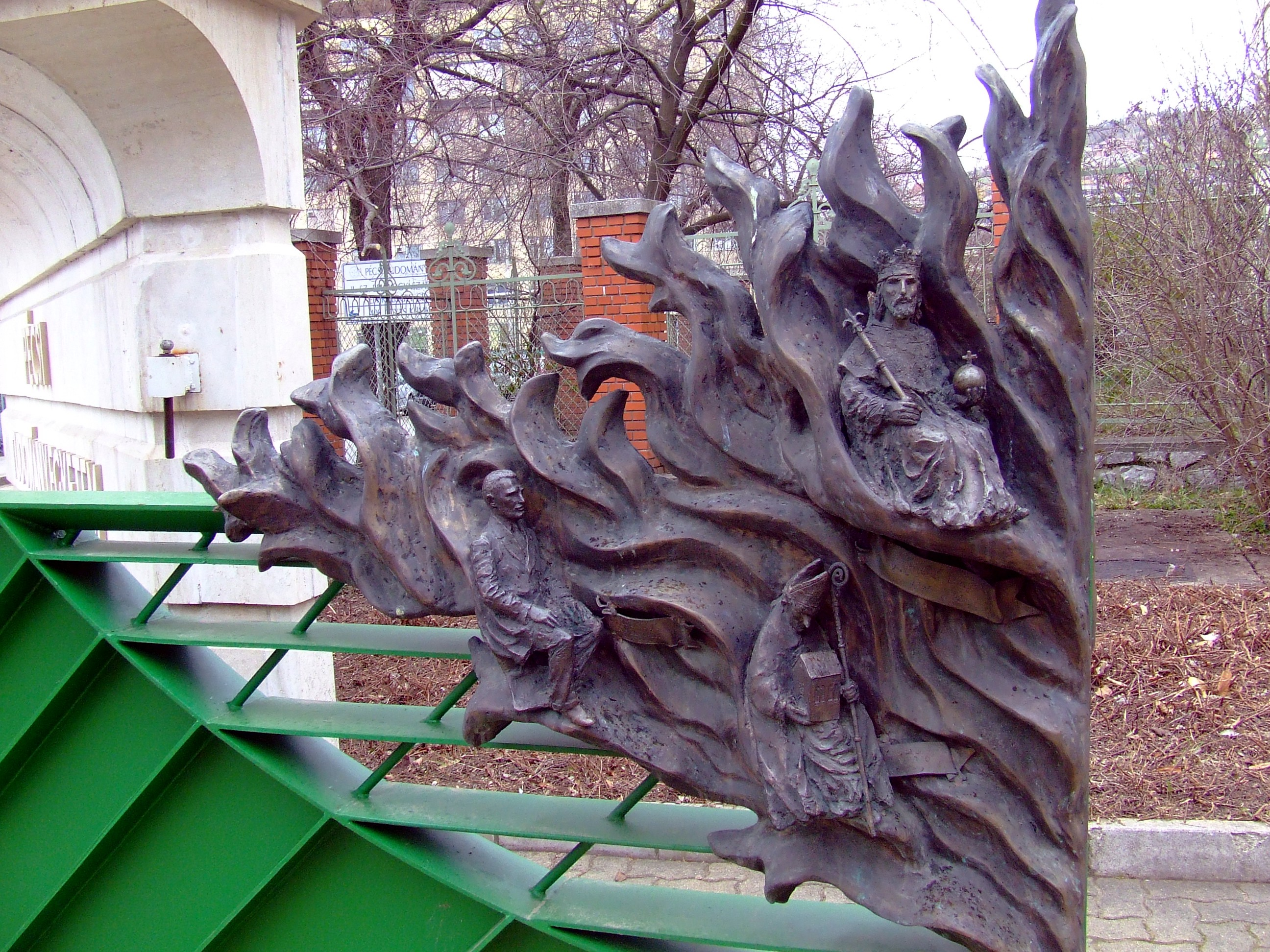
A Pécsi Tudományegyetem díszkapujának részlete (bronz). Trischler Ferenc alkotása (1993)

A Magyar Királyi Erzsébet Tudományegyetem 1912-ben alapított egykori egyetem Pozsonyban, majd 1923-tól kezdve Pécsett, melynek jogutóda a Pécsi Tudományegyetem. Az egyetemnek olyan híres tanárai voltak, mint az orvosi és élettani Nobel-díjjal kitüntetett Szent-Györgyi Albert, vagy Heim Pál magyar gyermekgyógyász.
Pozsony első egyeteme az I. Mátyás király és Vitéz János esztergomi érsek által 1465-ben alapított Academia Istropolitana volt, amely Mátyás halála után megszűnt.

## Története
Az intézményt Pozsonyban 1912-ben állították fel, s még az év végén – I. Ferenc József engedélyével – felvehette a magyarok között népszerű Erzsébet királyné nevét. Eredetileg négy kart kívántak felállítani: jog- és államtudományi; orvostudományi; bölcsészet-, nyelv- és történettudományi; mennyiségtani, természettudományi és mezőgazdasági kart. Az első három 1914 és 1918 között kezdte meg működését, a negyedik felállítására Pozsony cseh megszállása miatt már nem jutott idő. 1919 szeptemberében az egyetem összes tulajdonát birtokba vették a csehszlovák állami egyetem céljaira.
Az egyetem tanárainak és hallgatóinak egy része Budapestre települt, ahol a kolozsvári egyetem menekültjeivel 1920-ban és 1921-ben újraindították a fakultások működését. A két egyetem sorsát végül az 1921. évi XXV. törvénycikk rendezte oly módon, hogy a pozsonyi egyetem Pécsre, a kolozsvári pedig Szegedre került. A döntés idején Pécs még szerb megszállás alatt állt, ezért a költözködéssel várni kellett. Az 1923/24-es tanévben, Nagy József rektorsága idején véglegesen rendeződött az egyetem elhelyezése. A Pozsonyból áttelepült Erzsébet Tudományegyetem 1923. október 15-én Pécsett ünnepélyes megnyitóval kezdte meg működését. A pécsi egyetemen rangos oktató- és kutatómunka folyt. 1923 és 1950 között az egyetem karaként, de Sopronban működött a magyarországi evangélikus lelkészképzés addigra egyetlen intézménye Evangélikus Hittudományi Kar néven – ma Evangélikus Hittudományi Egyetem néven Budapesten működik.
A második világháborút követően, 1948-ban a vallás- és közoktatásügyi miniszter utasítására az egyetem új neve Pécsi Tudományegyetem lett. 1950-ben az egészségügyi tárcához került az orvosképzés, illetőleg a klinikák és intézetek irányítása, hogy 1951-ben megalakuljon a Pécsi Orvostudományi Egyetem. Az átcsoportosítás miatt egyetlen fakultás maradt meg, az Állam- és Jogtudomány Kar. 1975-ben megalakult a Közgazdaságtudományi Kar. 1982. január 1-jétől Janus Pannonius Tudományegyetem lett az intézmény új neve, amelynek négy karból álló szervezete 1991-ben alakult ki.

## Az Erzsébet Tudományegyetem és a Pécsi Tudományegyetem rektorai (1913–2022)

### Erzsébet Tudományegyetem (1913–1947)
- 1913–1914 Kérészy Zoltán[6][7]
- 1914–1915 Falcsik Dezső
- 1915–1916 Polner Ödön
- 1916–1917 Kérészy Zoltán[7]
- 1917–1918 Finkey Ferenc
- 1918–1919 Polner Ödön
- 1919–1920  Fenyvessy Béla
- 1920–1921 Lukinich Imre
- 1921–1922 Heim Pál
- 1922–1923 Kérészy Zoltán[7]
- 1923–1924 Halasy-Nagy József
- 1924–1925 Mihálffy Ernő[8]
- 1925–1926 Bakay Lajos
- 1926–1927 Gyomlay Gyula
- 1927–1928 Vasváry Ferenc[9]
- 1928–1929 Imre József
- 1929–1930 Weszely Ödön
- 1930–1931 Bozóky Géza.[10]
- 1931–1932 Entz Béla
- 1932–1933 Hodinka Antal
- 1933–1934 Pázmány Zoltán[11]
- 1934–1935 Mansfeld Géza
- 1935–1936 Prinz Gyula
- 1936–1937 Dambrovszky Imre
- 1937–1938 Scipiades Elemér[12]
- 1938–1939 Birkás Géza
- 1939–1940 Vinkler János
- 1940–1941 Tóth Zsigmond[13]
- 1941–1942 Vargha Damján György
- 1942–1943 Schaurek Rafael
- 1943–1944 Ángyán János
- 1944–1945 Holub József
- 1945–1946 Entz Béla
- 1946–1947 Krisztics Sándor[14]

### APécsi TudományegyetemÁllam- és Jogtudományi Kar rektori jogú dékánjai (1951–1985)
- 1951–1956 Kocsis Mihály
- 1956–1957 Kauser Lipót[15]
- 1957–1964 Bihari Ottó
- 1964–1968 Csizmadia Andor
- 1968–1974 Szotáczky Mihály[16]
- 1974–1975 Földvári József

### Az Orvosi Kar rektori jogú dékánjai (1951–1956) és a Pécsi Orvostudományi Egyetem rektorai (1957–1999)
- 1951–1954 Méhes Gyula (rektori jogú dékán)
- 1954–1956 Boros Béla (rektori jogú dékán)
- 1956–1957 Lissák Kálmán (rektori jogú dékán)
- 1957–1961 Huth Tivadar[17]
- 1961–1964 Cholnoky László
- 1964–1967 Donhoffer Szilárd
- 1967–1973 Boros Béla
- 1973–1979 Tigyi József
- 1979–1985 Flerkó Béla
- 1985–1991 Bauer Miklós
- 1991–1997 Kelényi Gábor[18]
- 1997–1999 Bellyei Árpád

### A Janus Pannonius Tudományegyetem rektorai (1975–1999)
- 1975–1984 Földvári József
- 1984–1992 Ormos Mária
- 1992–1994 Hámori József
- 1994–1997 Barakonyi Károly
- 1997–1999 Tóth József

### A Pécsi Tudományegyetem rektorai (2000–2022)
- 2000–2003 Tóth József
- 2003–2007 Lénárd László
- 2007–2010 Gábriel Róbert
- 2010–2018 Bódis József
- 2018– Miseta Attila

## Az Erzsébet Tudományegyetem és a Pécsi Tudományegyetem rektorainak (1913–2018) fényképalbuma

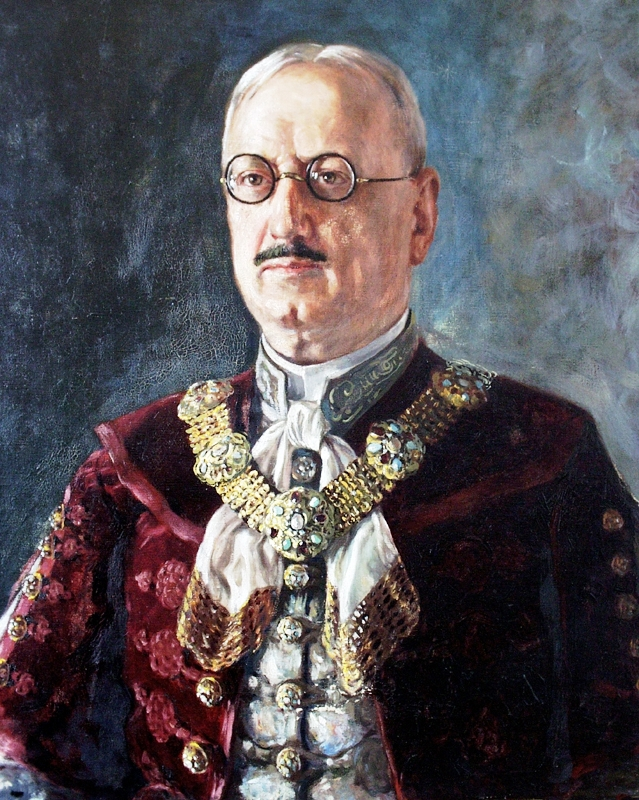
Kérészy Zoltán (1868–1953) jogász, rektor (1913/1914, 1916/1917 és 1922/1923)
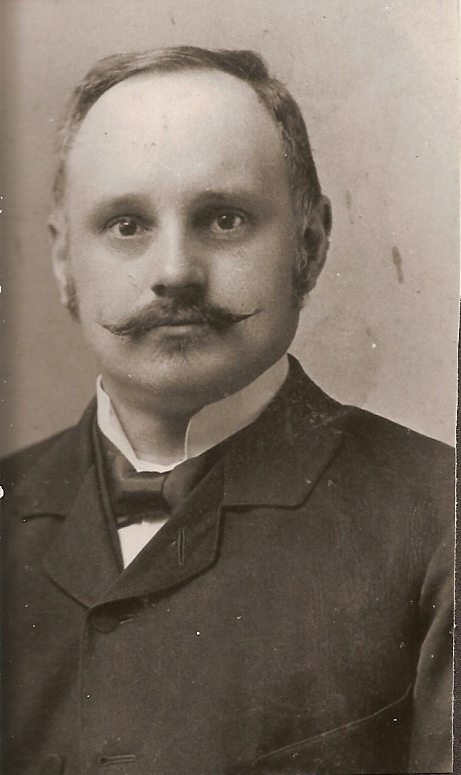
Falcsik Dezső (1862–1924) jogász, rektor (1914/1915)
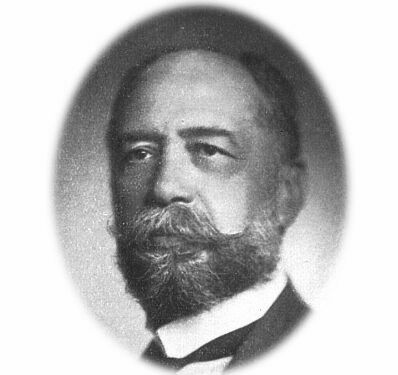
Polner Ödön (1865–1961) jogász, rektor (1915/1916 és 1918/1919)
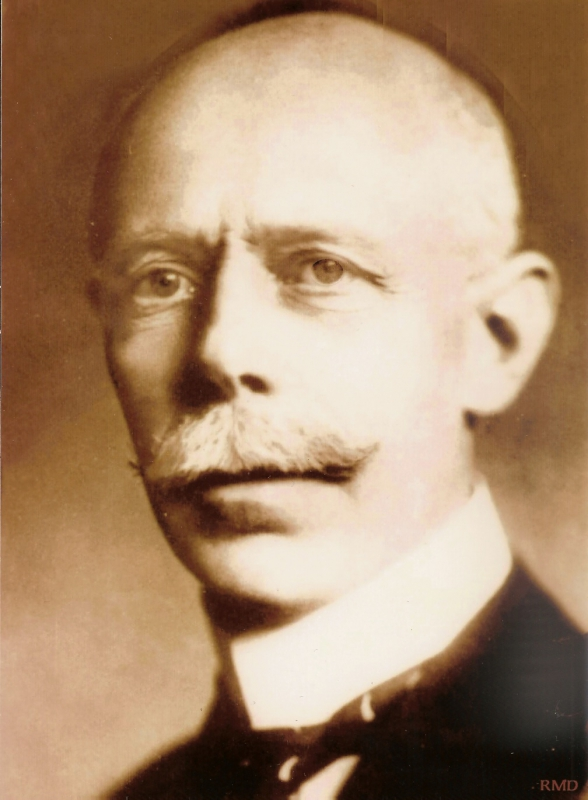
Finkey Ferenc (1870–1949) jogász, rektor (1917/1918)
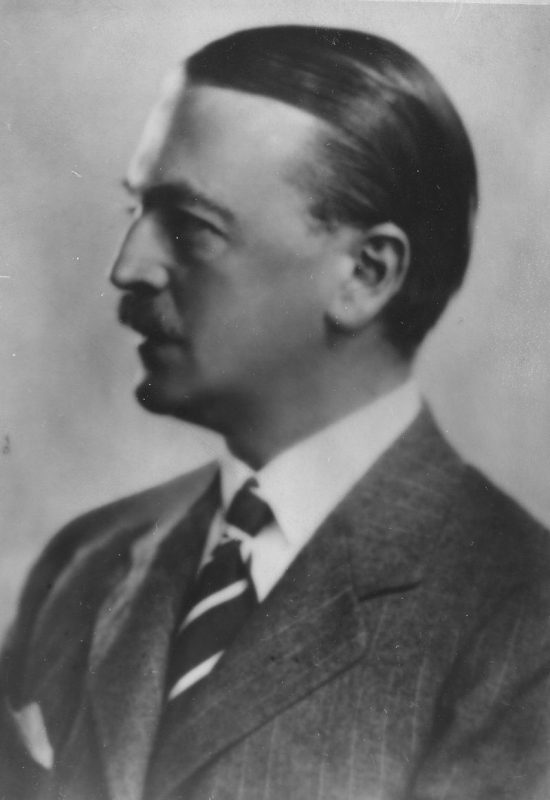
Imre József (1884–1945) orvos, rektor (1918/1919)
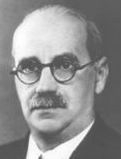
Fenyvessy Béla (1873–1954) orvos, rektor (1919/1920)
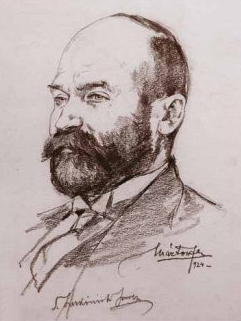
Lukinich Imre (1880–1950) történész, rektor (1920/1921)
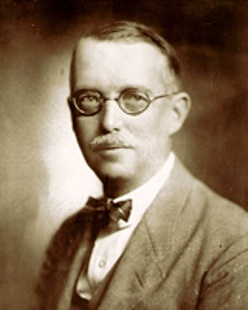
Heim Pál (1875–1929) orvos, rektor (1921/1922)
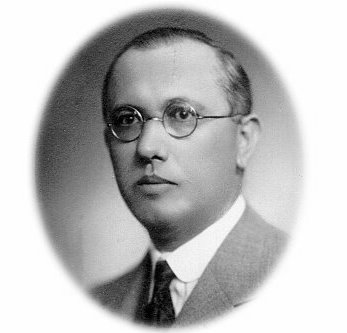
Halasy-Nagy József (1885–1976) filozófus, rektor (1923/1924)
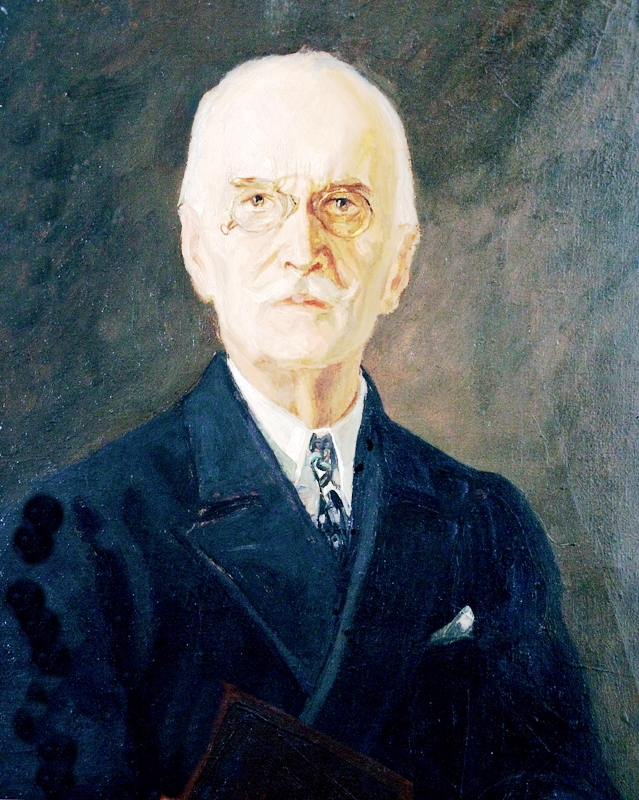
Mihálffy Ernő (1863–1945) jogász, közgazdász, rektor (1924/1925)
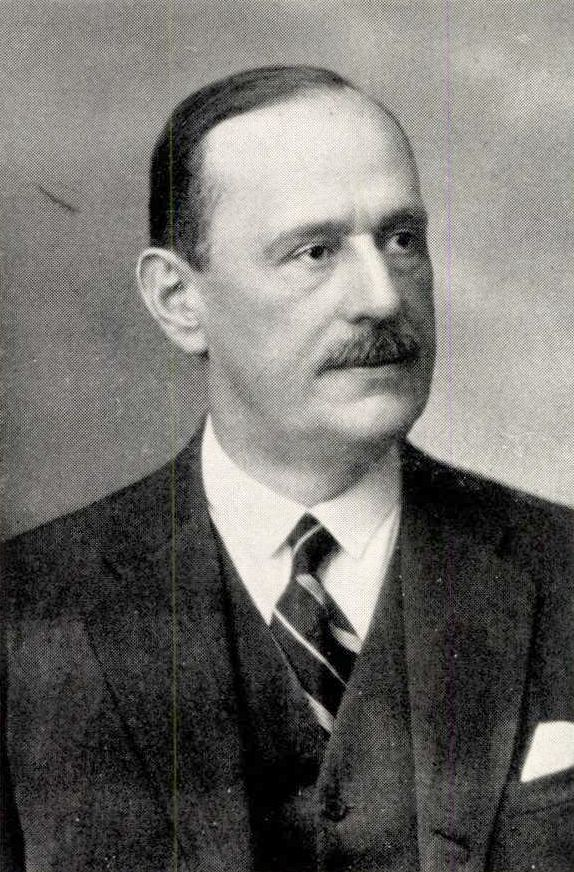
Bakay Lajos (1880–1959) orvos, rektor (1925/1926)
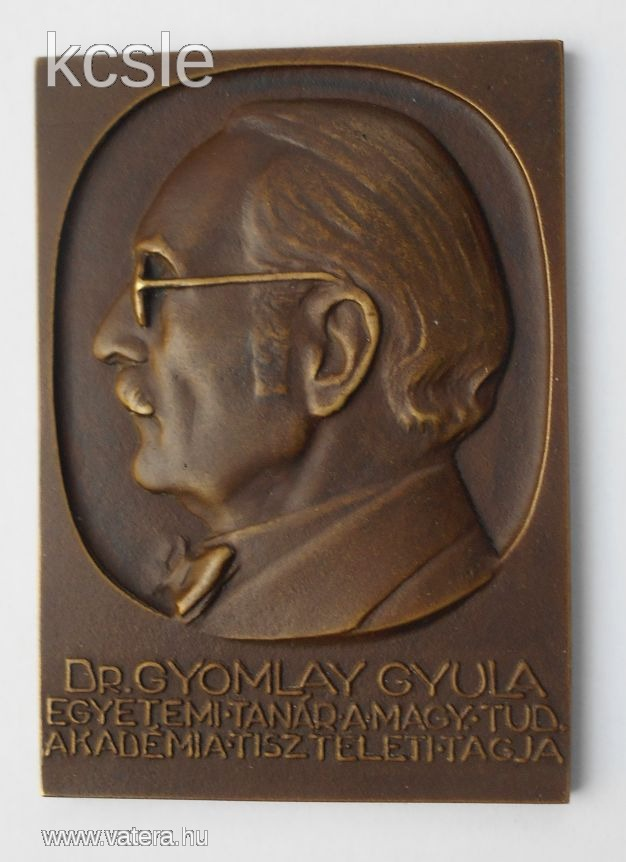
Gyomlay Gyula (1861–1942) bölcsész, rektor (1926/1927)
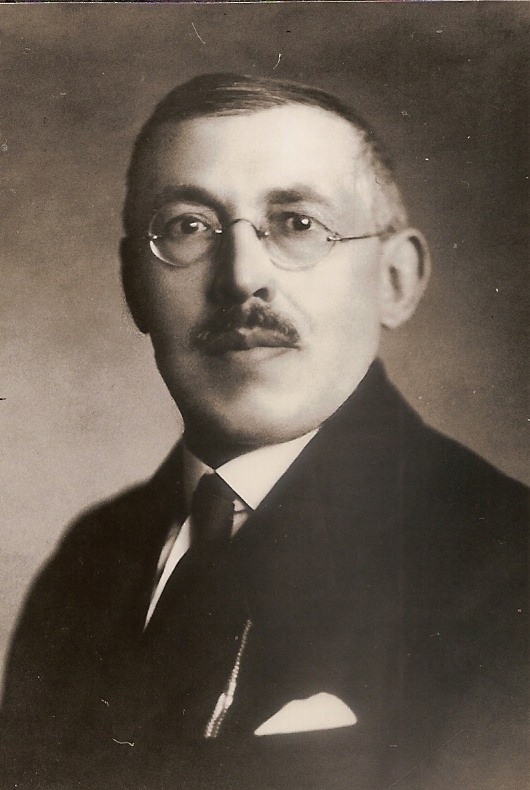
Vasváry Ferenc (1872–1952) statisztikus, rektor (1927/1928)
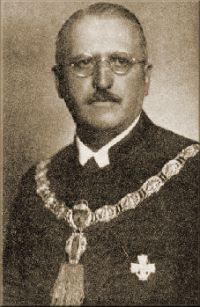
Weszely Ödön (1867–1935) statisztikus, rektor (1929/1930)
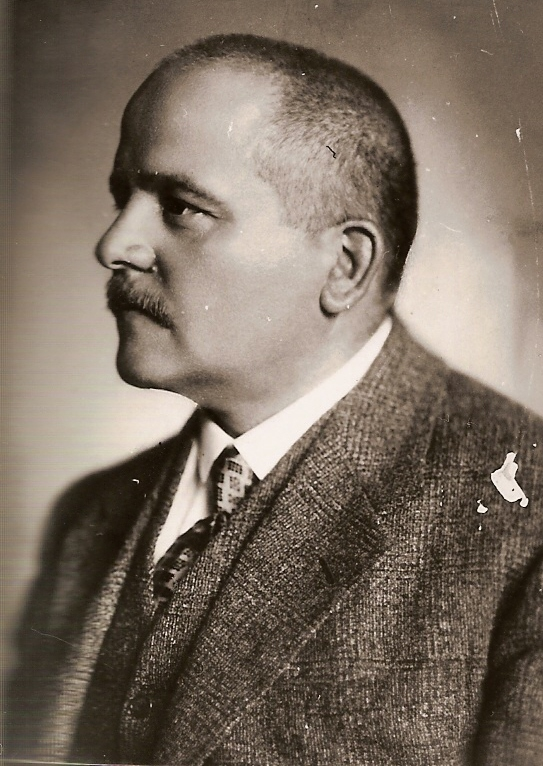
Bozóky Géza (1875-1960) jogász, rektor (1930/1931)
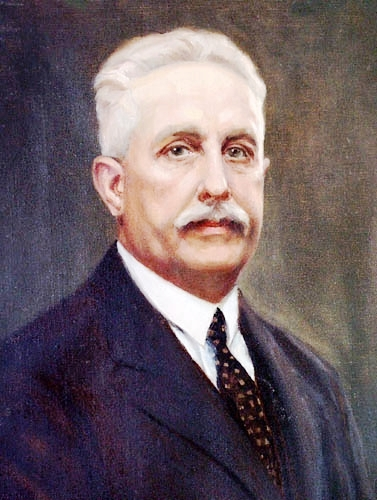
Entz Béla (1877–1959) orvos, rektor (1931/1932, 1945/1946)
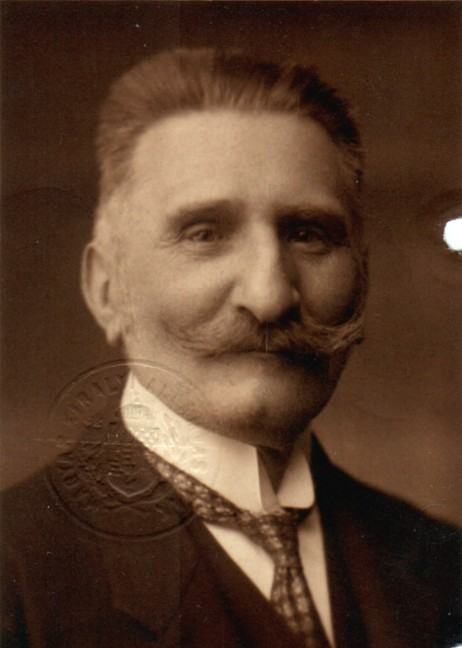
Hodinka Antal (1864–1946) történész, rektor (1932/1933)
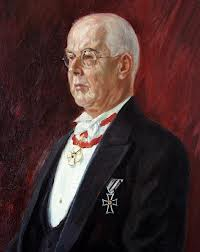
Pázmány Zoltán (1869–1948) jogász, rektor (1933/1934)
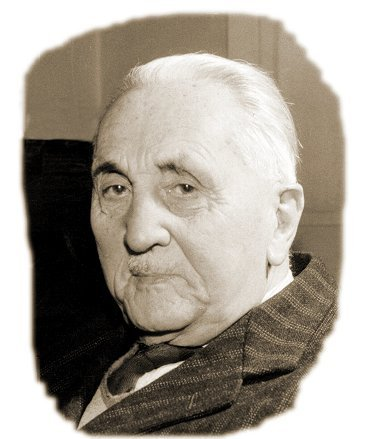
Prinz Gyula (1882–1973) geográfus, rektor (1934/1935)
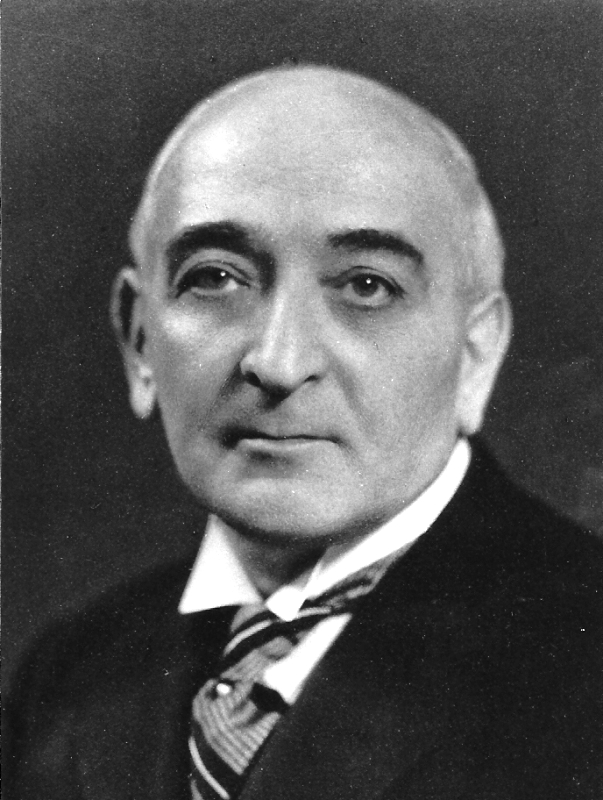
Mansfeld Géza (1882–1950), orvos, rektor (1934/1935)
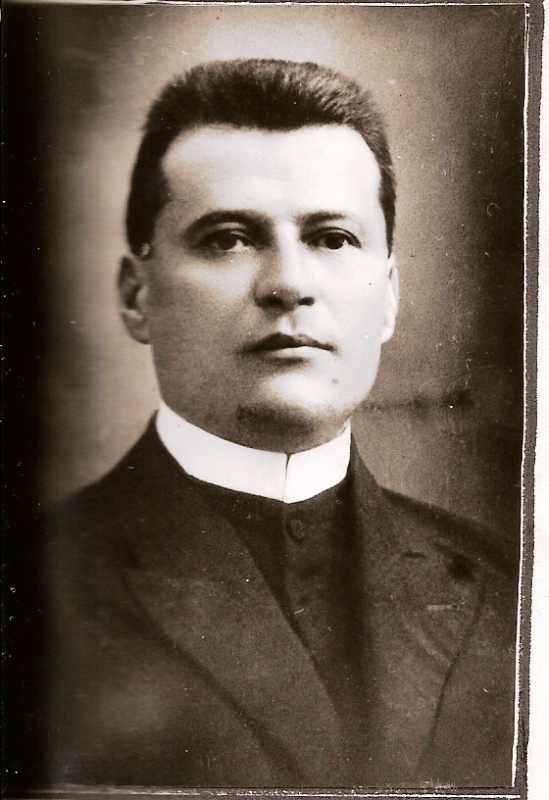
Dambrovszky Imre (1869–1945) pap, jogász, rektor (1936/1937)
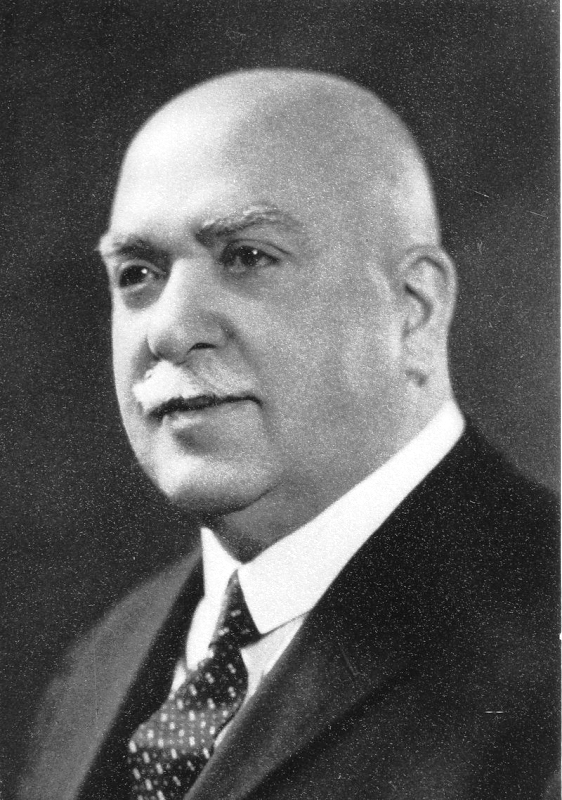
Scipiades Elemér (1875–1944) orvos, rektor (1937/1938)
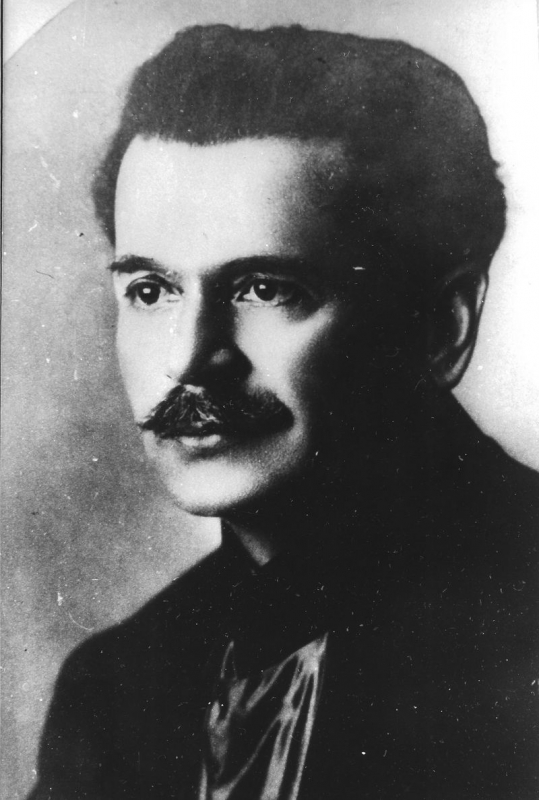
Birkás Géza (1879–1951) bölcsész, rektor (1938/1939)
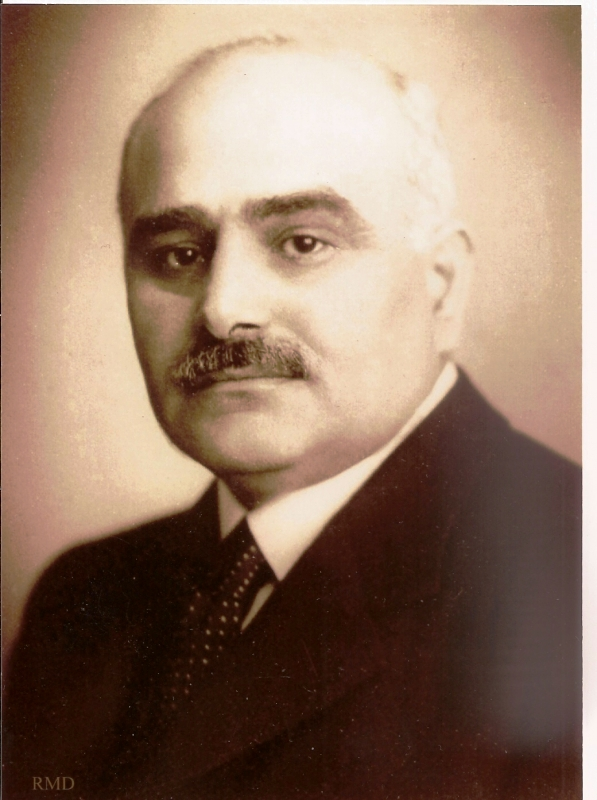
Winkler János (1886–1968) jogász, rektor (1939/1940)
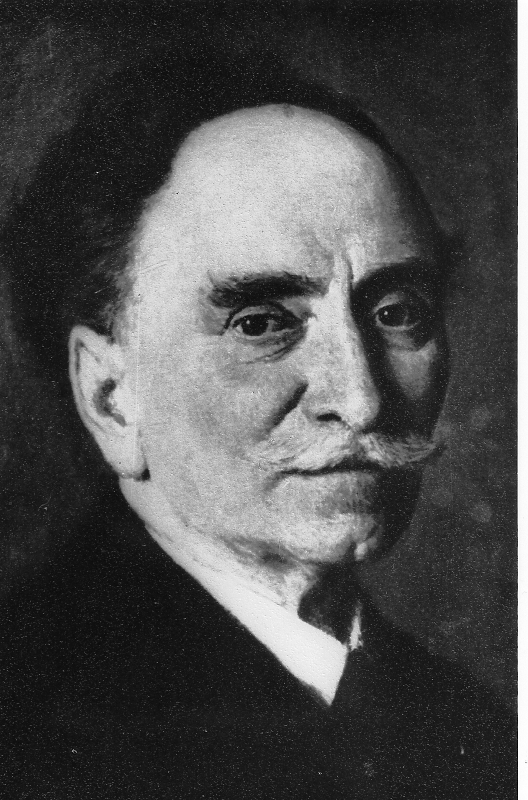
Tóth Zsigmond (1872–1950) orvos, rektor (1940/1941)
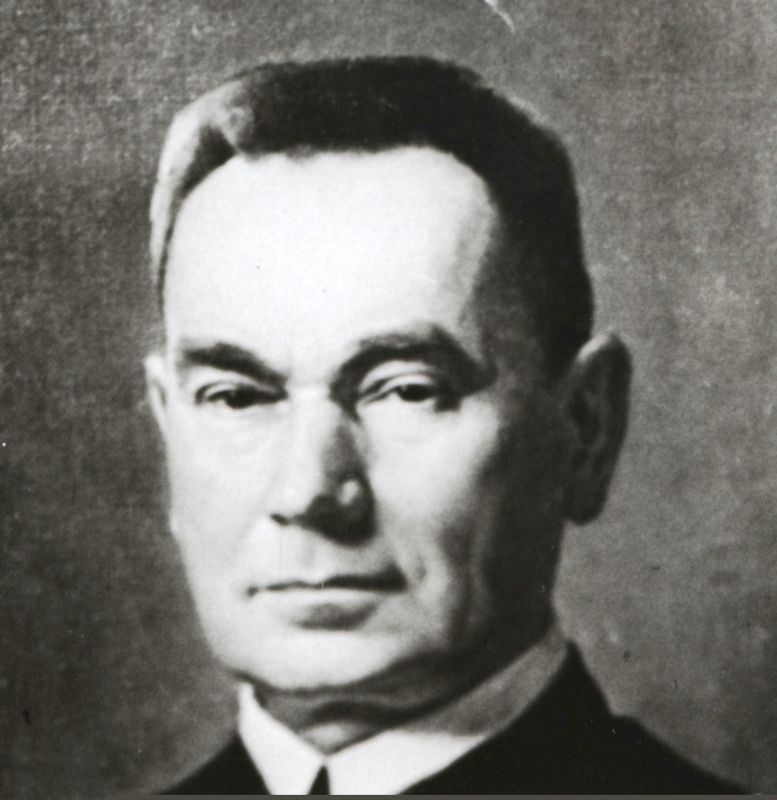
Vargha Damján György (1873–1956) irodalomtörténész, rektor (1941/1942)
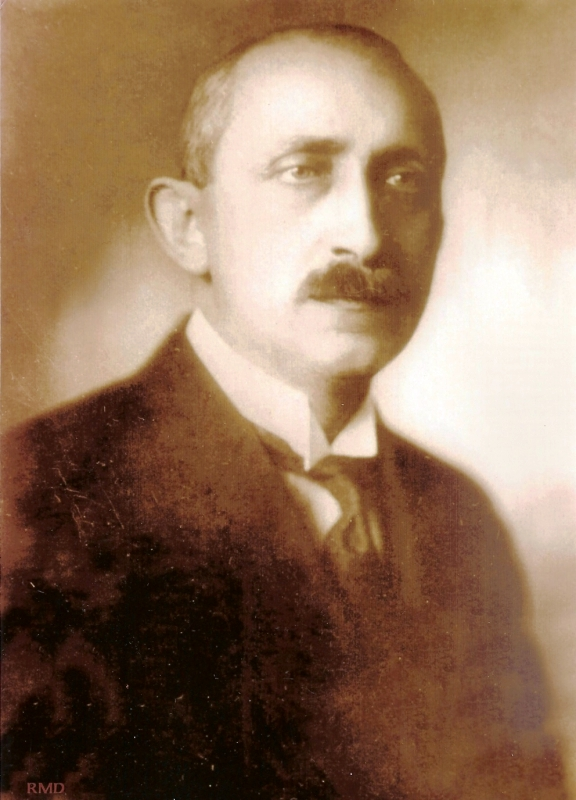
Schaurek Rafael (1882–1960) jogász, rektor (1942/1943)
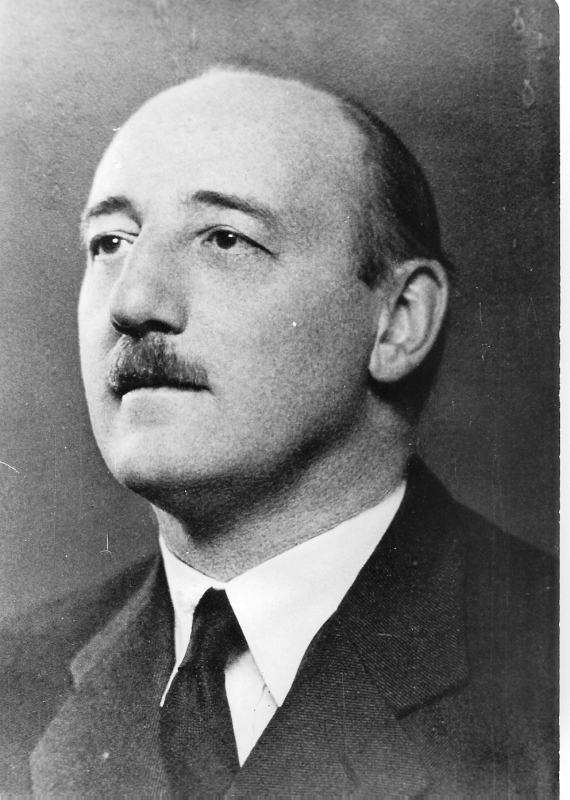
Ángyán János (1886–1969) orvos, rektor (1943/1944)
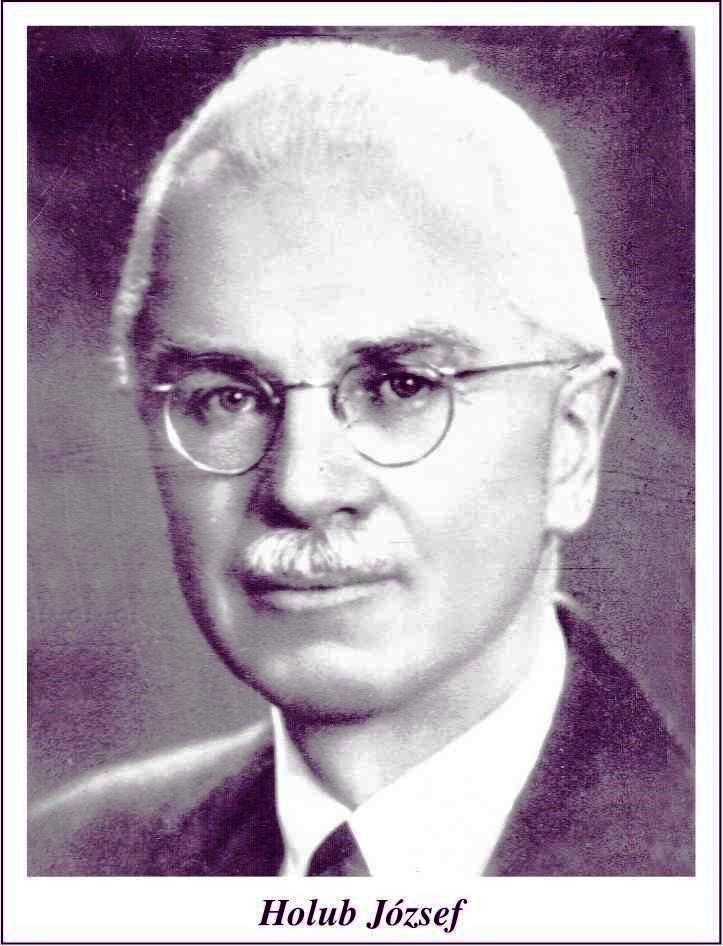
Holub József (1885–1962) jogász, történész, rektor (1944/1945)
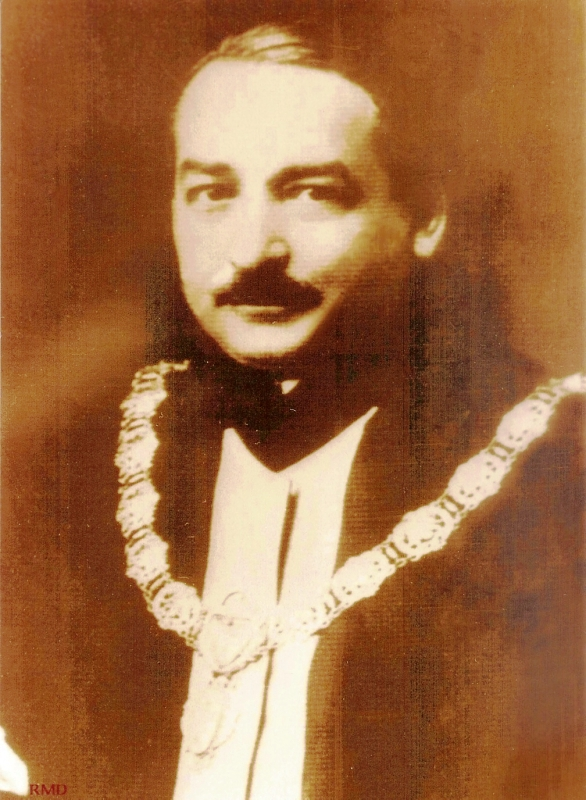
Krisztics Sándor (1890–1966) jogász,  rektor (1946/1947)
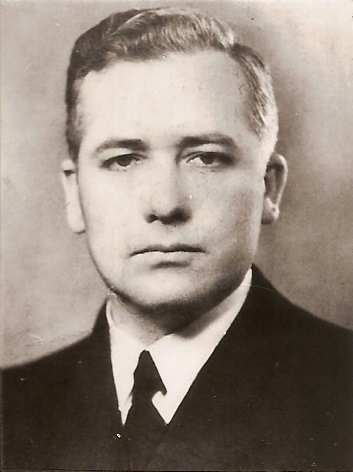
Kocsis Mihály (1899–1970) jogász, az ÁJK rektori jogú dékánja (1951/1956)
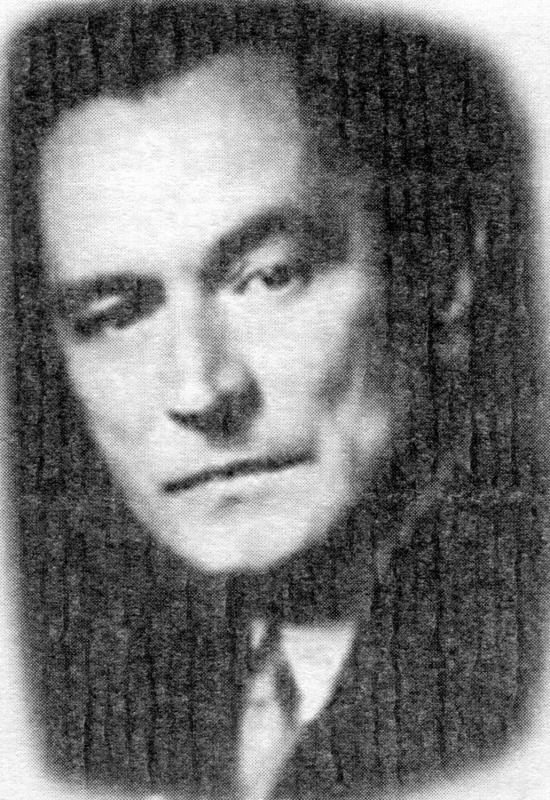
Kauser Lipót (1882–1962) jogász, PTE ÁJK-nak rektori jogú dékánja (1956/1957)
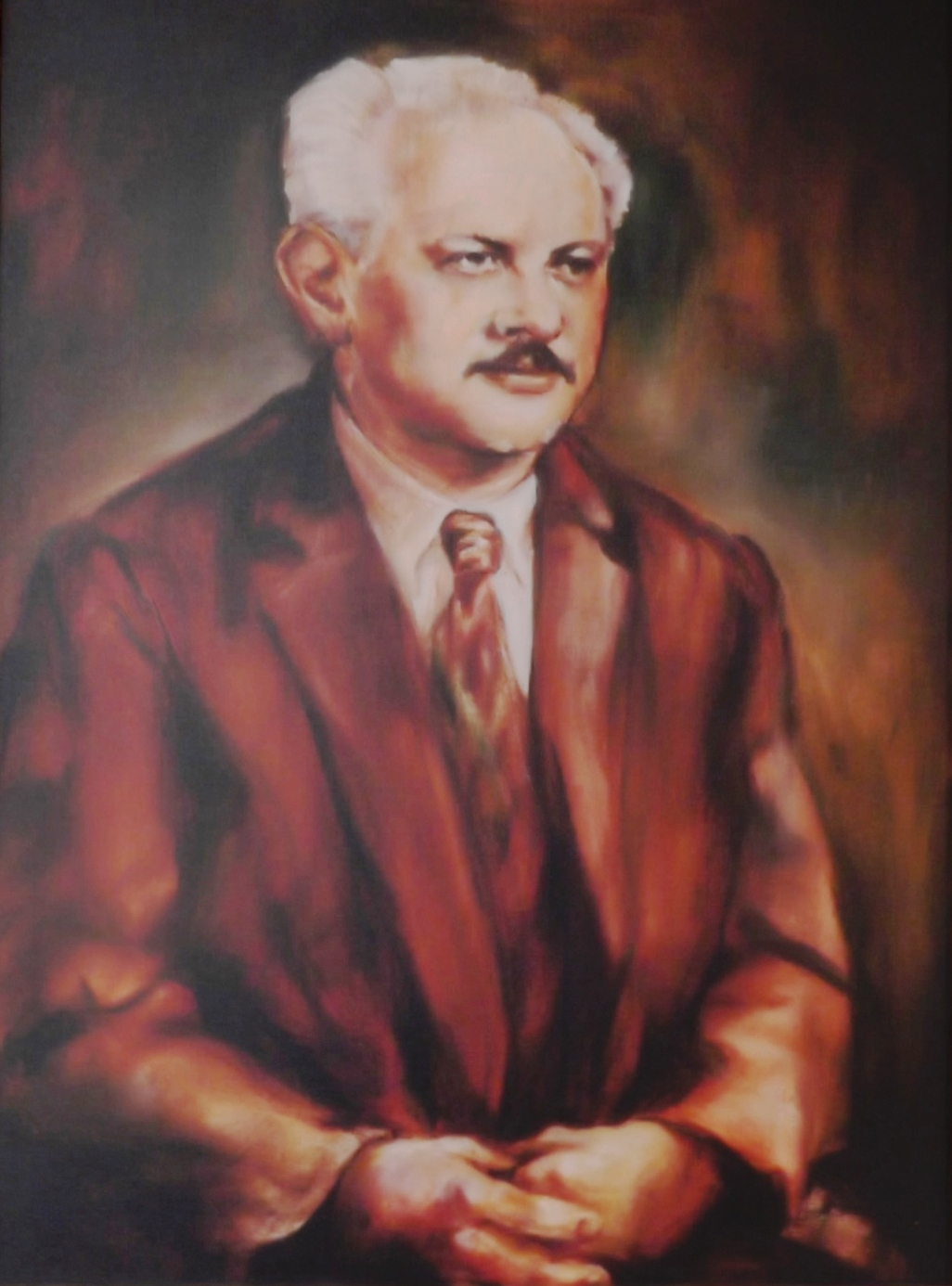
Bihari Ottó (1921–1983) jogász, PTE ÁJK-nak rektori jogú dékánja (1957/1964)
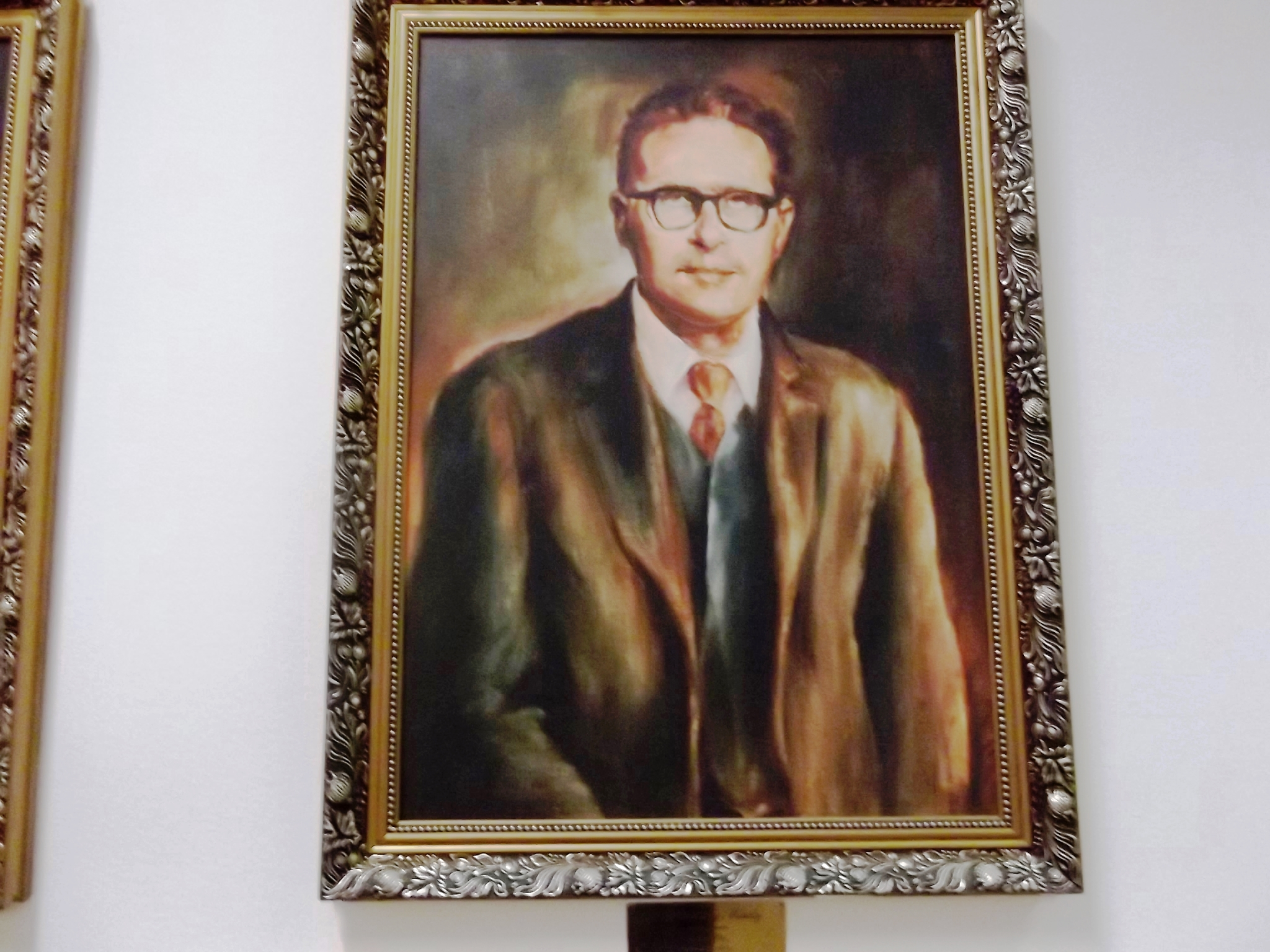
Szotáczky Mihály (1928–1998) jogász, PTE ÁJK-nak rektori jogú dékánja (1968/1974)
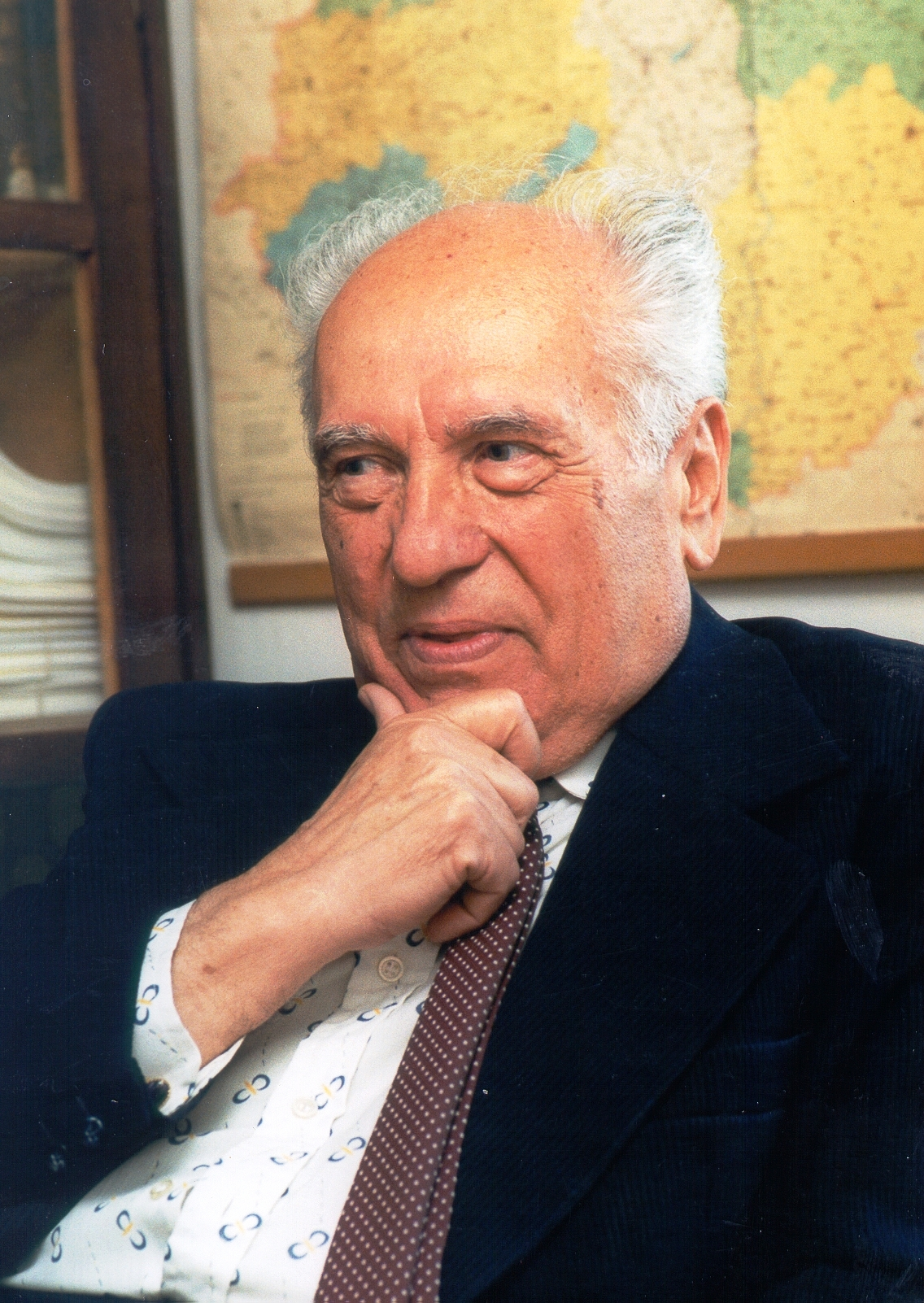
Földvári József (1926–2006) jogász, PTE ÁJK-nak rektori jogú dékánja (1974/1975) és a JPTE első rektora (1975/1984)
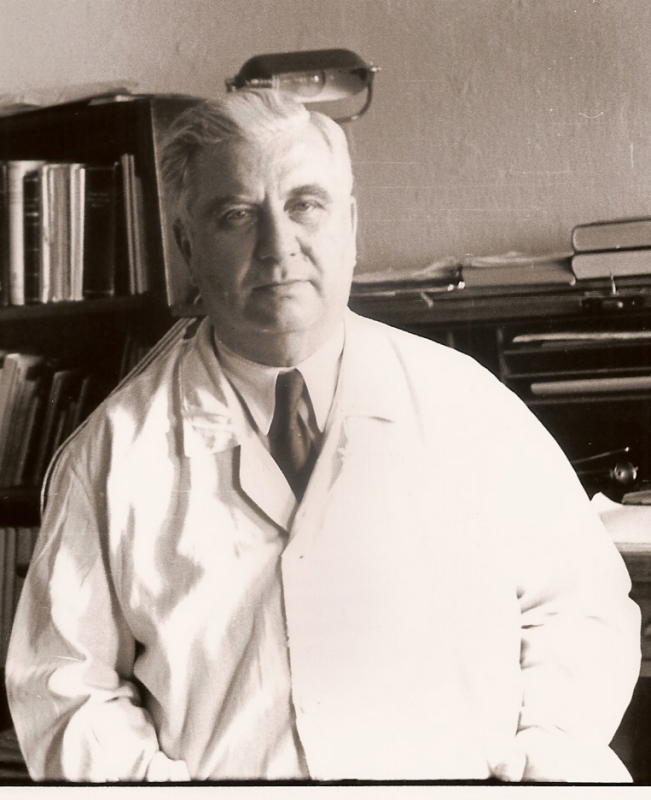
Méhes Gyula (1897–1970) orvos, az ÁOK-nak rektori jogú dékánja (1951/1954)
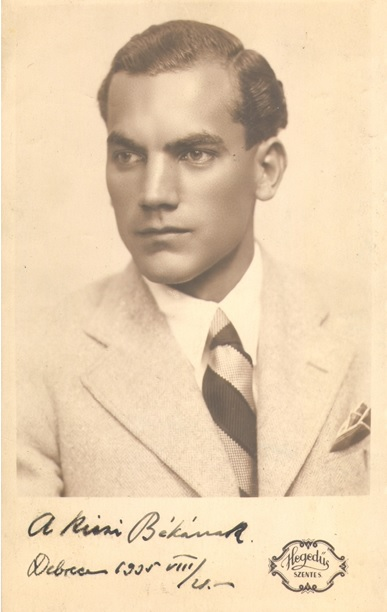
Lissák Kálmán (1908–1982) orvos, az ÁOK-nak rektori jogú dékánja (1956/1957)
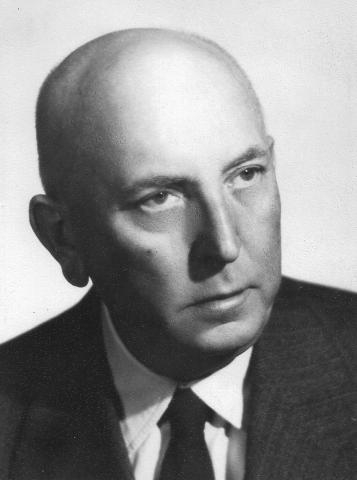
Cholnoky László (1899–1967) orvos, az ÁOK-nak rektori jogú dékánja (1961/1964)
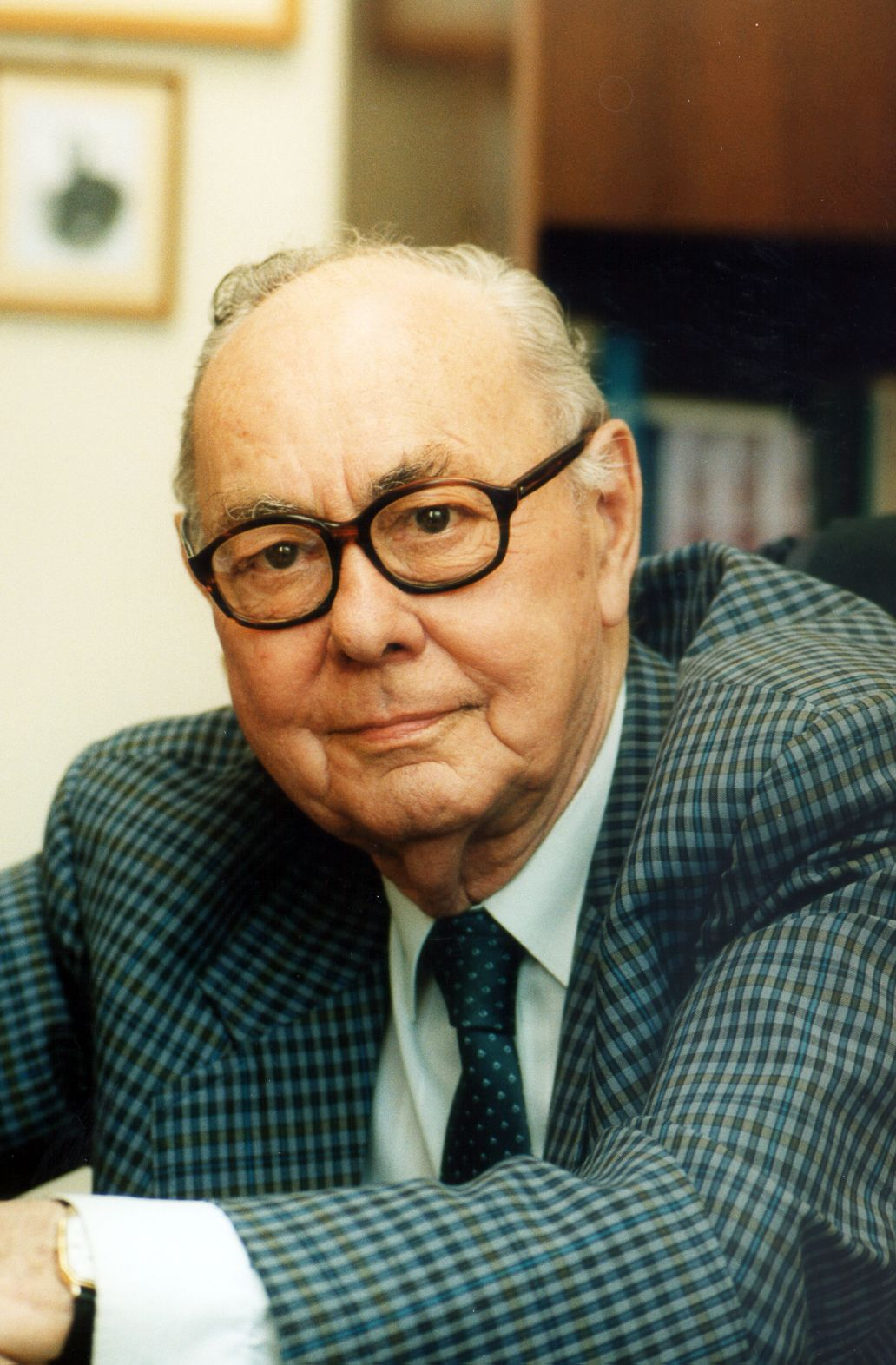
Flerkó Béla (1924–2003) orvos, a POTE rektora (1979/1985)
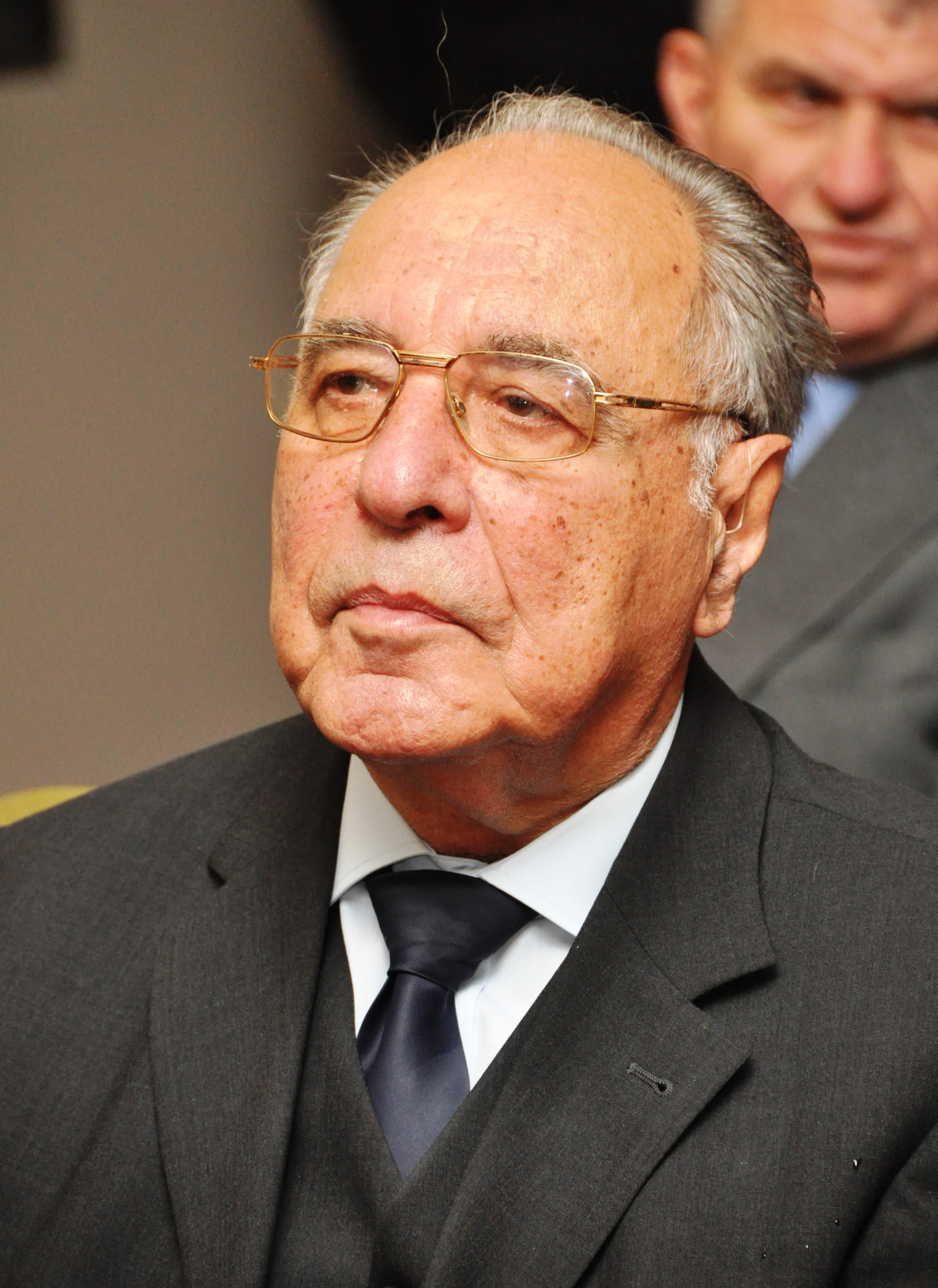
Bauer Miklós (1929–) orvos, a POTE rektora (1985/1991)
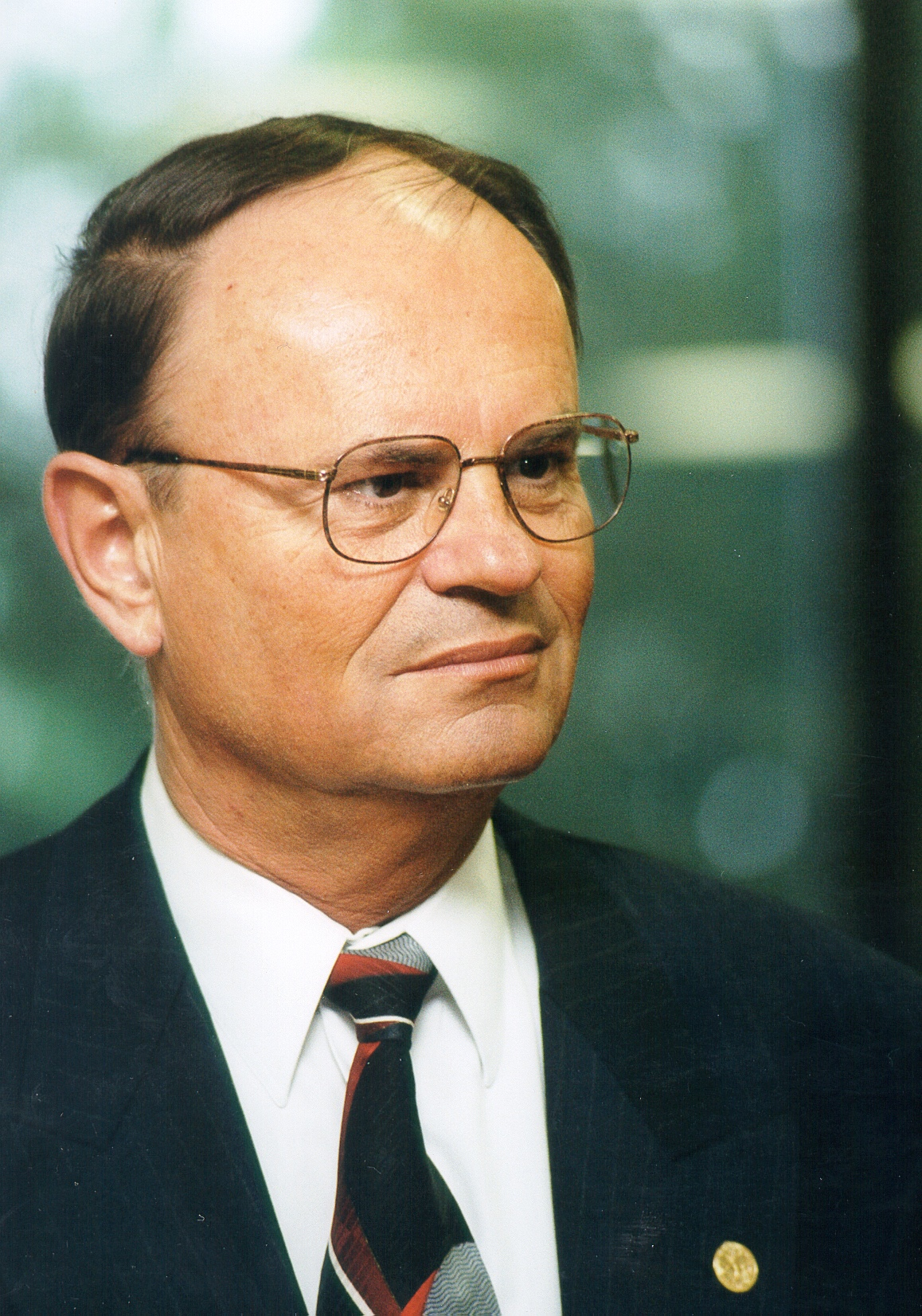
Bellyei Árpád (1942–) orvos, a POTE rektora (1997/1999)
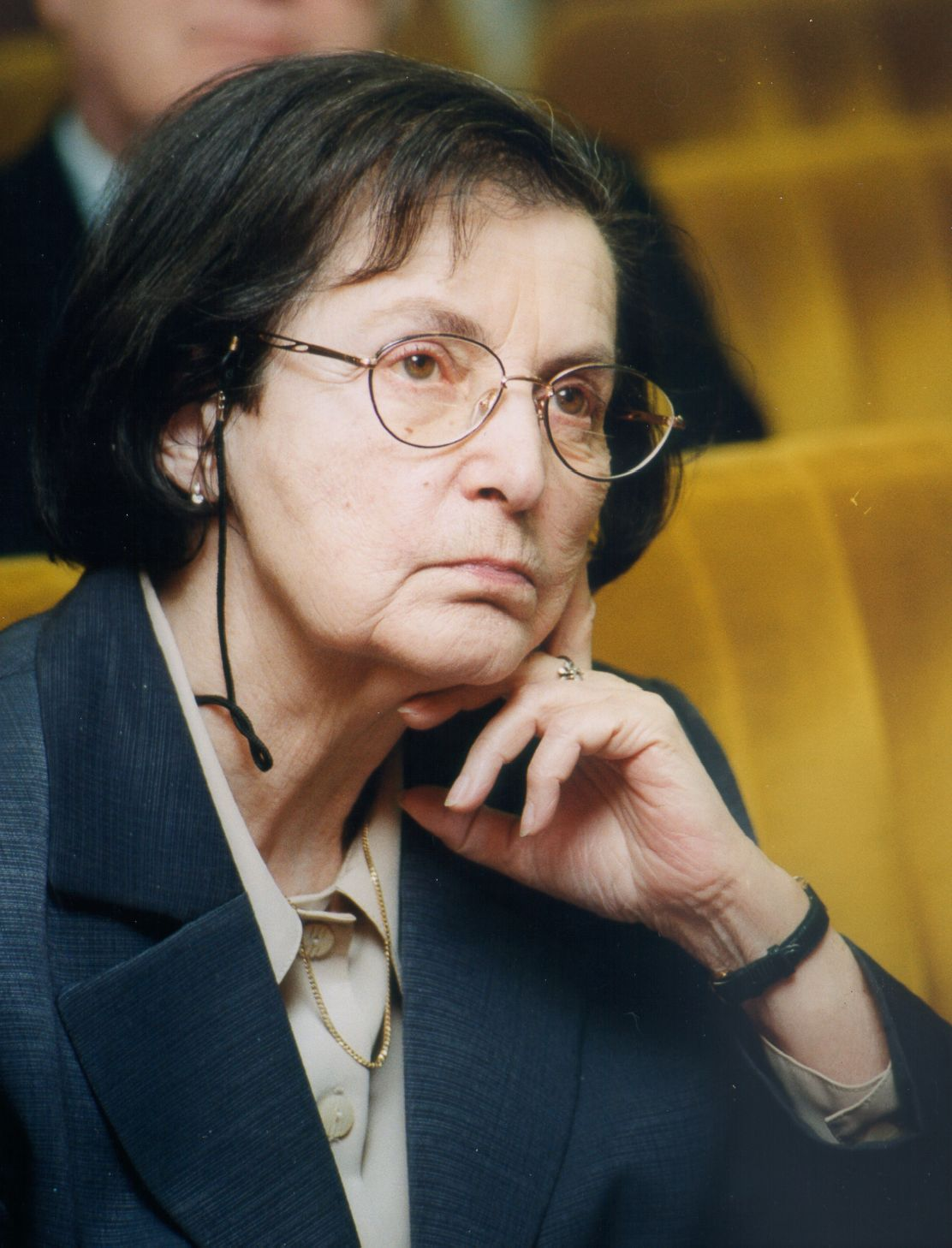
Ormos Mária (1930–2019) történész, a JPTE-nek rektora (1984/1992)
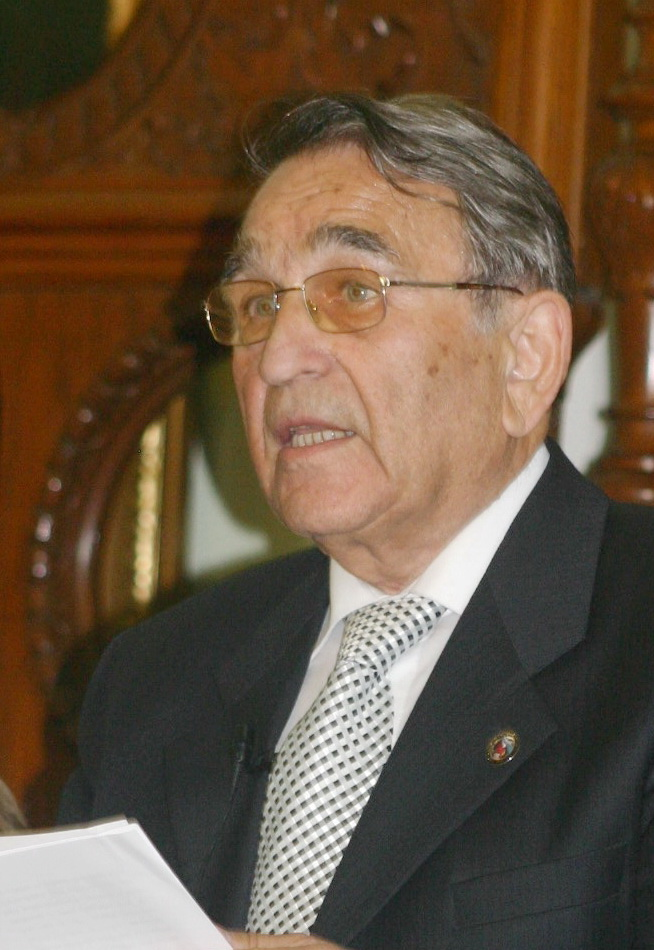
Hámori József (1932–2021) orvos, a JPTE-nek rektora (1992/1994)
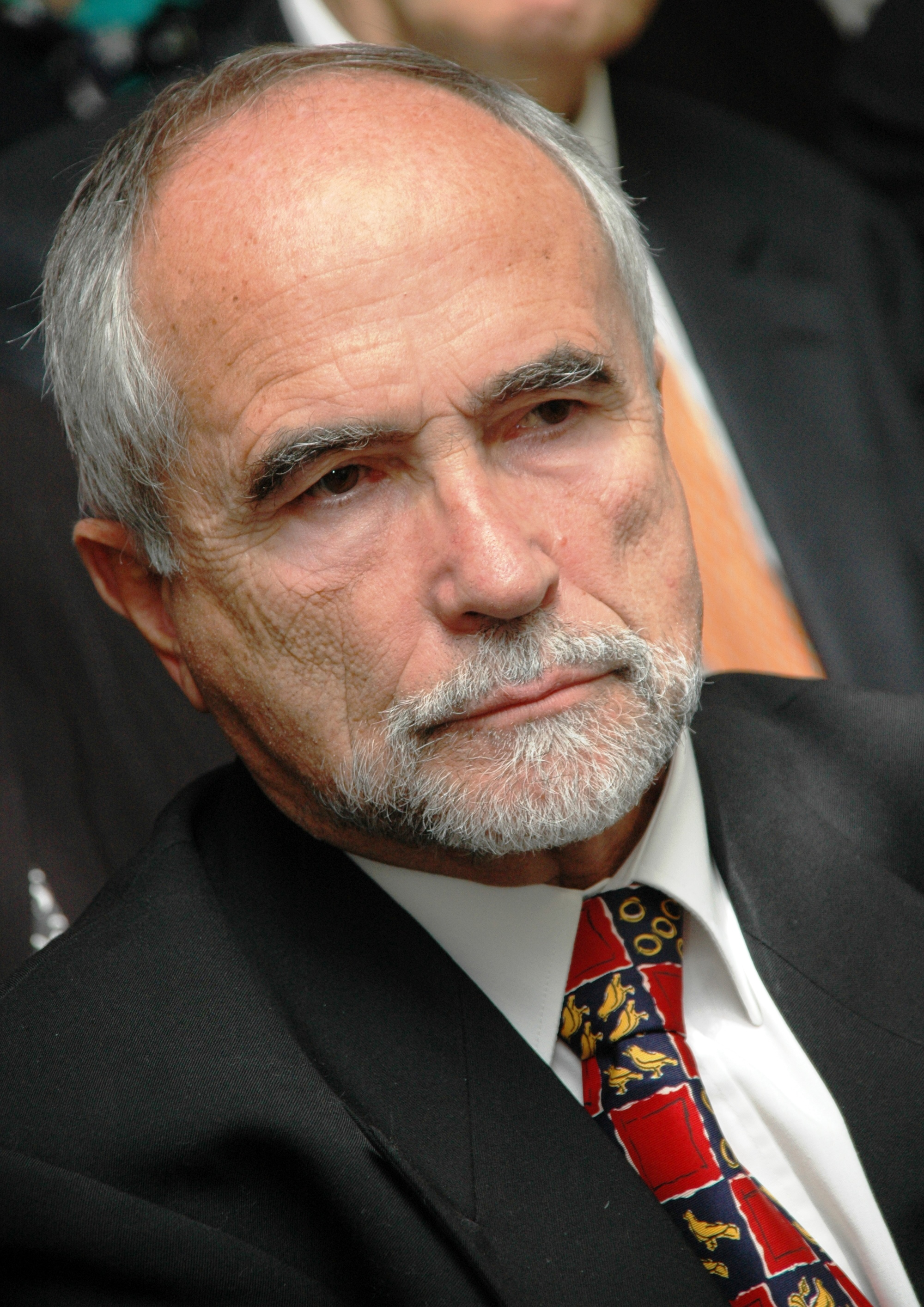
Barakonyi Károly (1938–) közgazdász, a JPTE-nek rektora (1994/1997)
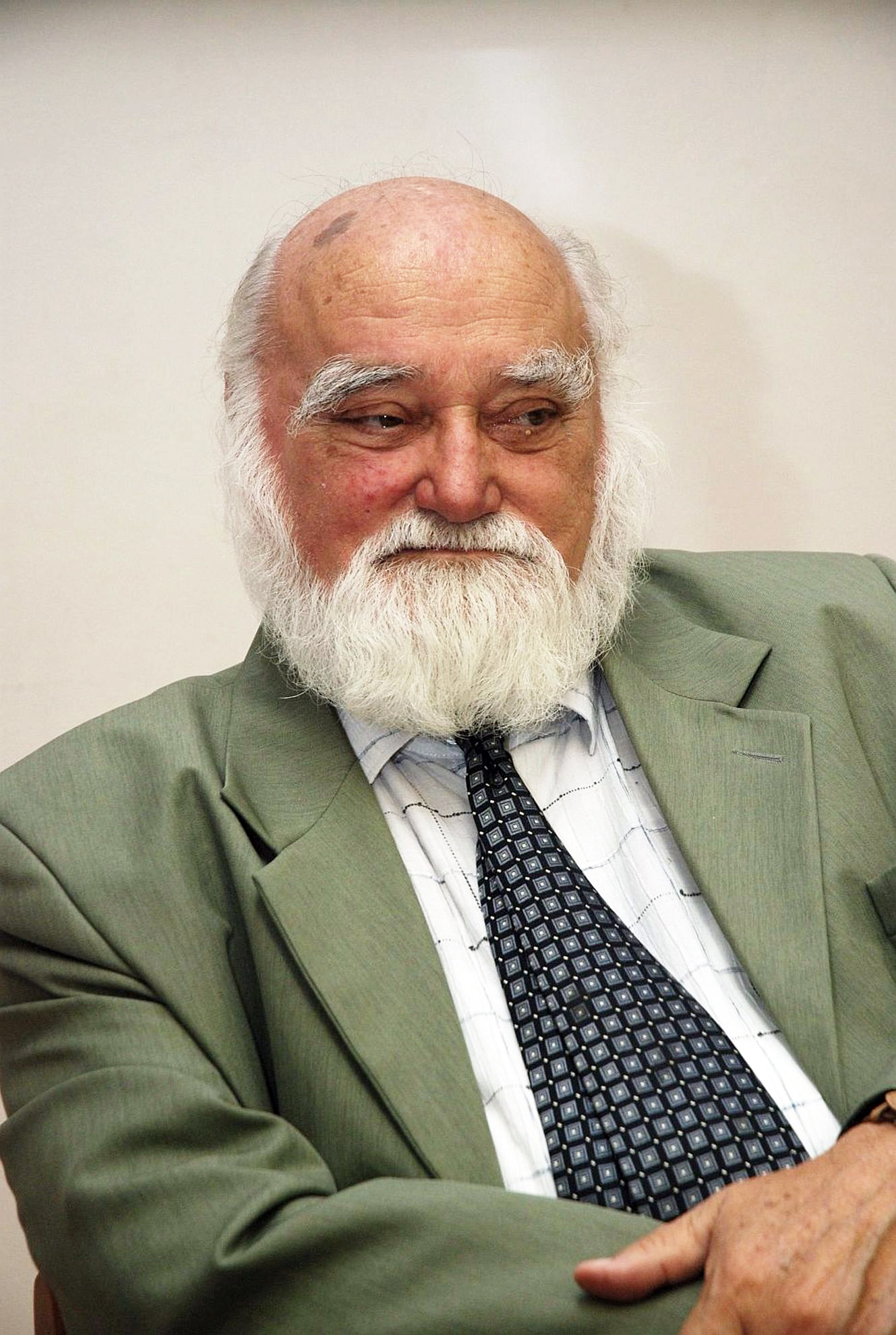
Tóth József (1942–2013) geográfus, a JPTE-nek rektora (1997/1999), majd a PTE rektora (2000/2003)
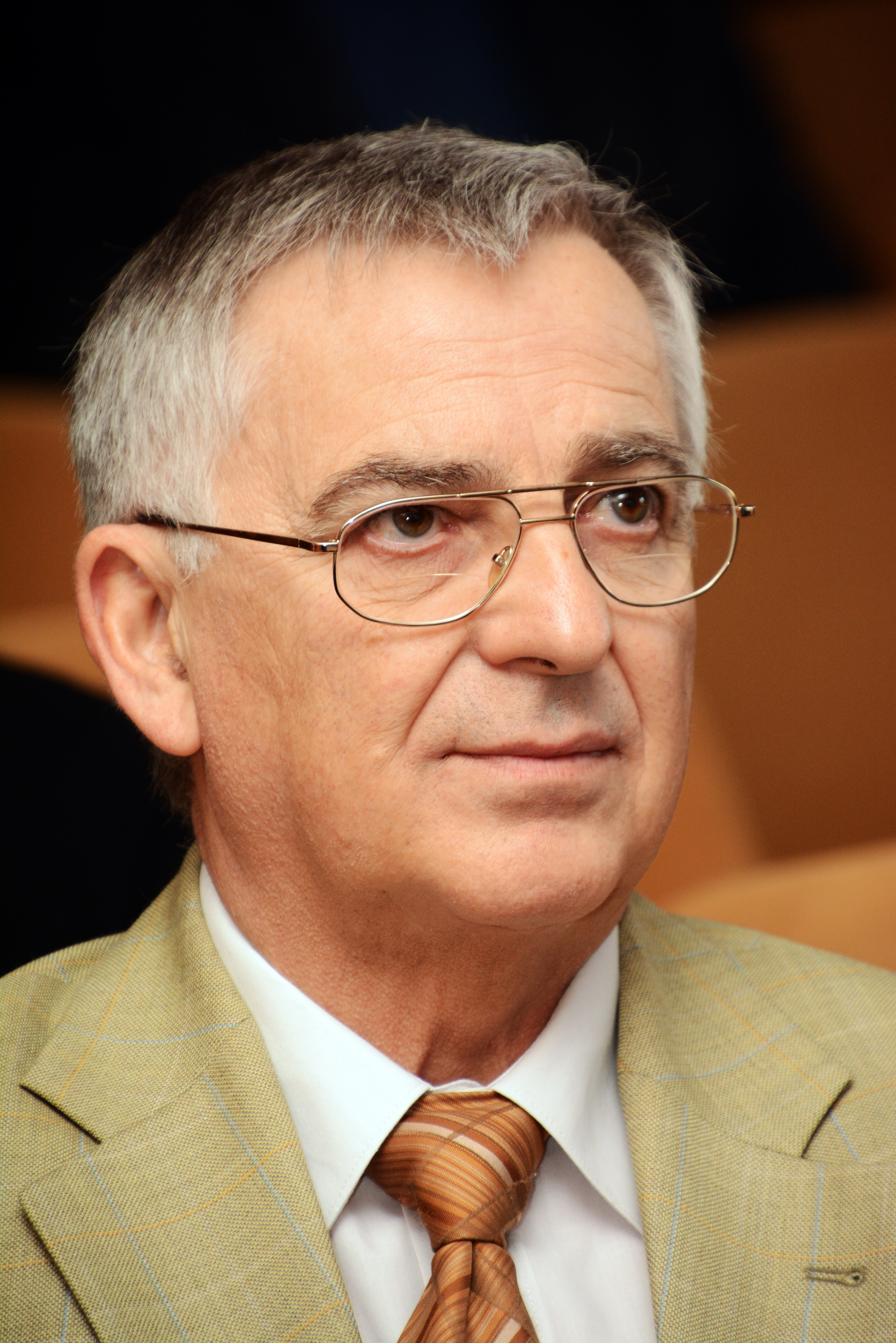
Lénárd László (1944-) orvos, a  PTE rektora (2003/2007)
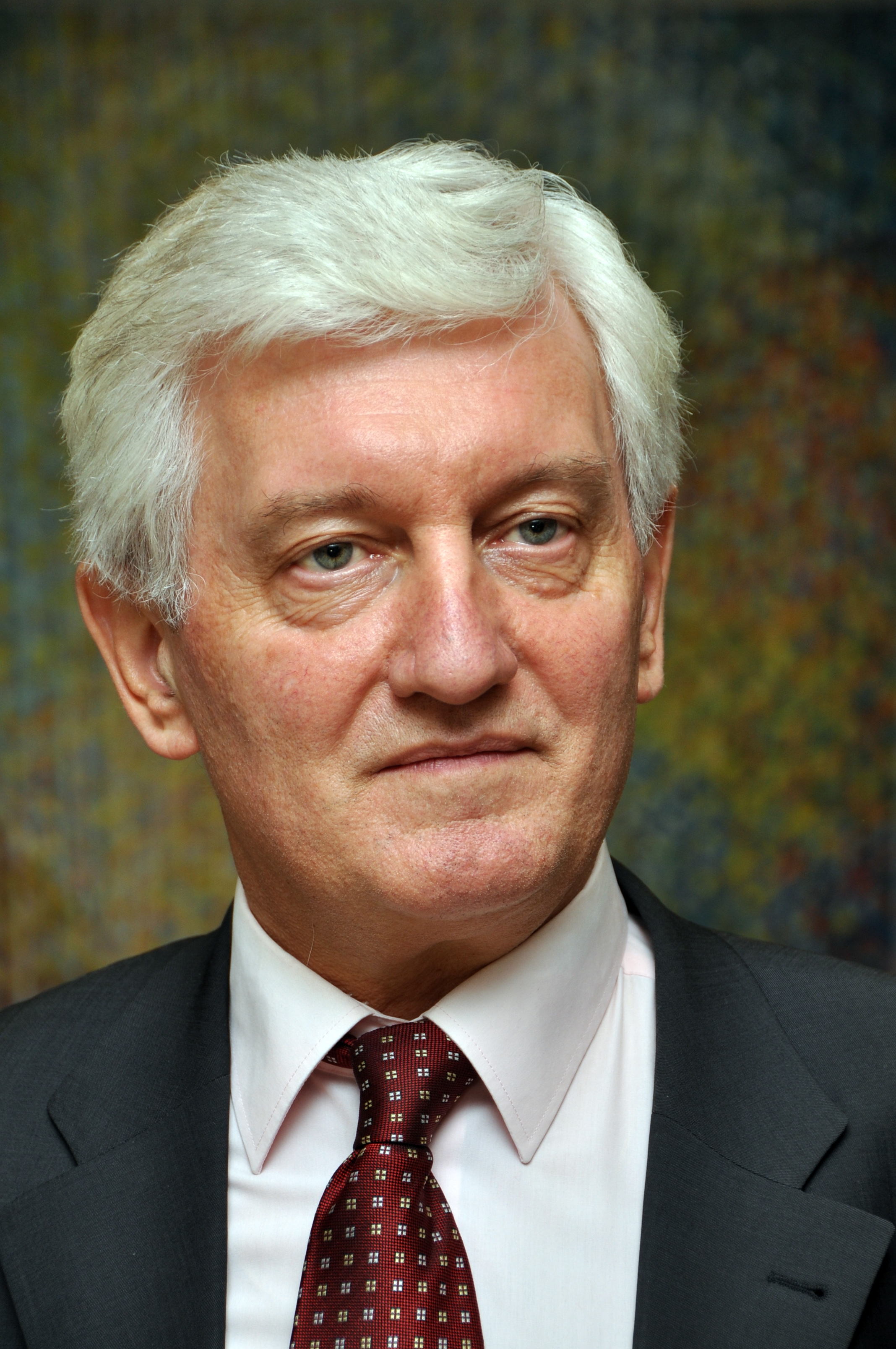
Bódis József (1953–) orvos, a  PTE rektora (2010/2018)
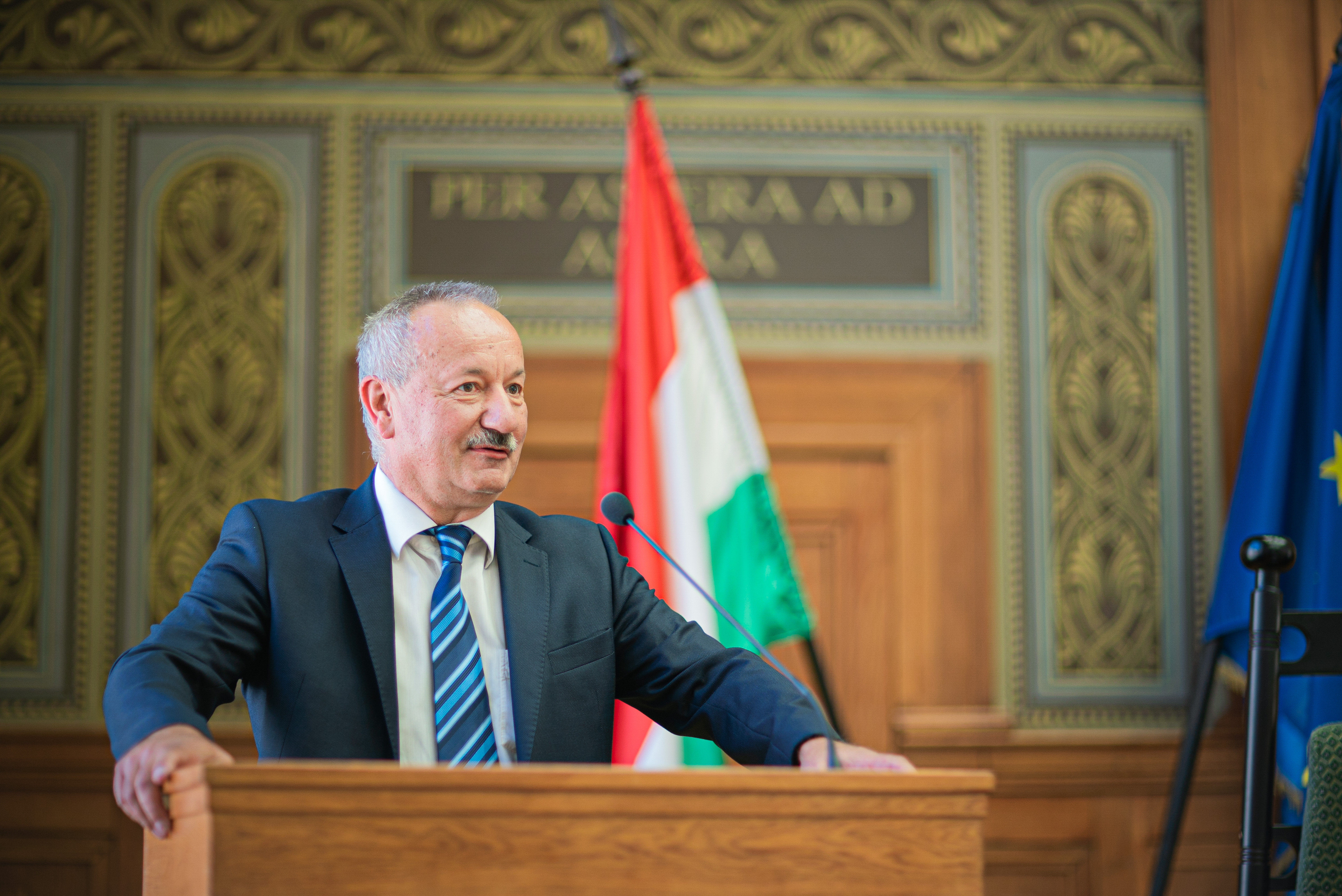
Miseta Attila (1960–) orvos, a  PTE rektora (2018/)

## Az Erzsébet Tudományegyetem neves tanárai
- Abay Gyula (1891–1978) –  közgazdász, statisztikus, miniszteri tanácsos, egyetemi tanár, az MTA és a Szent István Akadémia tagja. Egyetemi tanár (1944–1948)
- Angyal Pál (1873–1949) büntetőjogász, egyetemi tanár (1900–1903), a Magyar Tudományos Akadémia tagja.
- Auer György (1888–1958) jogász, c. nyilvános rendes tanár (1938-1948)
- Bakay Lajos (1880–1959) – sebészorvos, egyetemi tanár (1914–1926)
- Balás Károly (1877–1953) – közgazdász, egyetemi tanár, az MTA levelező tagja. Nyilvános rendes tanár (1914–1918)
- Bálint Péter (1911–1998) orvos, magántanár (1936–1950)
- Balogh Károly (1879-1945) irodalomtörténész, műfordító, Könyvtár megbízott igazgató (1927-1929)
- Barla Szabó József (1883–1960) orvos, (1926–1945)
- Beck Soma (1872–1930) – magyar orvos, bőrgyógyász, egyetemi tanár, a Bőrgyógyászati Klinika első igazgatója (1924-1930)
- Berde Károly (1891–1971) – bőrgyógyász, egyetemi tanár. Dékán (1939–1940)
- Bognár Cecil Pál (1883–1967) – bencés szerzetes, pszichológus, egyetemi tanár.
- Bochkor Mihály (1877–1920) – egyházjogász, jogtörténész, nyilvános rendes tanár, tanszékvezető (1914–1917)
- Bölöny József (1903-1990) jogász, történész, magántanár (1938-1948)archontológus, a Szent István Akadémia tagja.
- Buzássy Ábel (1864–1929) ciszterci szerzetes, hittan paptanár (1923–1927)
- Csapláros István (1910–1994) irodalomtörténész, magántanár (1934–1940) egyetemi tanár
- Császár Elemér (1874–1940) – irodalomtörténész, a Magyar Tudományos Akadémia tagja, egyetemi tanár (1918–1923)
- Császár Elemér (1891–1955) fizikus, egyetemi tanár, a Magyar Tudományos Akadémia levelező tagja (1928), igazgató (1938–1945), dékán (1942–1943)
- Csekey István (1889–1963) – magyar jogász, egyetemi tanár
- Csikós Nagy Béla (1915–2005) –  közgazdász, akadémikus, magántanár (1943–1949)
- Degré Alajos (1882-1915) büntető jogász, egyetemi tanár. Degré Alajos. almanach.pte.hu (Hozzáférés: 2022. január 28.)
- Degré Alajos (1909–1984) –  magyar jogtörténész, levéltáros.
- Ereky István (1876–1943) – egyetemi tanár, jogtudós, a Magyar Tudományos Akadémia tagja (levelező: 1921, rendes: 1934), egyetemi tanár (1940–1943)
- Ernst Jenő (1895–1981) kétszeres Kossuth-díjas magyar biofizikus, biokémikus, sugárbiológus, egyetemi tanár, a Magyar Tudományos Akadémia rendes tagja. (1923–1980)
- Falcsik Dezső (1862–1924) – jogász, közigazgatási jog, közjog, egyetemi tanár (1914–1924), dékán (1922–1923)
- Faluhelyi Ferenc (1886–1944) – nemzetközi jogász, egyetemi tanár, dékán (1931–1932)
- Fejérváry Géza Gyula (1894–1932) – zoológus, paleontológus.
- Felvinczi Takács Zoltán (1880–1964) művészettörténész, egyetemi tanár (1925–1939)
- Fitz József (1888–1964) könyvtáros, nyomdászattörténész, 1934 és 1945 között az Országos Széchényi Könyvtár főigazgatója. Egyetemi tanár (1931–1940), könyvtár igazgató (1930-1934)
- Flachbarth Ernő (1896–1954) – nemzetközi- és kisebbségi jogász, egyetemi tanár.
- Fülep Lajos (1885–1970) magyar művészettörténész, pap, filozófia tanár (1936–1950)
- Gebhardt Antal (1887–1972) biológus, egyetemi tanár (1933–1938)
- Gálos Rezső (1885–1954) irodalomtörténész, egyetemi tanár (1928–1939)
- Gorka Sándor (1878–1944) – biológus, egyetemi tanár, (1920–1943) dékán (1936–1937)
- Gragger Róbert (1887–1926) magyar irodalomtörténész, honoris causa egyetemi tanár (1925)
- Gróh Gyula (1886–1952) orvos, kémikus, fizikokémikus, helyettes tanár (1920–1923) egyetemi tanár, a Magyar Tudományos Akadémia rendes tagja
- Hacker Ervin (1888-1945) jogász, magántanár (1919-1943)
- Haranghy László (1897–1975) orvos, patológus, gerontológus, egyetemi tanár, (1934–1940) az MTA levelező tagja.
- Herzog Ferenc (1879–1952) Corvin-koszorús magyar orvos, belgyógyász, fiziológus, egyetemi tanár (1914–1922)
- Hodinka Antal (1864–1946) – magyarországi ruszinok világhírű kutatója, történész, egyetemi tanár (1914–1923), az MTA tagja.
- Horn Zoltán (1900–1970) orvos, belgyógyász, magántanár (1926–1950)
- Irk Albert (1884–1952) – jogász, kriminológus, tanszékvezető (1921–1950), dékán (1924–1925 és 1935–1936)
- Jánossy Lajos (1903–1976) evangélikus lelkész, teológus. Teológiai Tanszék tanszékvezető (1934–1950), dékán (1946–1949)
- Járdányi Paulovics István (1892–1952) régész, egyetemi tanár (1938–1940)
- Jendrassik Loránd (1896–1970) orvos, (1926–1940) 100 éve született Jendrassik Loránd a magyar klinikai kémia megalapítója.[19]
- Kardos Tibor (1908–1973) magántanár (1932–1940) Kossuth-díjas irodalomtörténész, filológus, italianista, a Magyar Tudományos Akadémia rendes tagja.
- Karlinger Tihamér (1909–2000) orvos, sebész (1927–1979), igazgató (1952–1979)
- Karner Károly Frigyes (1897–1984) –  evangélikus lelkész, műfordító, teológus. Egyetemi tanár. (1929–1932)
- Kelemen György (1890–1983) biofizikus, magántanár (1914–1949)
- Kellner Béla (1904–1975) kórszöveti szakorvos (1925-1938)
- Kerényi Károly (1897–1973) – klasszika-filológus, vallástörténész, egyetemi tanár (1934–1940), a Magyar Tudományos Akadémia tagja
- Kerpel-Fronius Ödön (1906–1984) – Kossuth-díjas orvos, gyermekgyógyász, fiziológus, a Magyar Tudományos Akadémia rendes tagja. Egyetemi tanár (1946–1967)
- Kislégi Nagy Dénes (1884–1984) – filozófiai, társadalomtudományi, közgazdasági, statisztikai szakíró, magántanár (1933–1942).
- Klemm Antal (1883–1963) – nyelvész, finnugrista, bencés szerzetes, a nyelvtudományok doktora (1957), a Magyar Tudományos Akadémia levelező (1927) tagja. Egyetemi tanár (1932–1940), dékán (1937–1938)
- Koch Nándor (1885–1961) geográfus, geológus, magántanár (1936–1940)
- Koleszár László (1888–1965) sebészorvos, magántanár (1942–1945)
- Koltay-Kastner Jenő (1892–1985) –  irodalomtörténész, filológus, történész, a Magyar Tudományos Akadémia levelező tagja (1943). Egyetemi tanár, (1924–1933). Dékán (1932–1933)
- Kornis Gyula (1885–1958) – római katolikus pap, piarista szerzetes, filozófus, egyetemi tanár (1914–1920), kultúrpolitikus, 1938-ban rövid ideig képviselőházi elnök, 1940-től 1944-ig a Petőfi Társaság elnöke, a Magyar Tudományos Akadémia tagja, elnöke 1945-ben.
- Koszó János (1892–1952) – irodalomtörténész, Német Intézet igazgató (1934–1940) Dékán (1939–1940)
- Kováts Ferenc (1873–1956) –  gazdaságtörténész, közgazdász, az MTA tagja. Dékán (1918–1919)
- Kovács Sándor (1869–1942) evangélikus lelkész, tanszékvezető (1923–1936) a Dunáninneni evangélikus egyházkerület püspöke 1935-től haláláig.
- Környey István (1901–1988) – a 20. századi magyarországi klinikai ideggyógyászat sokoldalú, nemzetközileg elismert alakja volt. Egyetemi tanár, igazgató (1947–1972)
- Kukán Ferenc (1898–1971) szemorvos, magántanár (1924–1939)
- Kumlik Emil (1868-1944) könyvtáros, újságíró, író, Könyvtár igazgató (1914-1919)
- Máté Károly (1896–1987) magyar irodalom- és sajtótörténész, újságíró, magántanár (1923–1940) egyetemi tanár
- Merényi Oszkár (1895–1981) irodalomtörténész, tanár, magántanár (1940)
- Eszperantó Wikipedia: Jenő Kramár (1898–1971) szemorvos, magántanár (1924–1939)
- Laky Dezső (1887–1962) – statisztikus, közgazdász, magántanár, az MTA tagja (1928–1930)
- Lambrecht Kálmán (1889–1936) ornitológus, etnográfus, magántanár (1934–1936)
- Losonczy István (1908–1980) – jogász, egyetemi tanár
- Minich Károly (1869–1938) orvos, törvényszéki orvosszakértő, egyetemi tanár (1921–1924)
- Mozsonyi Sándor (1889–1976) gyógyszerész (1912–1919)
- Nádrai Andor (1904–1965) gyermekorvos (1932–1933)
- Orbán György (1903–1977) röntgenfizikus, magántanár, (1925–1936), igazgató (1937–1938)
- Óriás Nándor (1886–1992) – magyar ügyvéd, római jogász, tanszékvezető egyetemi tanár, (1939–1950) Pécs díszpolgára.
- Payr Sándor (1861–1938) – evangélikus pap, egyetemi tanár (1923–1930), egyháztörténész, egyházi író
- Pekár Mihály (1871–1942) – orvos, fiziológus, egyetemi tanár (1918–1939)
- Perbíró József (1908-1991) jogász, gyakornok (1936-1946), magántanár (1947-1948)
- Petényi Géza (1889–1965) Petényi Géza belgyógyász, gyermekgyógyász, magántanár (1923–1937)
- Podmaniczky Pál (1885–1949) – evangélikus lelkész, egyetemi tanár (1928–1949)
- Prohászka Lajos (1897–1963) – pedagógus, kultúrfilozófus, a Magyar Tudományos Akadémia levelező tagja, egyetemi magántanár (1929–1931)
- Reuter Camillo (1874–1954) – orvos, egyetemi tanár (1918–1945)
- Rhorer László (1874–1937) – orvos, egyetemi tanár (1923–1937), dékán (1934–1935)
- Thienemann Tivadar (1890–1985) – irodalomtörténész, germanista, nyelvpszichológus, a Magyar Tudományos Akadémia levelező tagja
- Tolnai Vilmos (1870–1937) – nyelvész, irodalomtörténész, egyetemi tanár, a Magyar Tudományos Akadémia tagja. Igazgató (1925–1937), dékán (1930–1931)
- Sebestény Gyula (1887–1954) orvos, magántanár (1914–1948)
- Simor Ferenc (1901–1978) meteorológus, klimatológus, magántanár (1923–1948)
- Sólyom Jenő (1904–1976) –  evangélikus lelkész, egyetemi tanár (1938–1941)
- Sós József (1906–1973) Kossuth-díjas magyar orvos, patofiziológus, táplálkozástudós, egyetemi tanár, a Magyar Tudományos Akadémia levelező tagja., egyetemi magántanár (1936–1941)
- Strömpl Gábor (1885–1945) geográfus, térképész, barlangkutató, tanársegéd (1918–1920)
- Surányi-Unger Tivadar (1898–1973) – jogász, közgazdász, egyetemi tanár, Közgazdaságtani tanszék vezetője (1940–1945), a Magyar Tudományos Akadémia levelező tagja (1935).
- Szabó Pál Zoltán (1901–1965) geográfus, a Mecsek tudományos feltárója, tanársegéd (1923-1932), magántanár (1932–1944)
- Személyi Kálmán (1884–1946) – jogász, magántanár (1922-1940)
- Szentágothai János (1912–1994) – Kossuth-díjas magyar anatómus, egyetemi tanár, a Magyar Tudományos Akadémia elnöke. Anatómiai Intézet igazgatója Pécsett (1946–1964)
- Szent-Györgyi Albert (1893–1986) – Nobel-díjas magyar orvos, biokémikus, Gyógyszerészeti Intézet munkatársa (1918–1919)
- Szőnyi Ottó (1876-1937) római jog tanára (1906-1921) a Pécs ókeresztény régészeti emlékeinek kutatója.
- Telegdi-Roth Károly (1886–1955) geológus, paleontológus, magántanár (1926–1968) egyetemi tanár, a Magyar Tudományos Akadémia levelező tagja.
- Tóth Zoltán (1888–1958) történész, hadtörténész, muzeológus, a Magyar Tudományos Akadémia rendes tagja, egyetemi tanár (1939–1940)
- Tuzson Pál (1901–1959) vegyészmérnök, egyetemi magántanár (1928–1950)
- Vári Rezső (1867–1940) – klasszikus filológus, bizantinológus, a Magyar Tudományos Akadémia tagja. Dékán (1920–1921)
- Várkonyi Nándor (1896-1975) író, irodalomszervező, szerkesztő, könyvtáros, irodalom- és kultúrtörténész. Könyvtár munkatársa (1924-1945), igazgatója (1946-1951)
- Várkonyi Hildebrand Dezső (1888–1971) – filozófus, pedagógus és pszichológus. Magántanár (1913–1929)
- Vas Tibor (1911–1983) – jogász, egyetemi tanár.
- Velits Dezső (1860–1921) – orvos,  egyetemi tanár (1914–1921)
- Veress Ferenc (1877–1962) orvos, bőrgyógyász, orvosi szakíró, szerkesztő, egyetemi tanár. (1918)
- Vojtech Tuka (1880–1946) –  szlovák jogász és politikus, az első szlovák köztársaság miniszterelnöke és külügyminisztere, a pozsonyi Szlovák Egyetem rektora, a Szlovák–Német Társaság elnöke volt. Tuka Béla az ETE JÁK tanszékvezetője volt. (1914–1921)
- Wagner János (1906–1948) magyar zoológus, egyetemi magántanár (1929–1933)
- Wiczián Dezső (1901-1961) teológiai egyetemi tanár (1930-1950), dékán (1942-1943)
- Winternitz Arnold (1875–1963) orvos, sebész, egyetemi tanár (1920–1938)
- Zechmeister László (1899–1972) – vegyész, egyetemi tanár, a Kémiai Intézet igazgatója (1922–1940)
- Zimmermann Ágoston (1875–1963) állatorvos, megbízott előadó (1921–1923)
- Zsedényi Béla (1894–1955) –  jogász, c. nyilvános rendkívüli tanár (1928–1942)
- Zolnai Béla (1890–1969) magyar irodalomtörténész, nyelvesztéta, egyetemi tanár, az MTA tagja, igazgató (1924–1925) [20]
- Zolnai Gyula (1862–1949) nyelvész, egyetemi tanár, a Magyar Tudományos Akadémia tagja, igazgató (1918–1930)

## Az Erzsébet Tudományegyetem neves tanárainak fényképalbuma

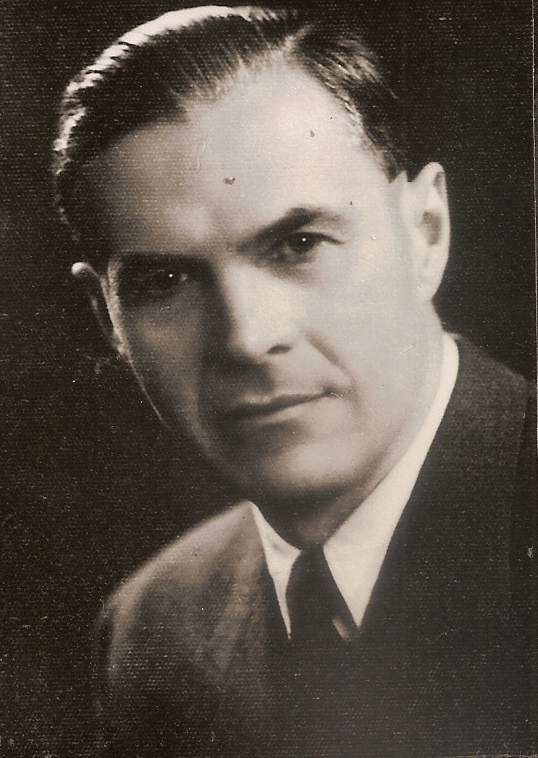
Abay Gyula
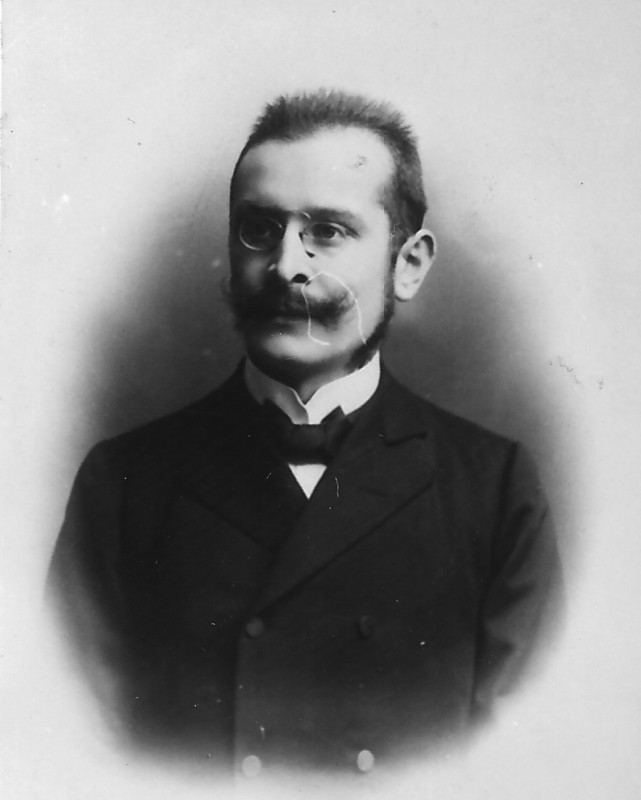
Angyal Pál
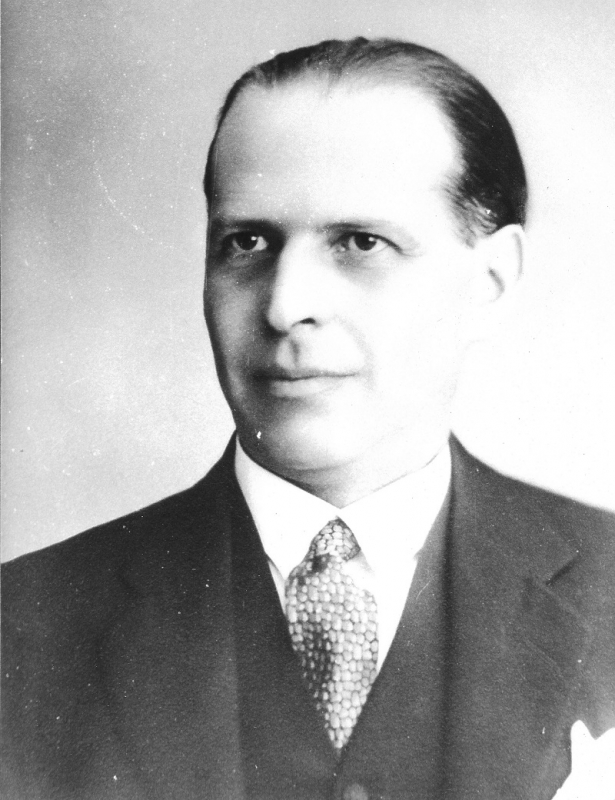
Auer György
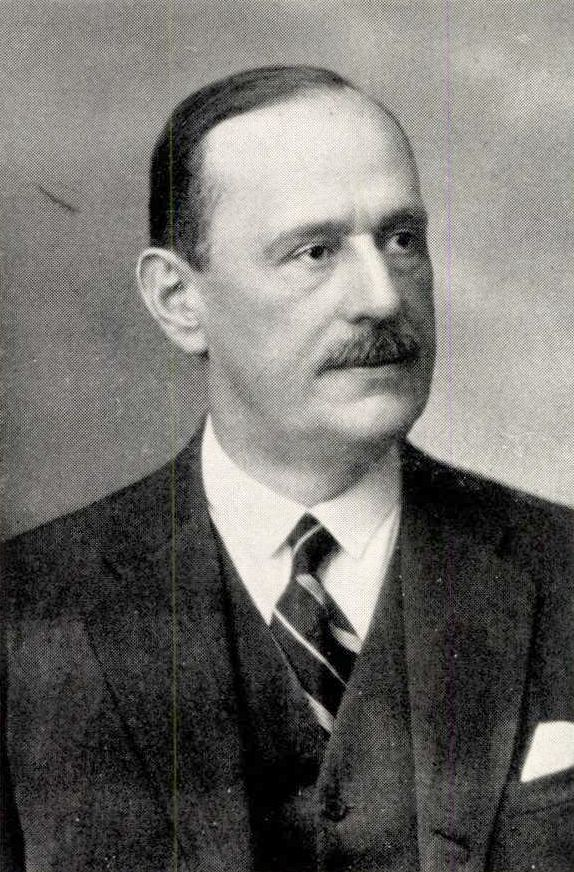
Bakay Lajos
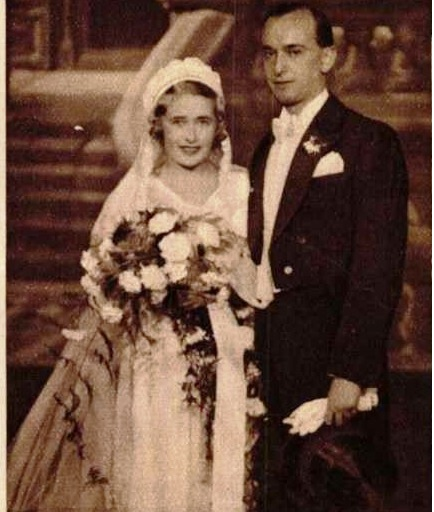
Bálint Péter és felesége
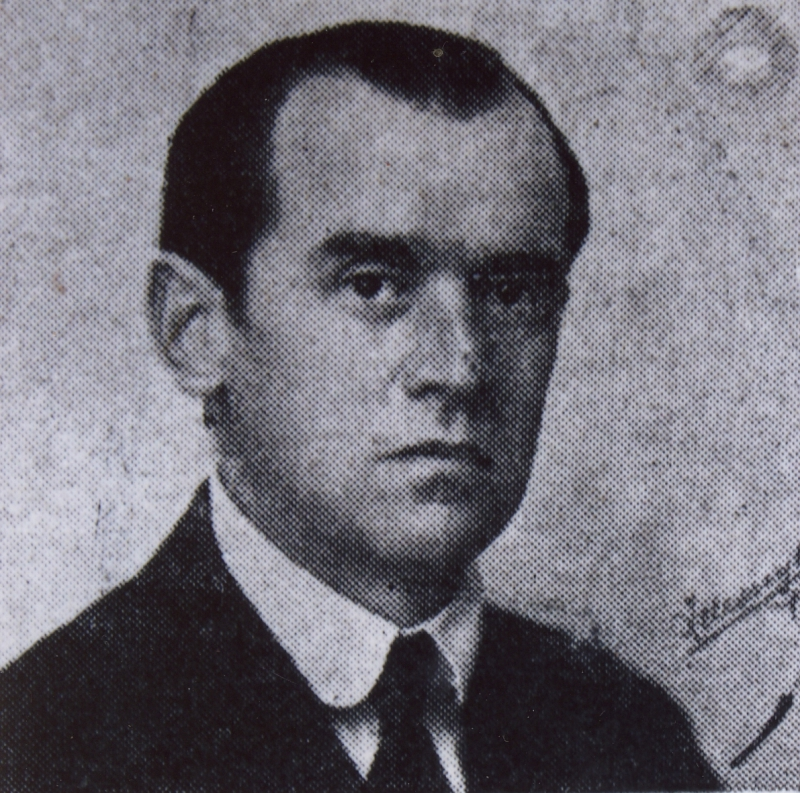
Balogh Károly
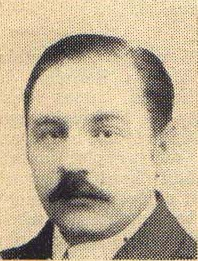
Barla Szabó József
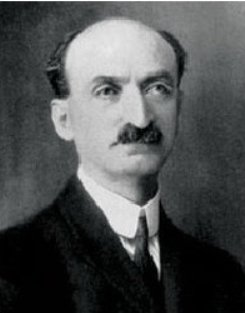
Beck Soma
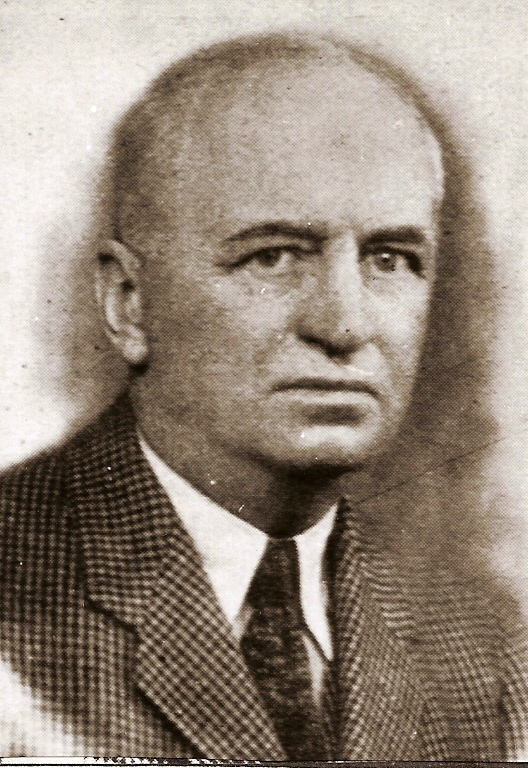
Balás Károly
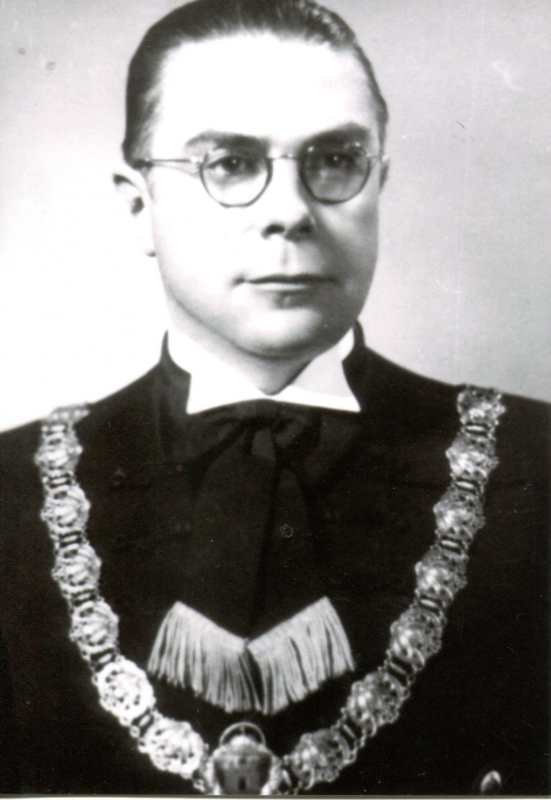
Berde Károly
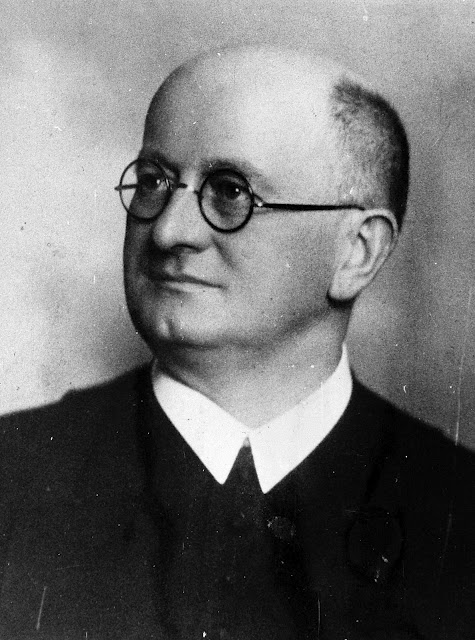
Bognár Cecil Pál
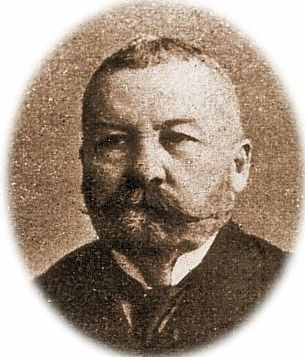
Bochkor Mihály
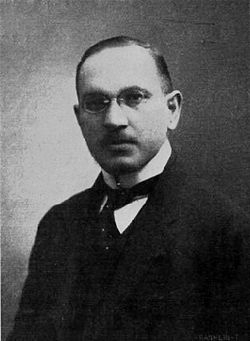
Császár Elemér
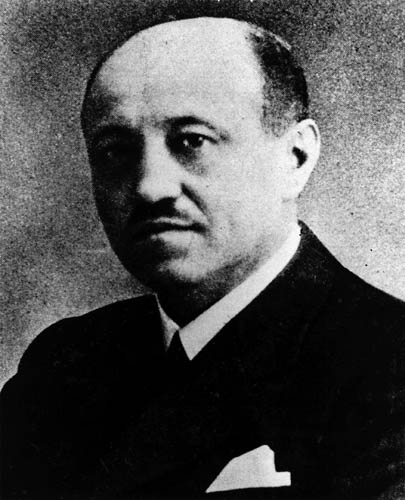
Császár Elemér fizikus
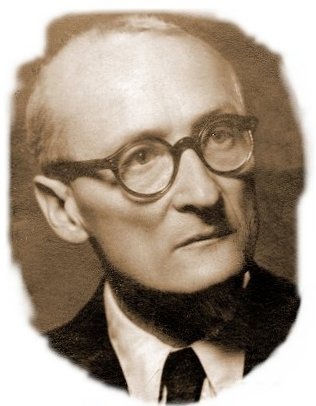
Csekey István
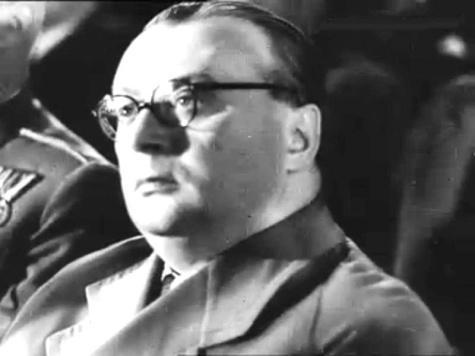
Csikós Nagy Béla
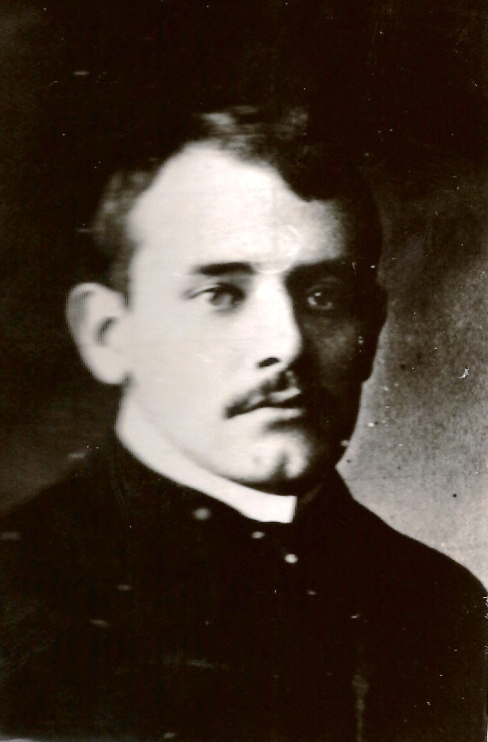
Degré Alajos büntető jogász
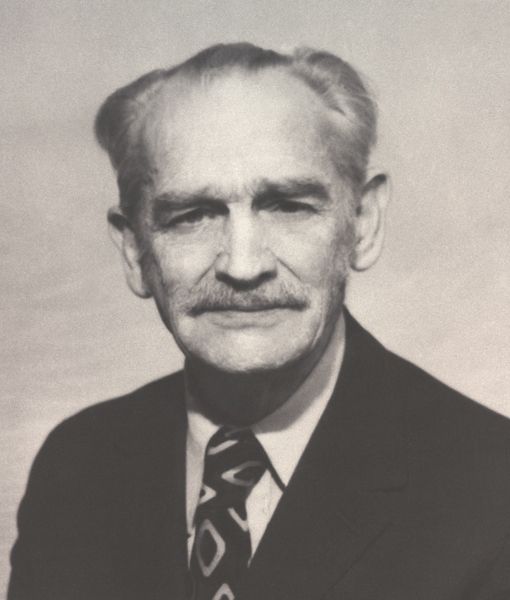
Degré Alajos jogtörténész
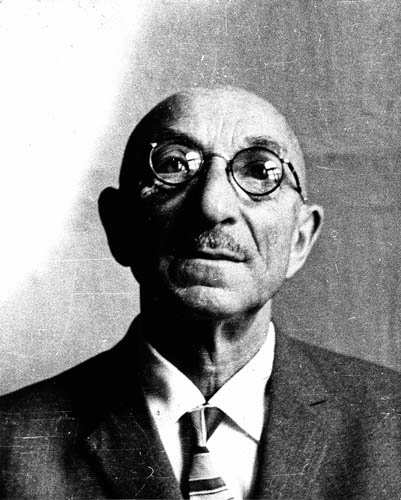
Ernst Jenő
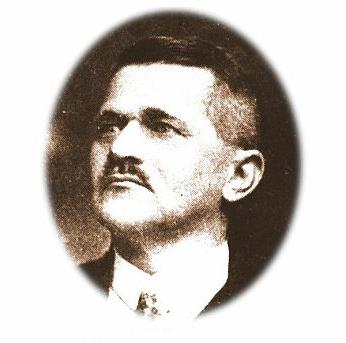
Ereky István
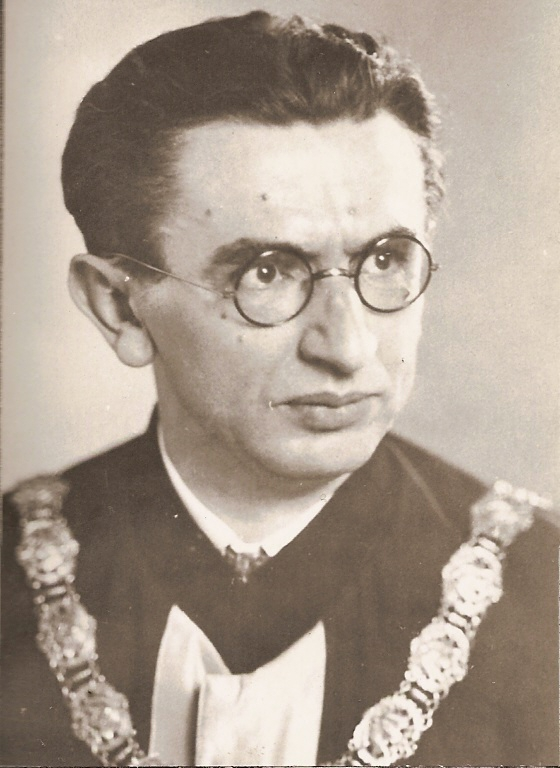
Faluhelyi Ferenc
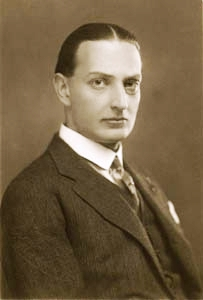
Fejérváry Géza Gyula
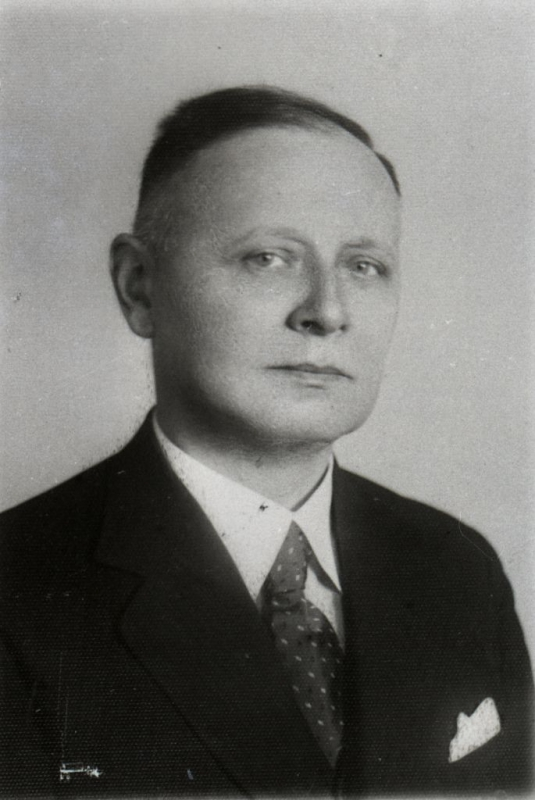
Fitz József
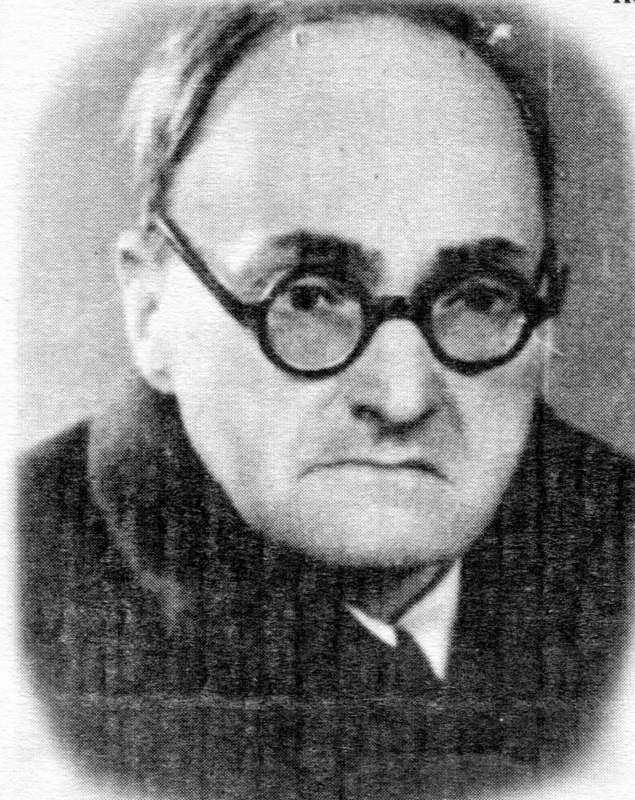
Flachbarth Ernő
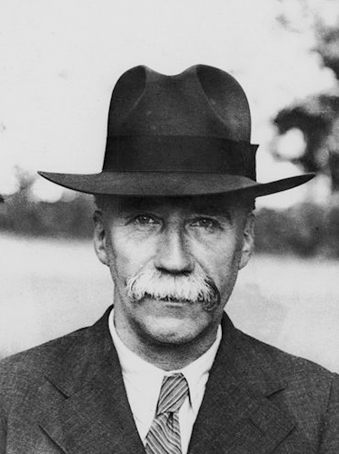
Fülep Lajos
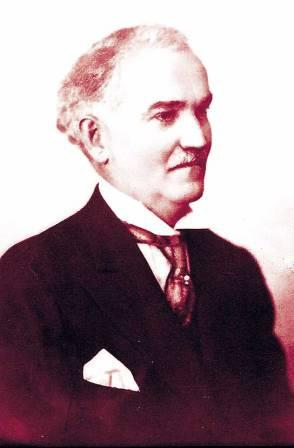
Gebhardt Antal
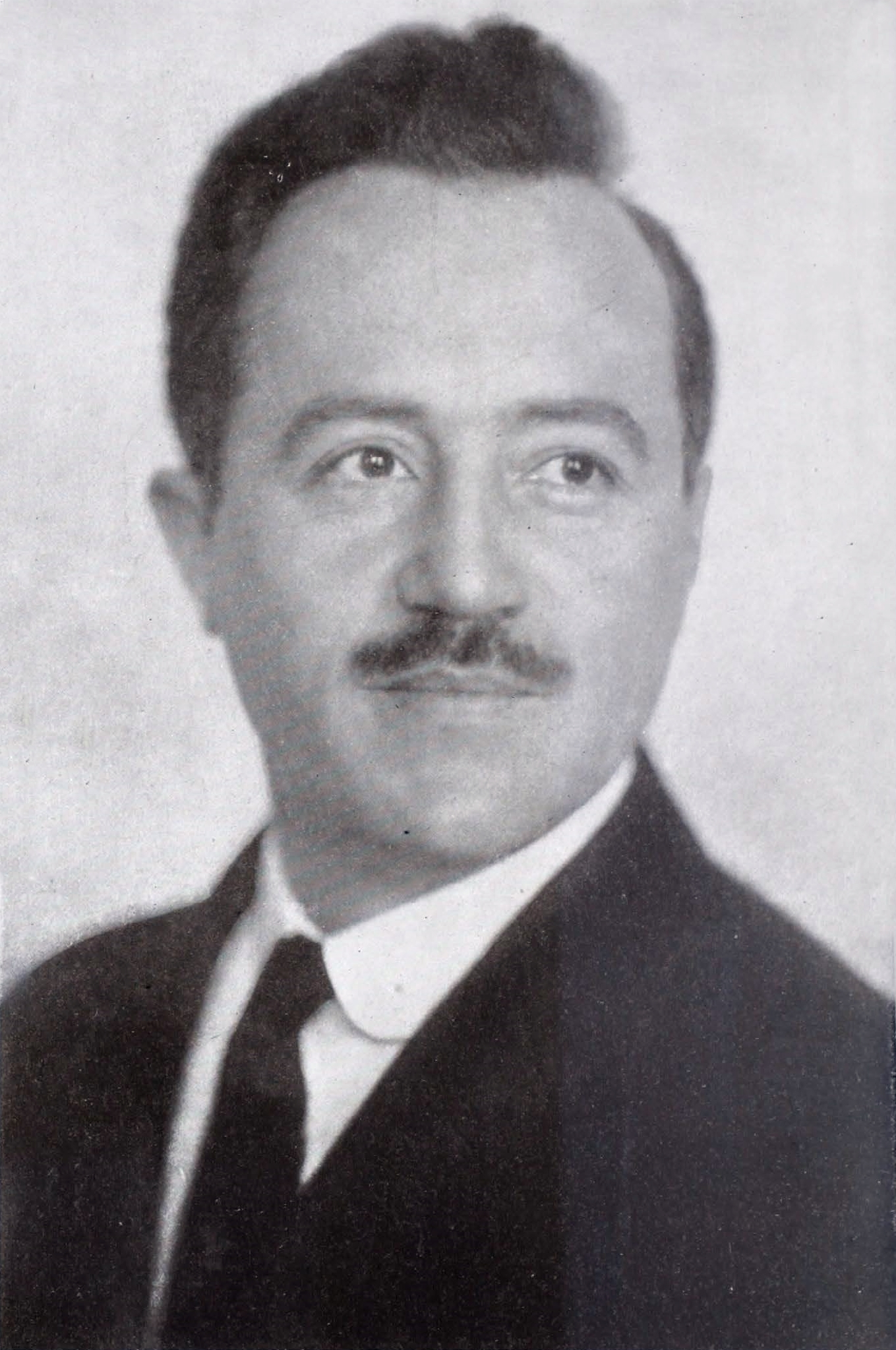
Gragger Róbert
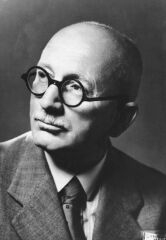
Gróh Gyula
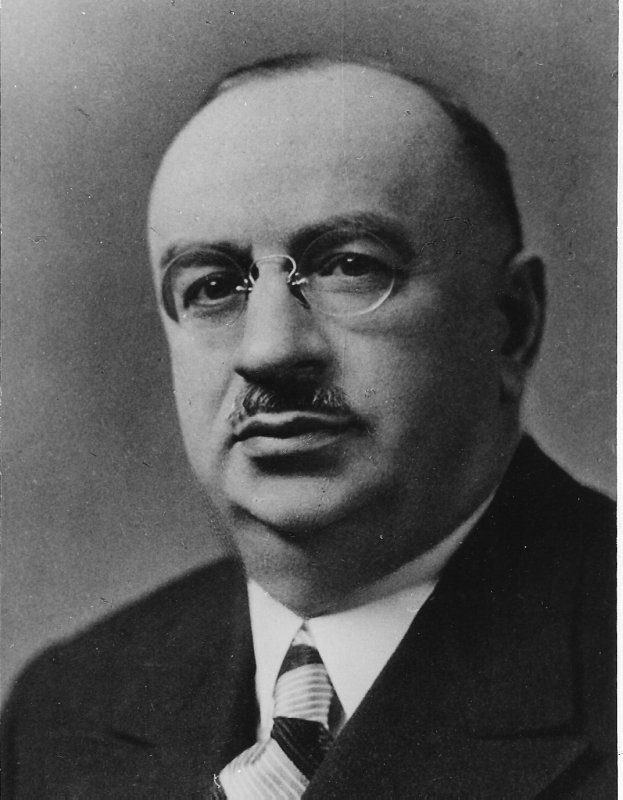
Gorka Sándor
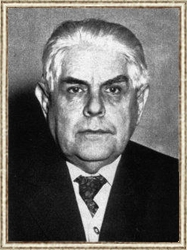
Haranghy László
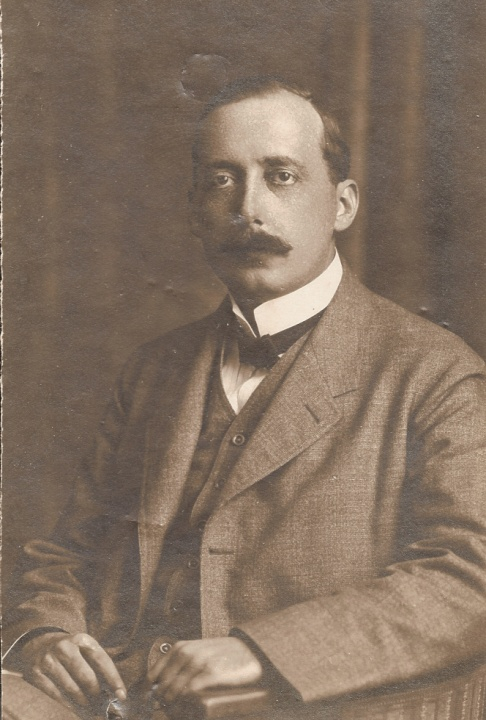
Herzog Ferenc
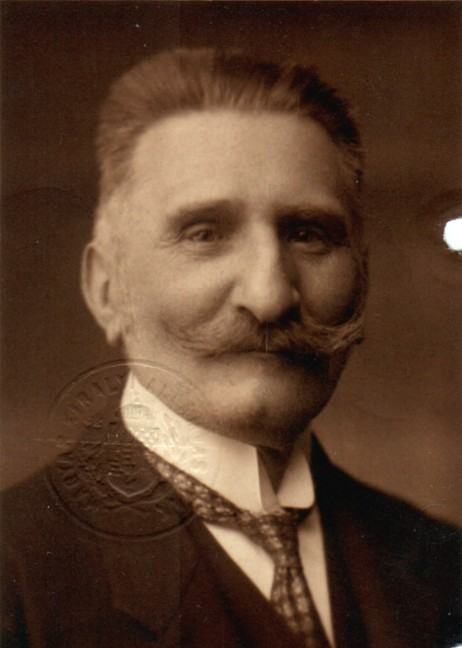
Hodinka Antal
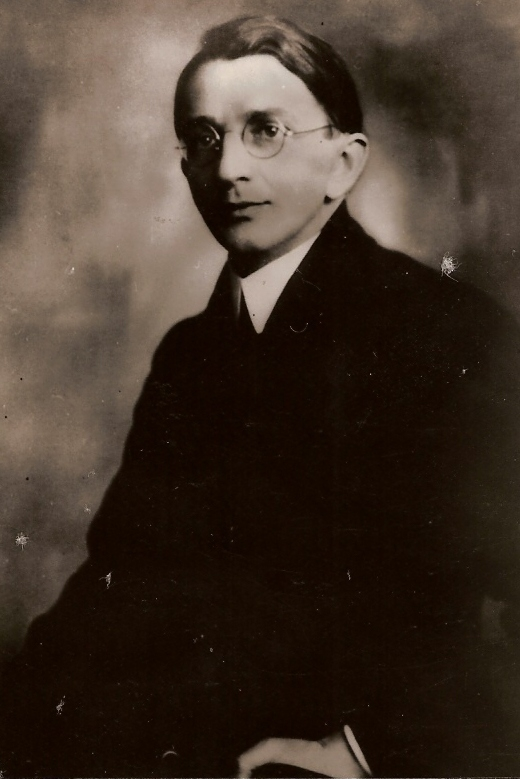
Irk Albert
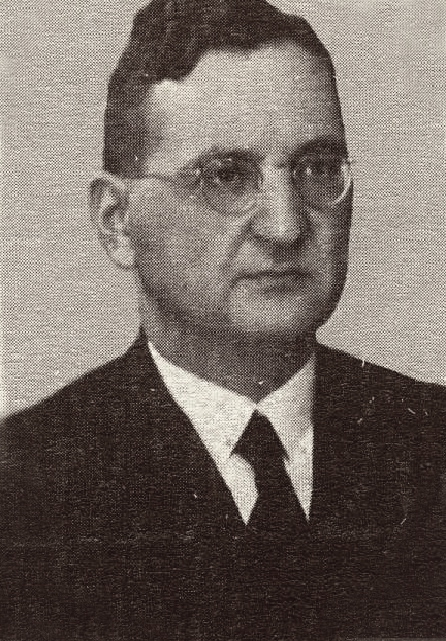
Jánossy Lajos
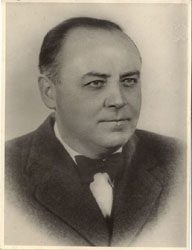
Járdányi Paulovics István
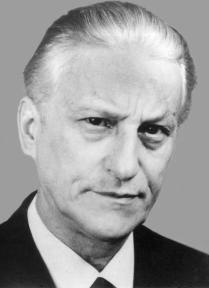
Karlinger Tihamér
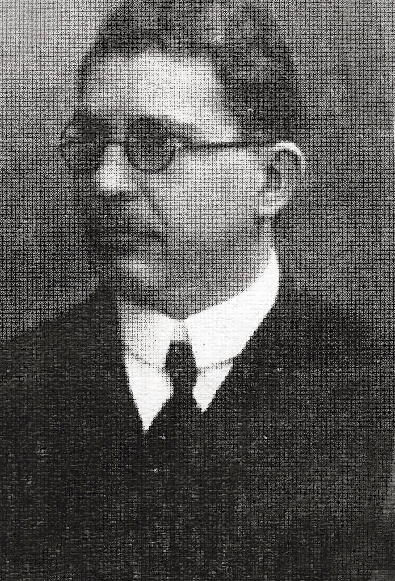
Karner Károly Frigyes
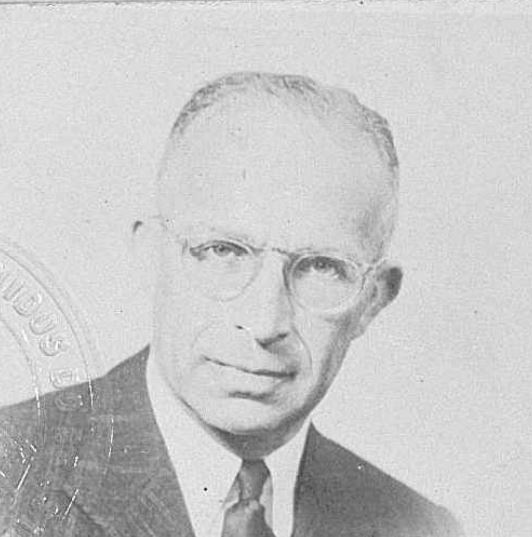
Kelemen György
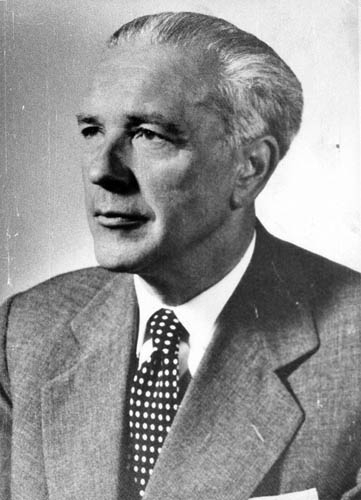
Kerpel-Fronius Ödön
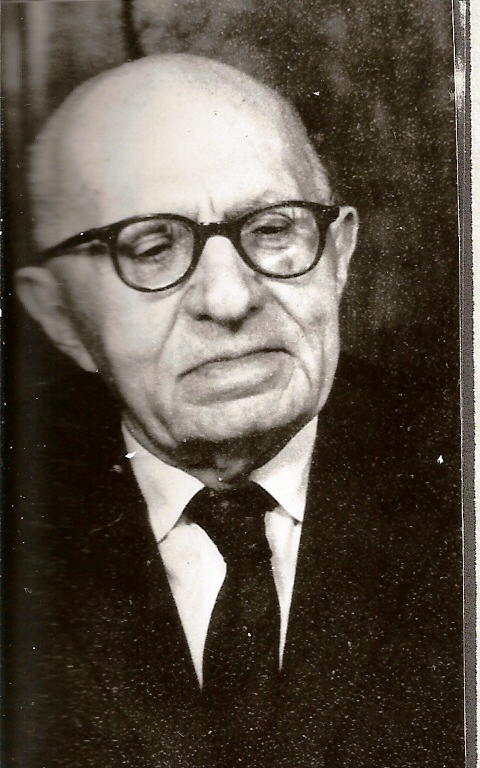
Kislégi Nagy Dénes
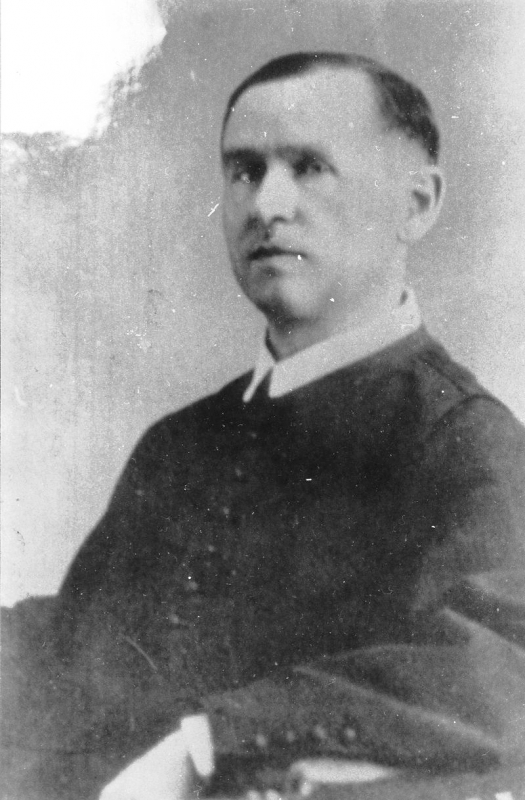
Klemm Antal
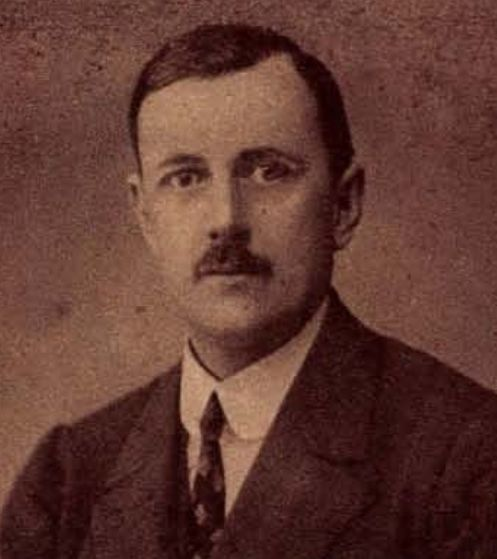
Koch Nándor
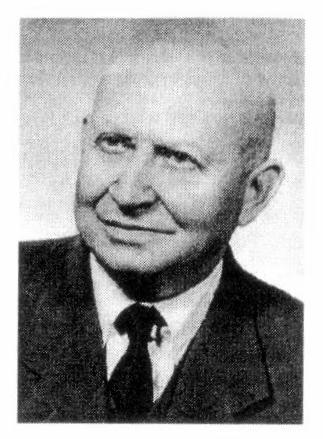
Koltay-Kastner Jenő
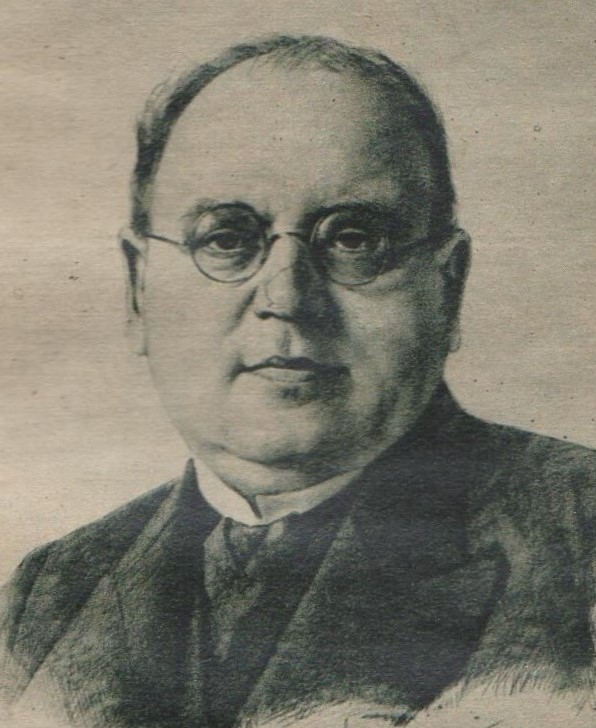
Kornis Gyula
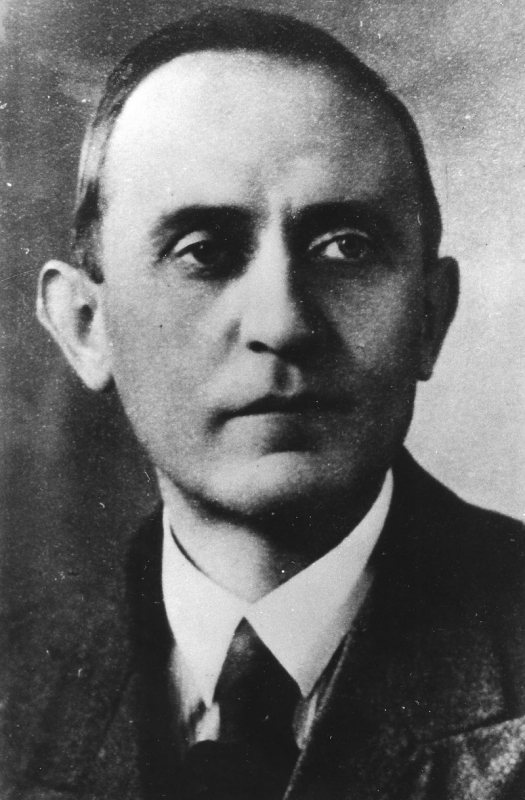
Koszó János
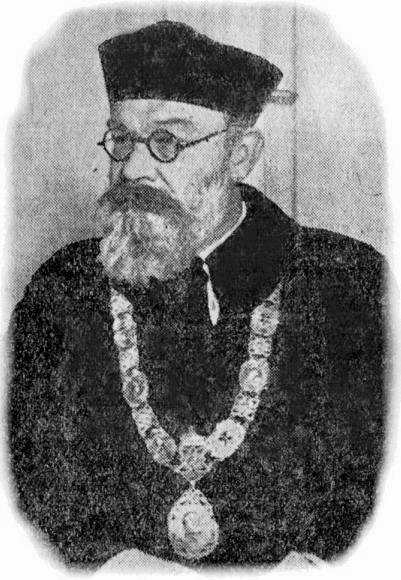
Kováts Ferenc
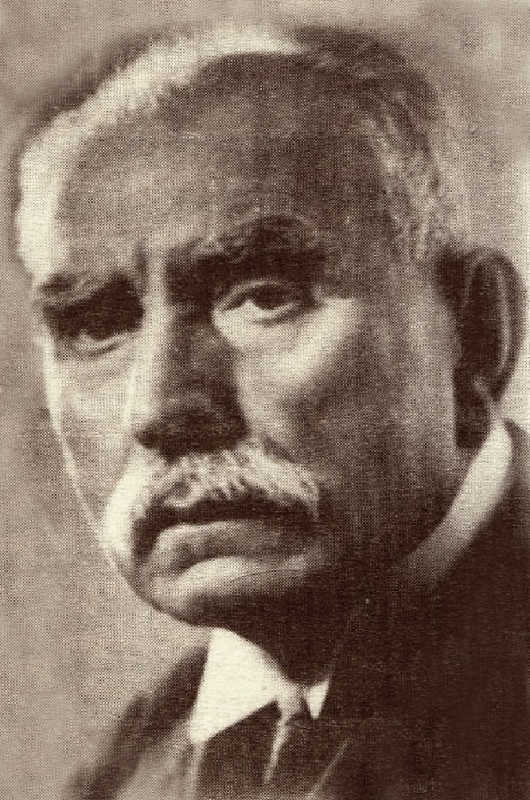
Kovács Sándor
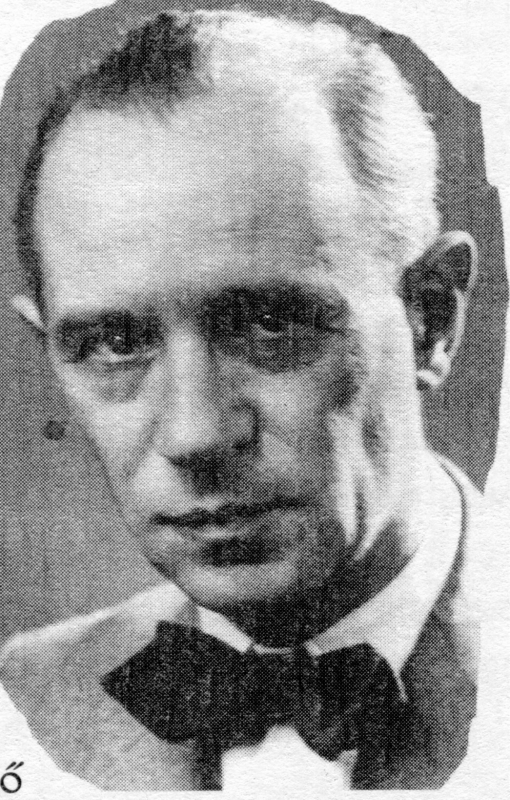
Környey István
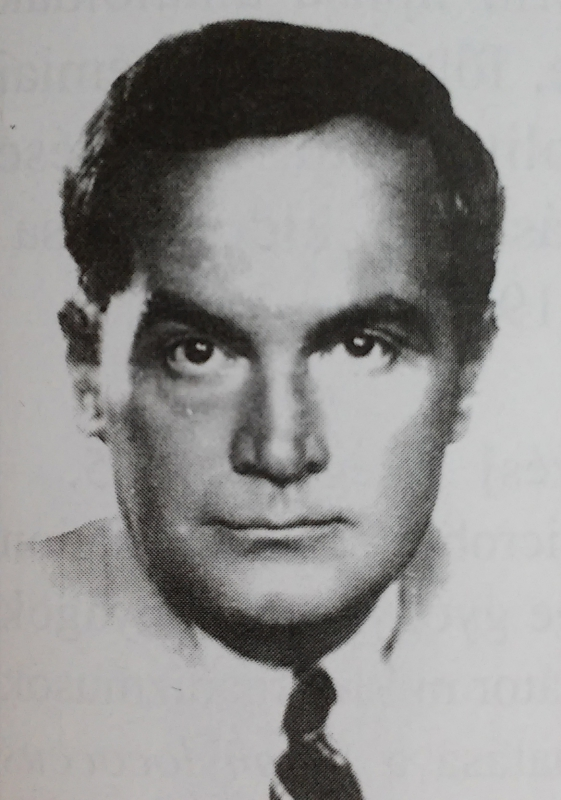
Eszperantó Wikipedia: Jenő Kramár
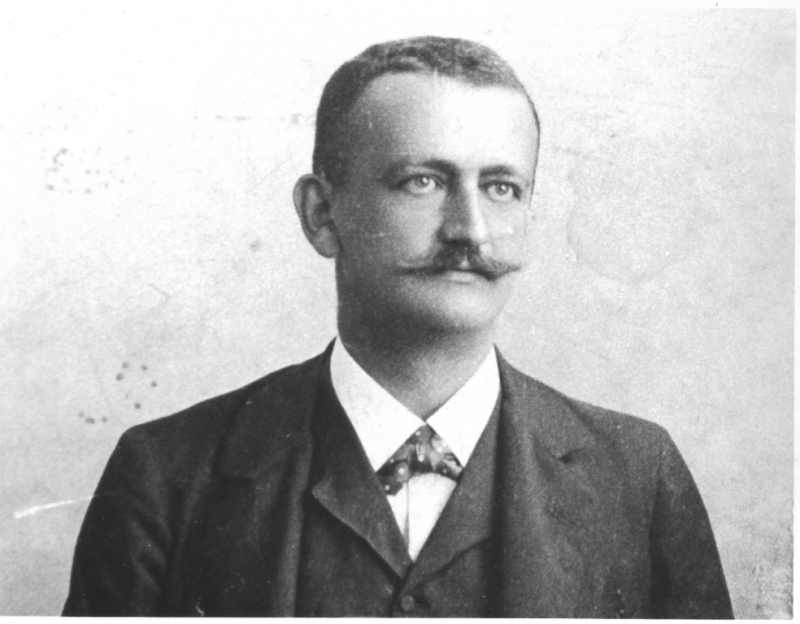
Kumlik Emil
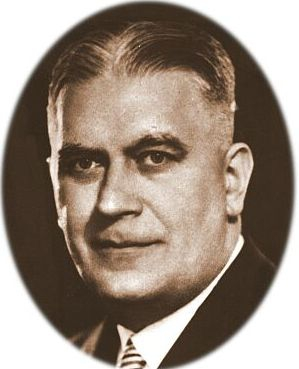
Laky Dezső
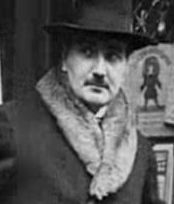
Lambrecht Kálmán
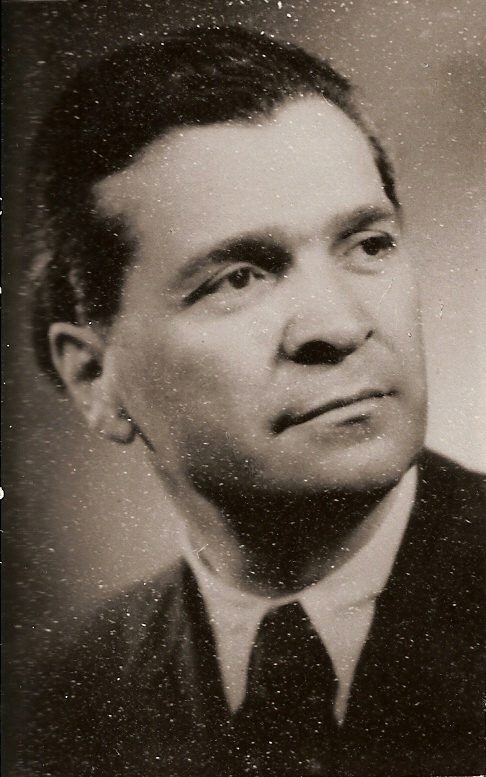
Losonczy István
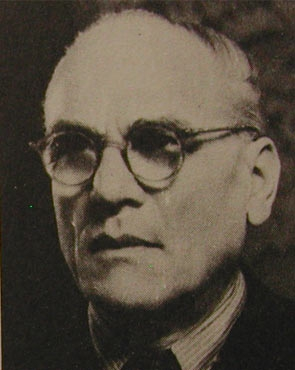
Mozsonyi Sándor
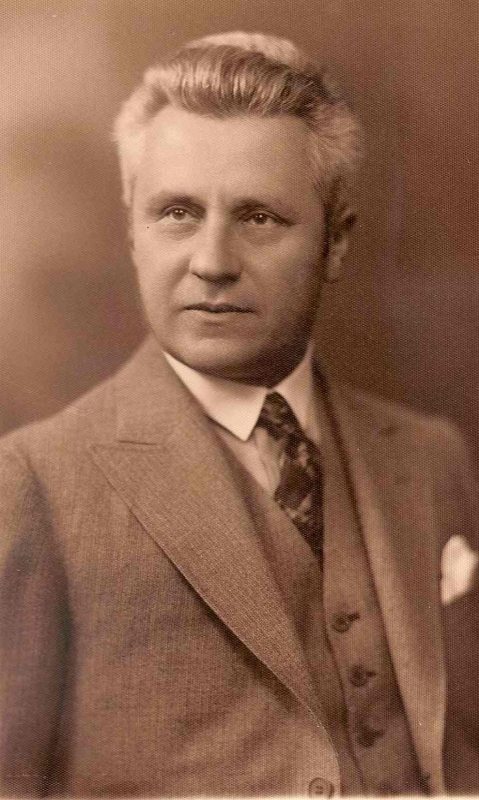
Óriás Nándor
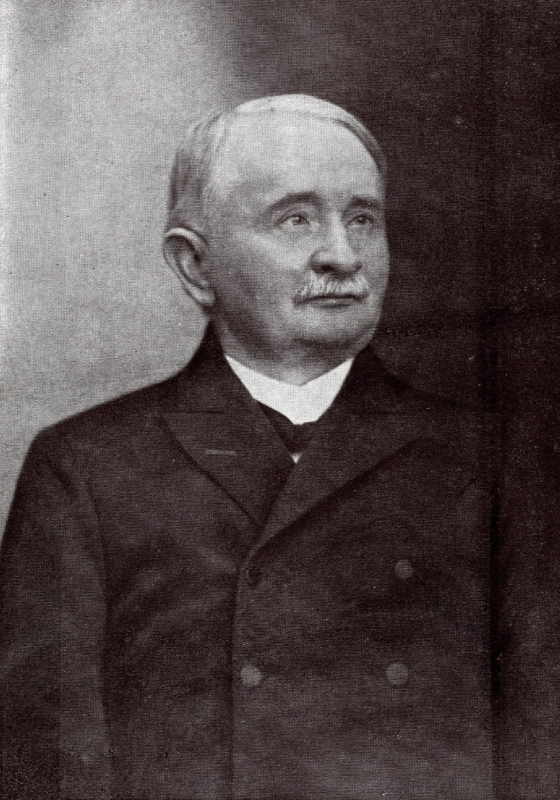
Payr Sándor
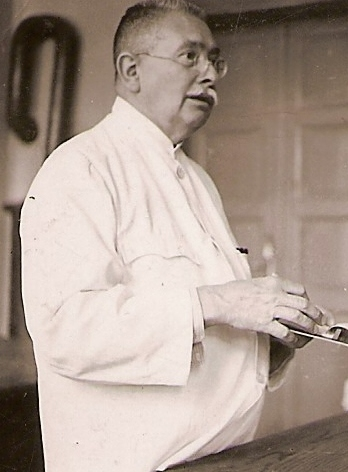
Pekár Mihály
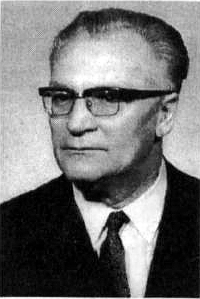
Perbíró József
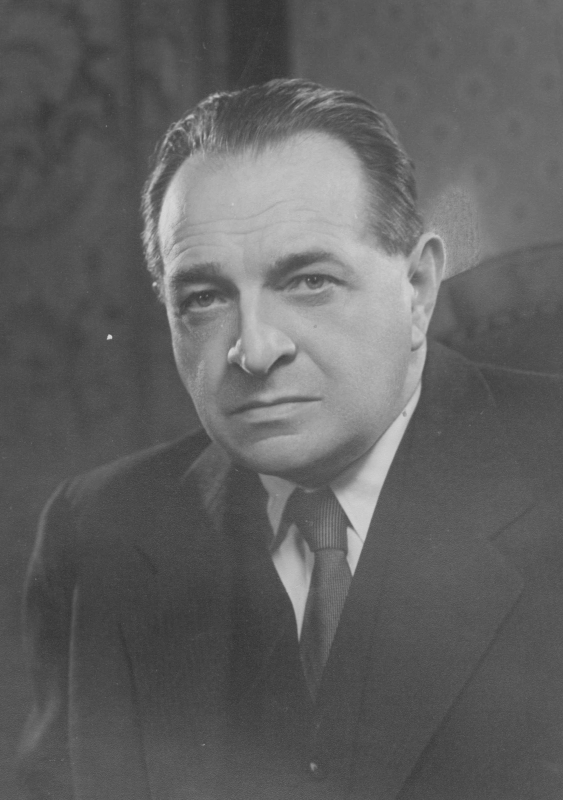
Petényi Géza
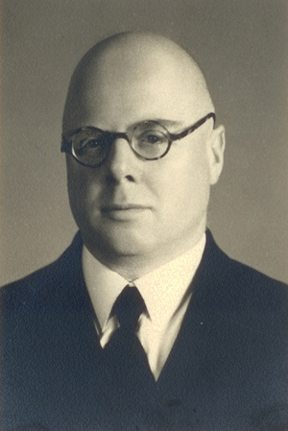
Podmaniczky Pál
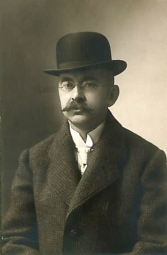
Reuter Camillo
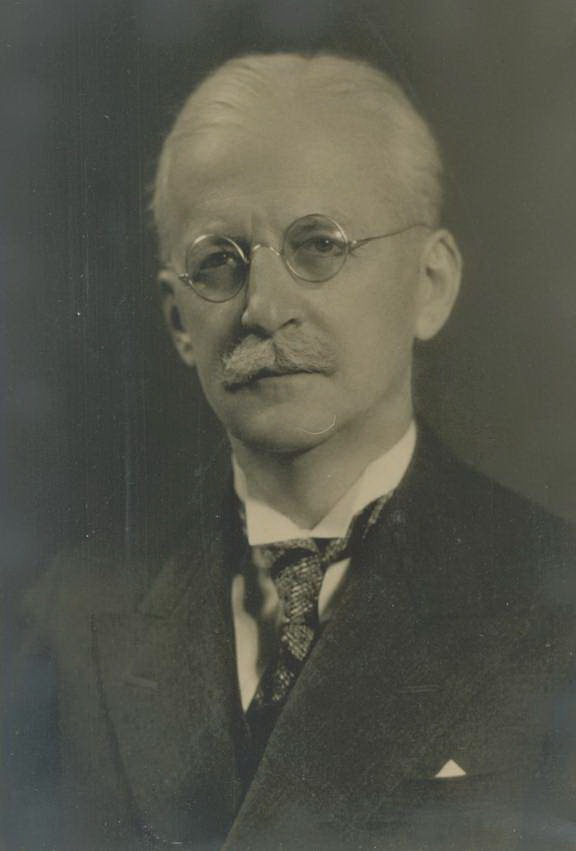
Rhorer László
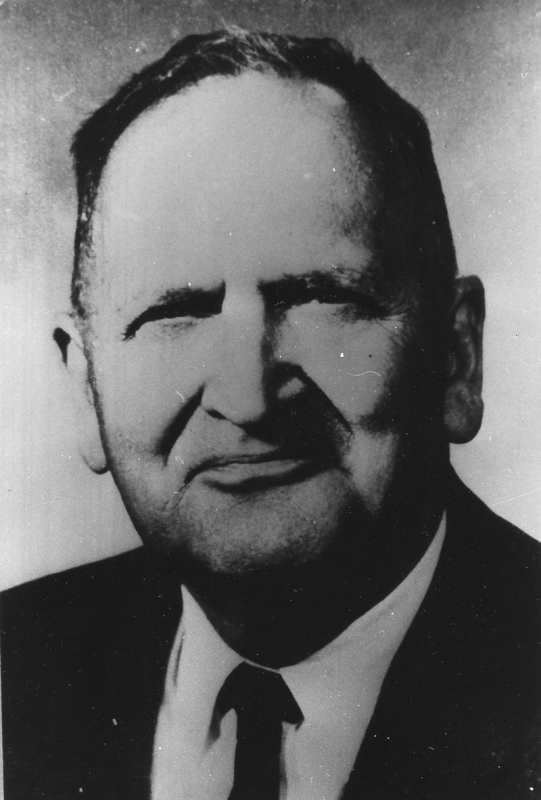
Thienemann Tivadar
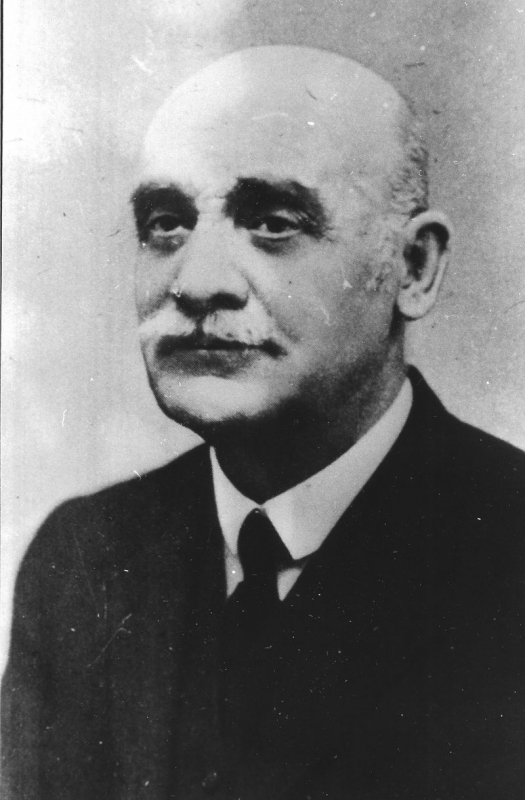
Tolnai Vilmos
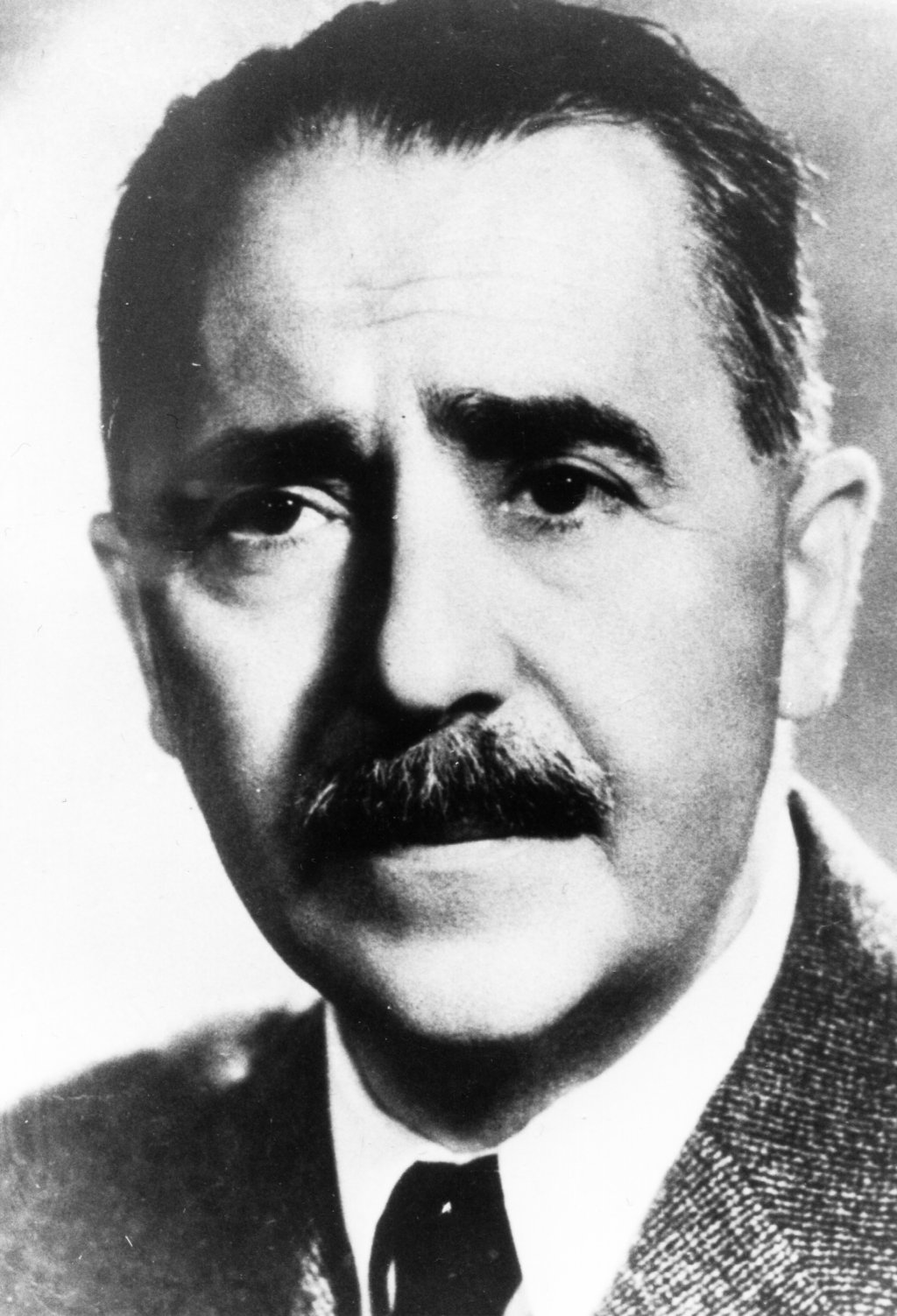
Sebestény Gyula
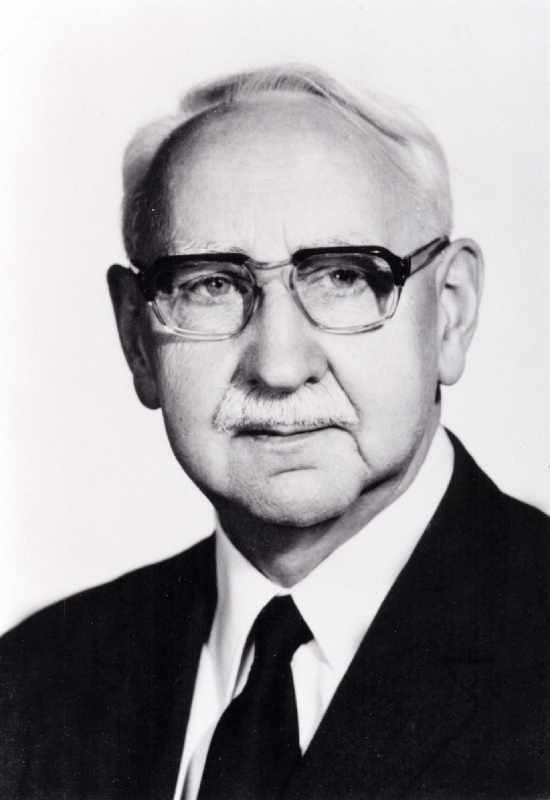
Sólyom Jenő
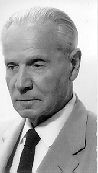
Surányi-Unger Tivadar
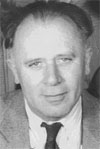
Szabó Pál Zoltán
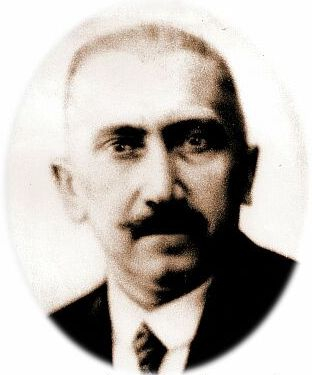
Személyi Kálmán
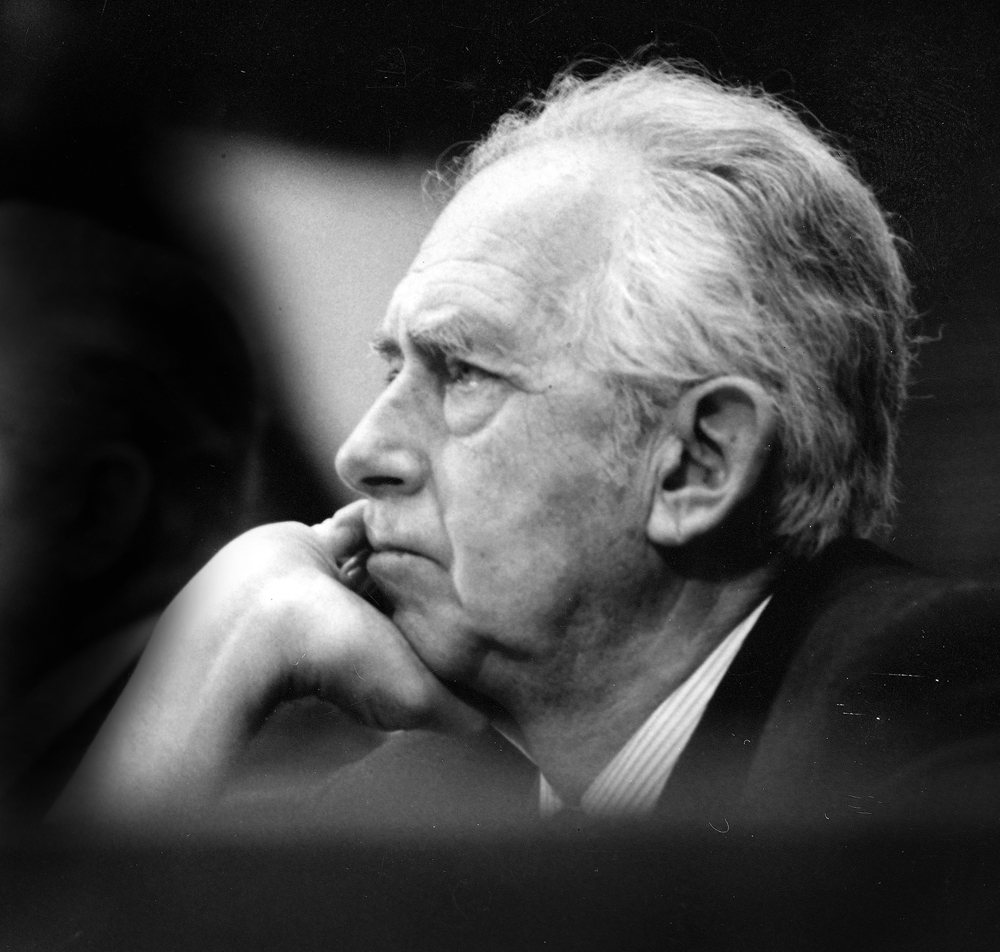
Szentágothai János
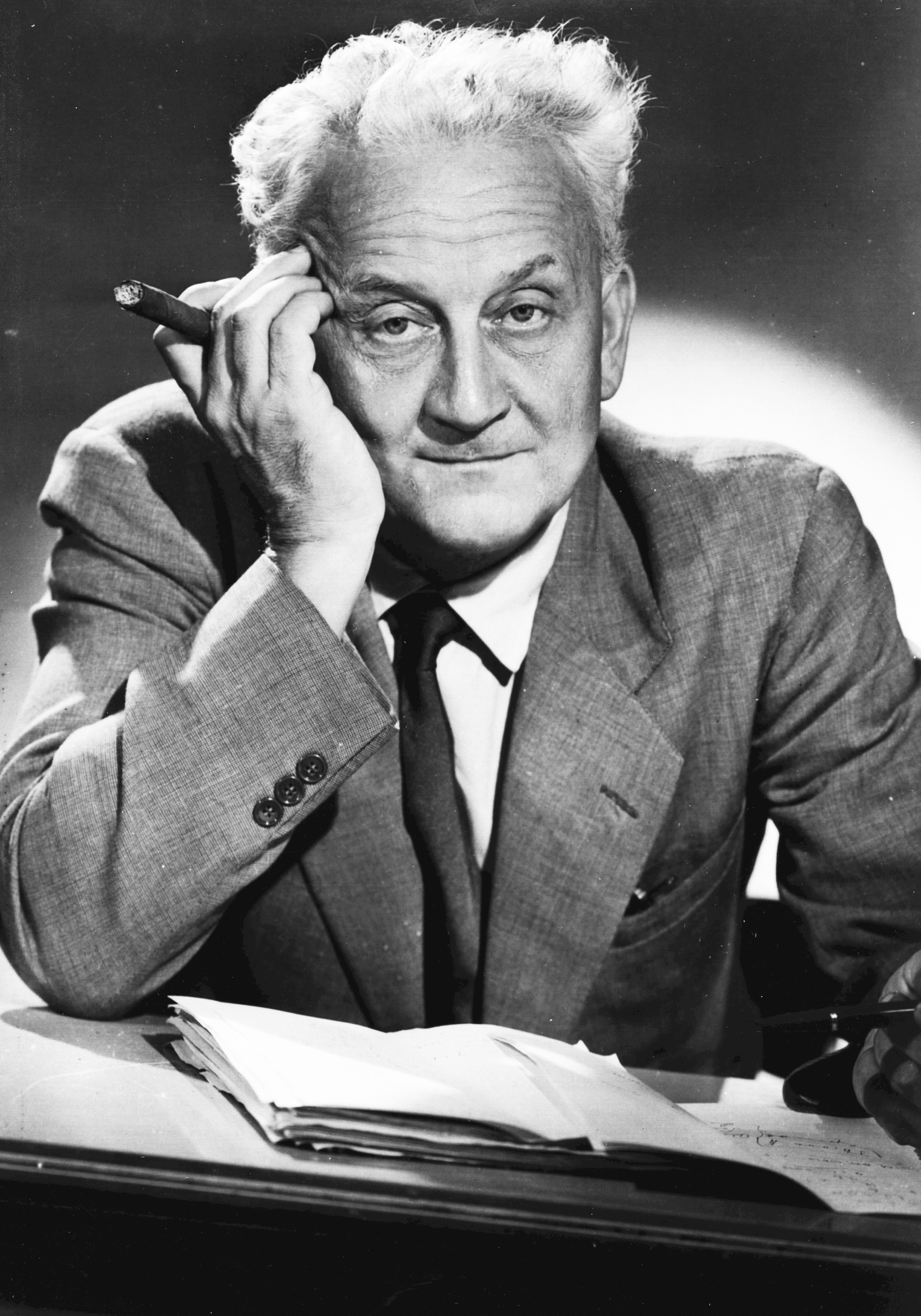
Szent-Györgyi Albert
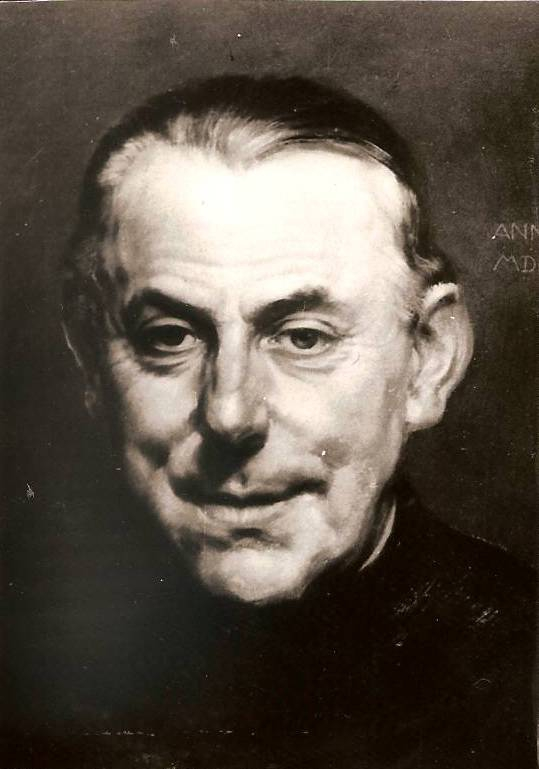
Szőnyi Ottó
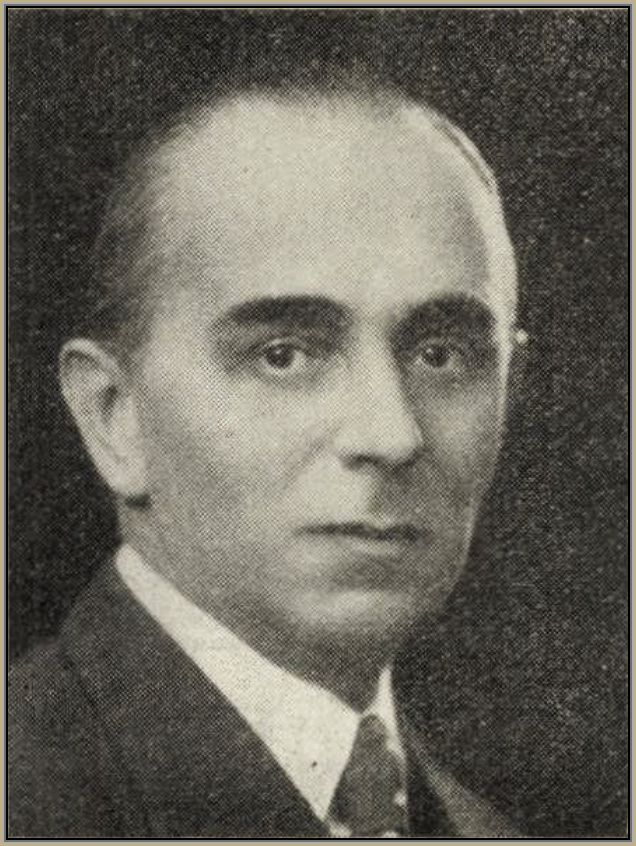
Telegdi-Roth Károly
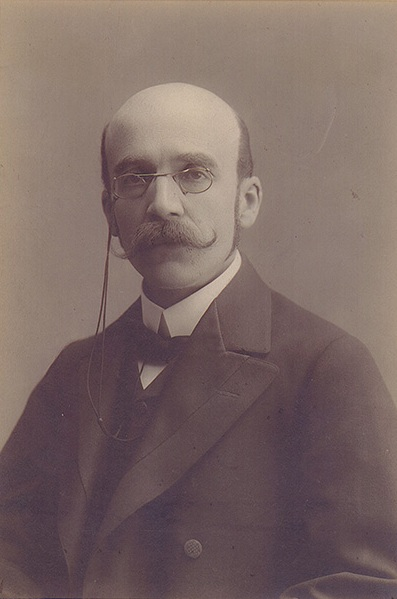
Vári Rezső
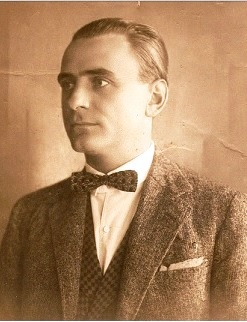
Várkonyi Nándor
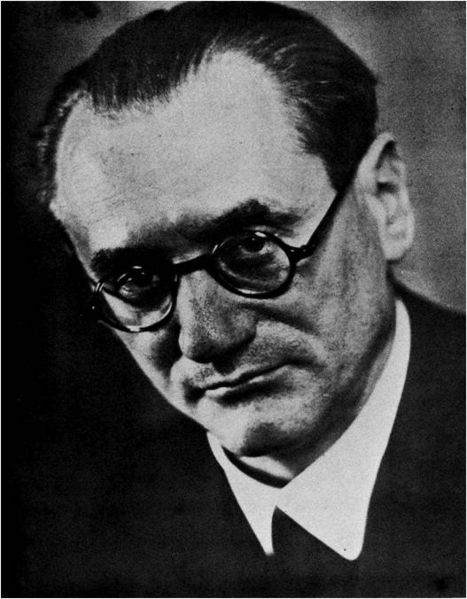
Várkonyi Hildebrand Dezső
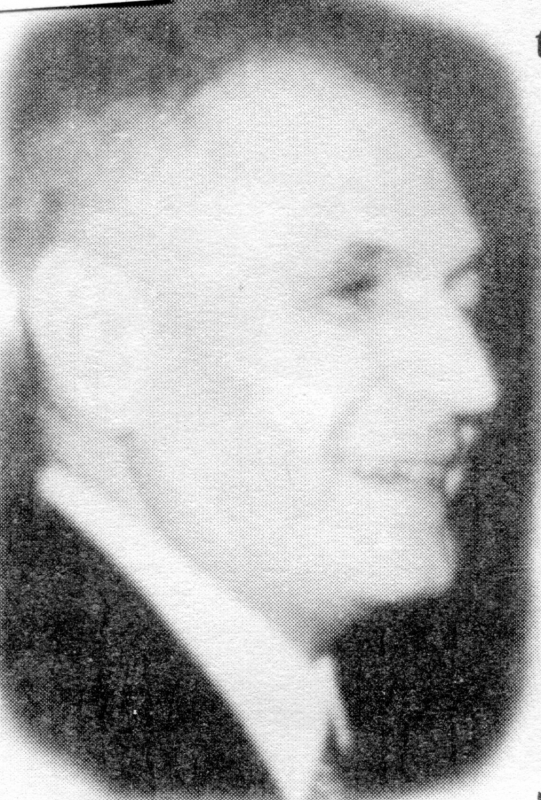
Vas Tibor
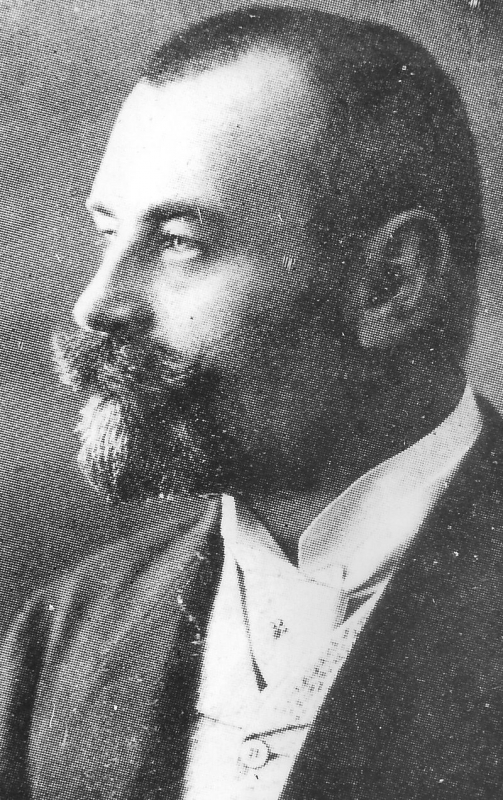
Velits Dezső
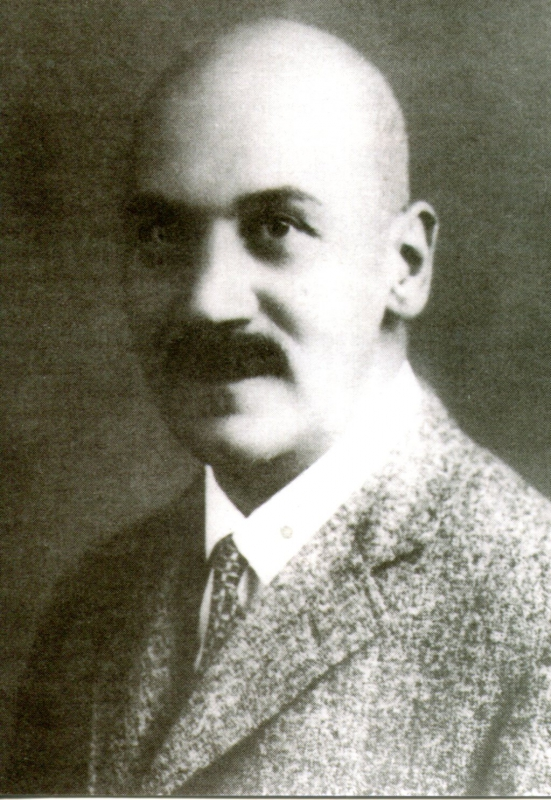
Veress Ferenc
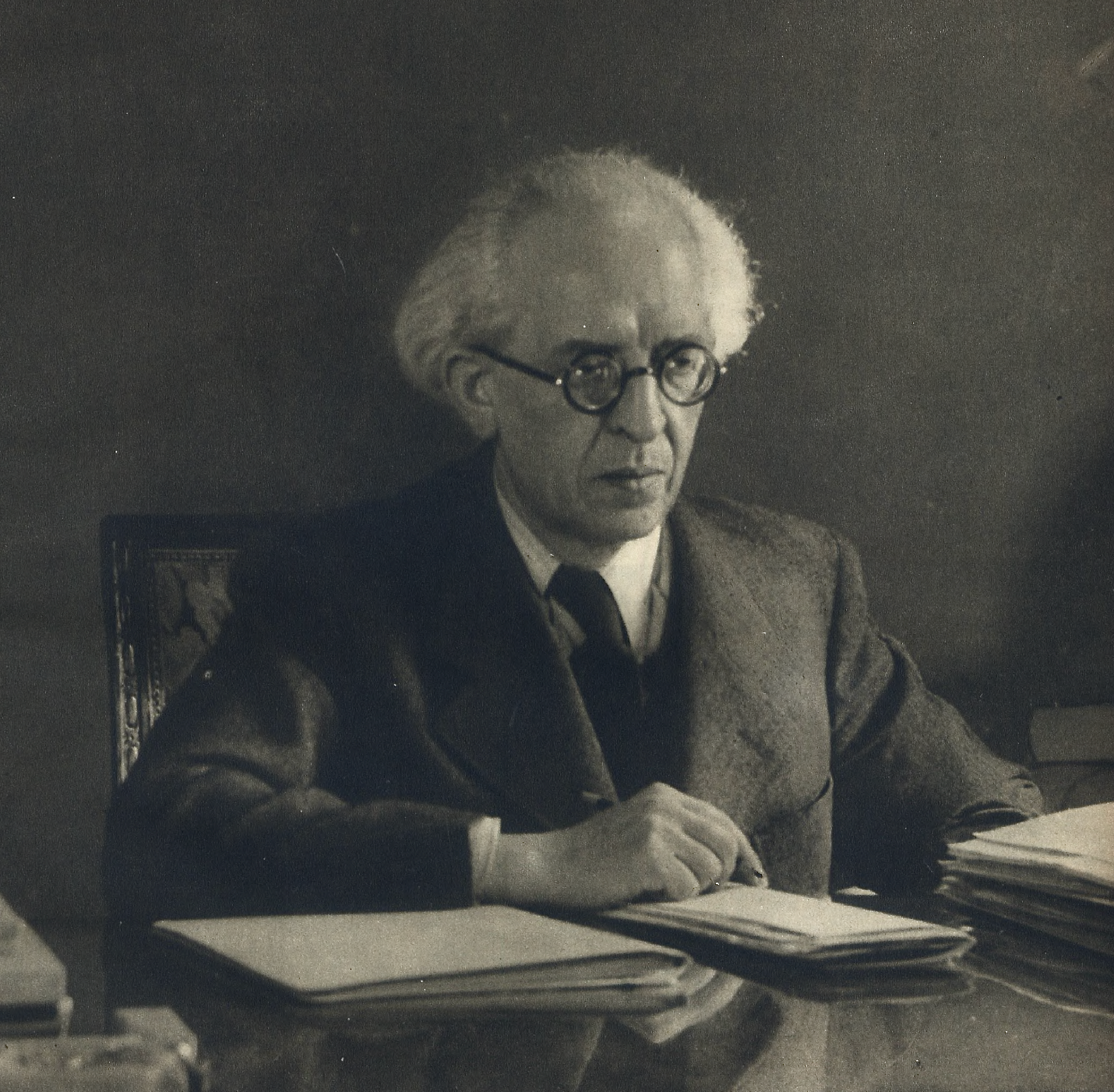
Vojtech Tuka
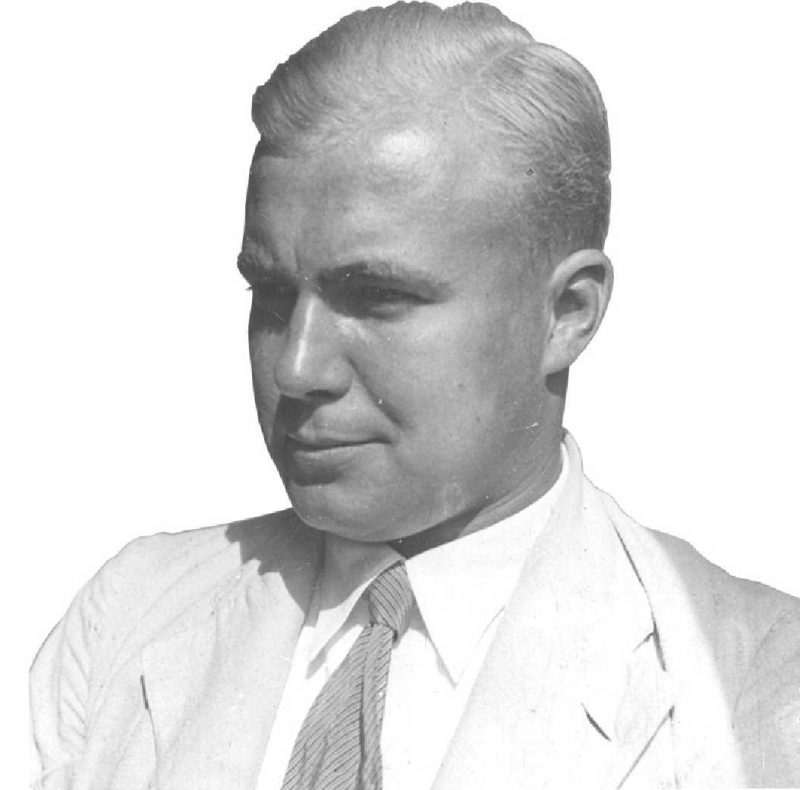
Wagner János
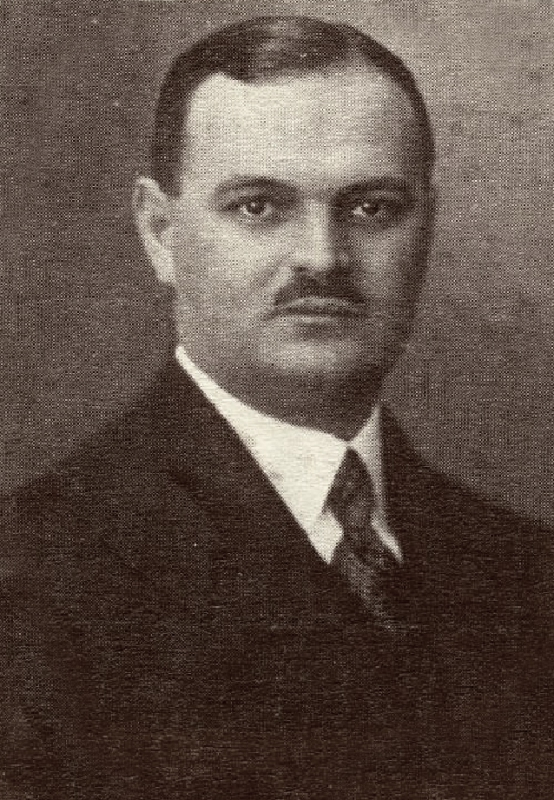
Wiczián Dezső
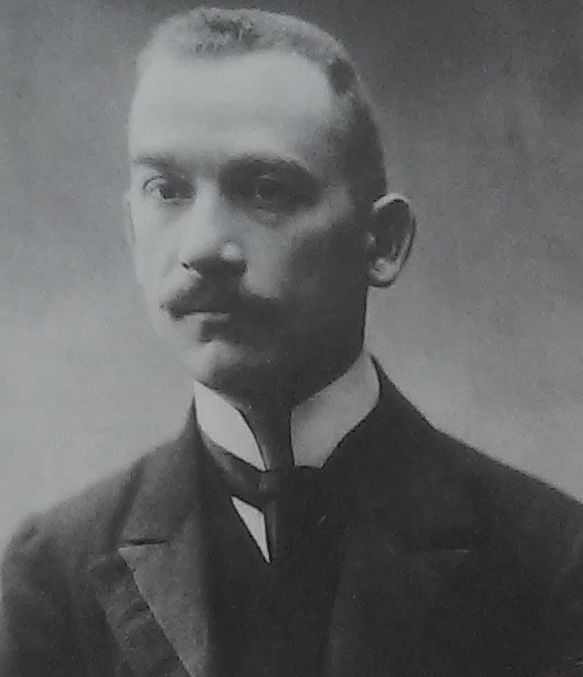
Winternitz Arnold
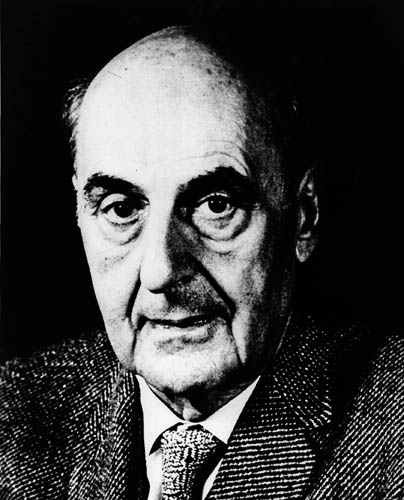
Zechmeister László
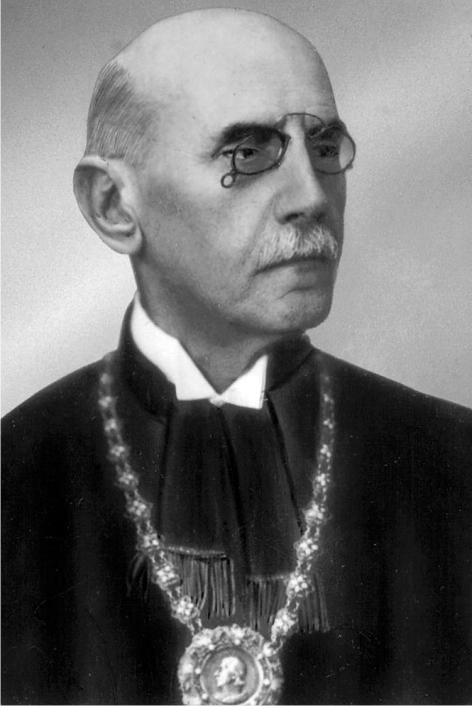
Zimmermann Ágoston
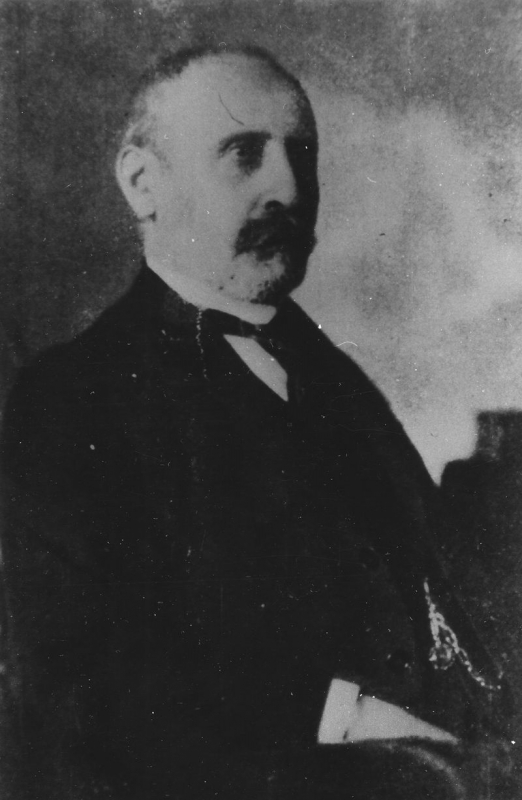
Zolnai Gyula
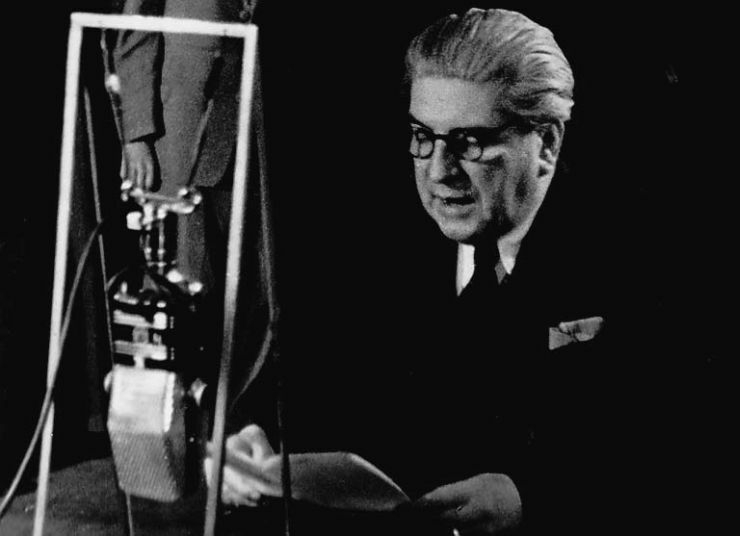
Zsedényi Béla